# أواني اللك

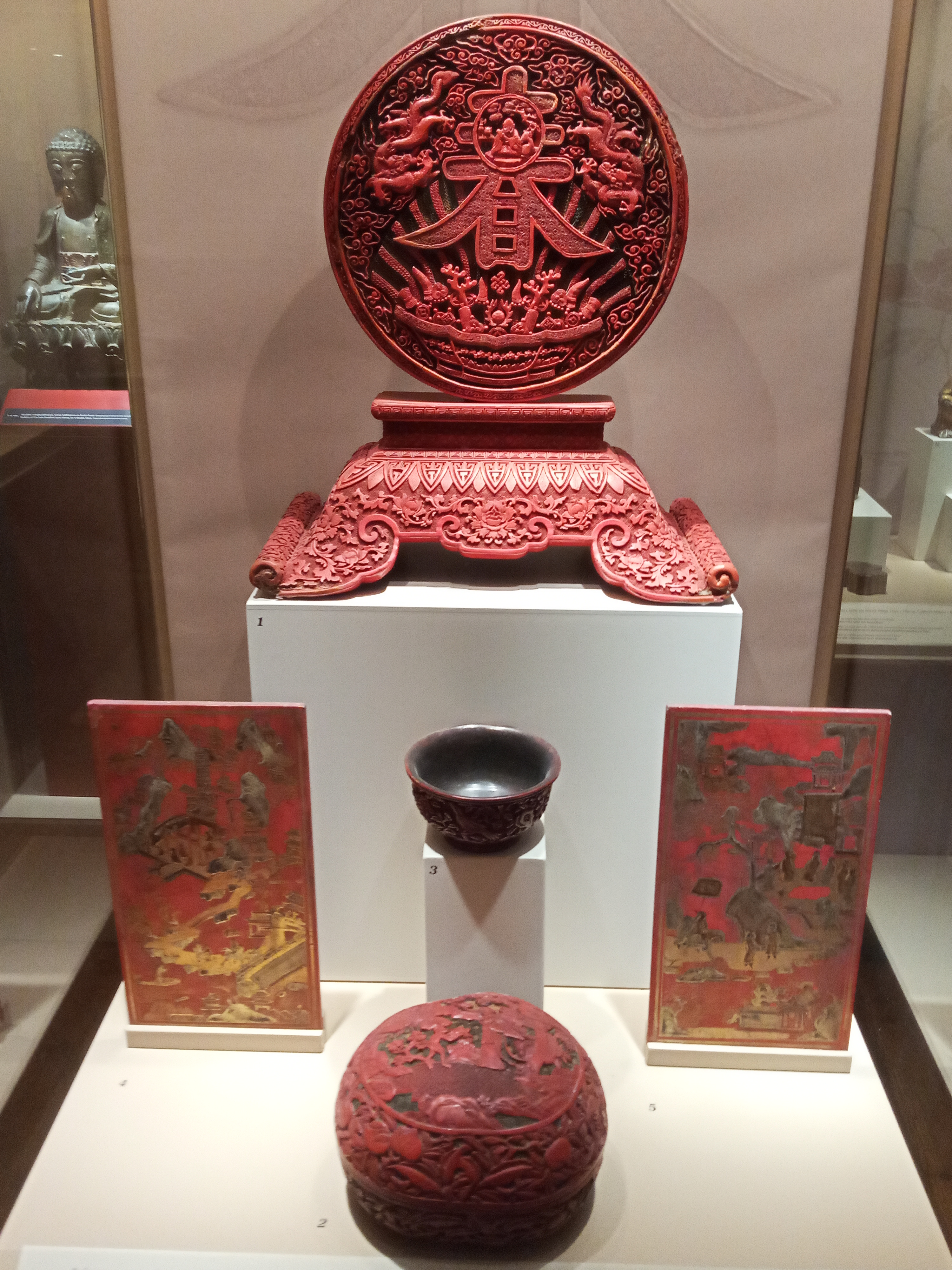
مجموعة اللك، الصين، سلالة تشينغ

الأدوات المطلية باللك أو أواني اللك هي أواني وأدوات مطلية بشكل زخرفي باللك (الورنيش). تشمل الأواني المطلية باللك الحاويات الصغيرة أو الكبيرة، وأدوات المائدة، ومجموعة متنوعة من الأشياء الصغيرة التي يحملها الناس، والأشياء الأكبر حجمًا مثل الأثاث وحتى التوابيت المطلية باللك. قبل عملية اللك، يتم أحيانًا طلاء السطح بصور، أو ترصيعه بالأصداف ومواد أخرى، أو نحته [الإنجليزية]. يمكن طلاء اللك بالذهب أو الفضة [الإنجليزية] مثل فن الهيراميجي الياباني [الإنجليزية] وإعطاؤه معالجات زخرفية أخرى.
تتمتع دول شرق آسيا بتقاليد طويلة في أعمال اللك، حيث يعود أصل اللك إلى الصين. ويعود ذلك إلى آلاف السنين في حالات الصين واليابان وكوريا. أشهر أنواع اللك هو اللك المعتمد على اليوروشيول [الإنجليزية] والذي يكثر استخدامه في شرق آسيا، ويتم الحصول عليه من النسغ المجفف لنبات السماق اللكي السيالي . يتم معالجة أنواع أخرى من اللك من مجموعة متنوعة من النباتات والحشرات. كما أن تقاليد أعمال اللك في جنوب شرق آسيا وجنوب آسيا والأمريكيتين قديمة أيضًا ونشأت بشكل مستقل. لا يتم تصنيع اللك الحقيقي خارج آسيا، ولكن بعض التقليد، مثل اللك الياباني [الإنجليزية] في أوروبا، أو التقنيات الموازية، غالبًا ما يشار إليها بشكل فضفاض باسم "اللك".

## معرض الصور

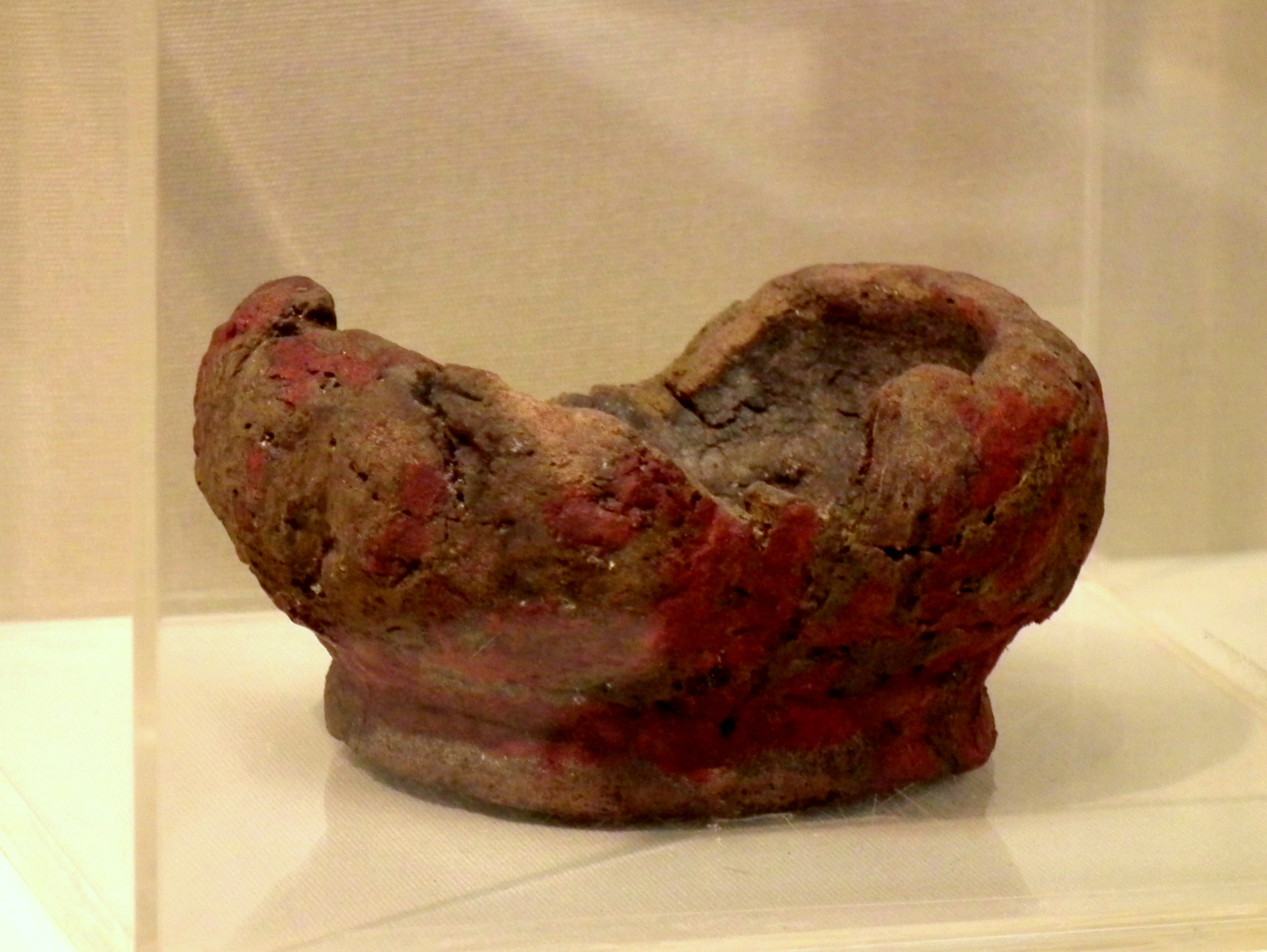
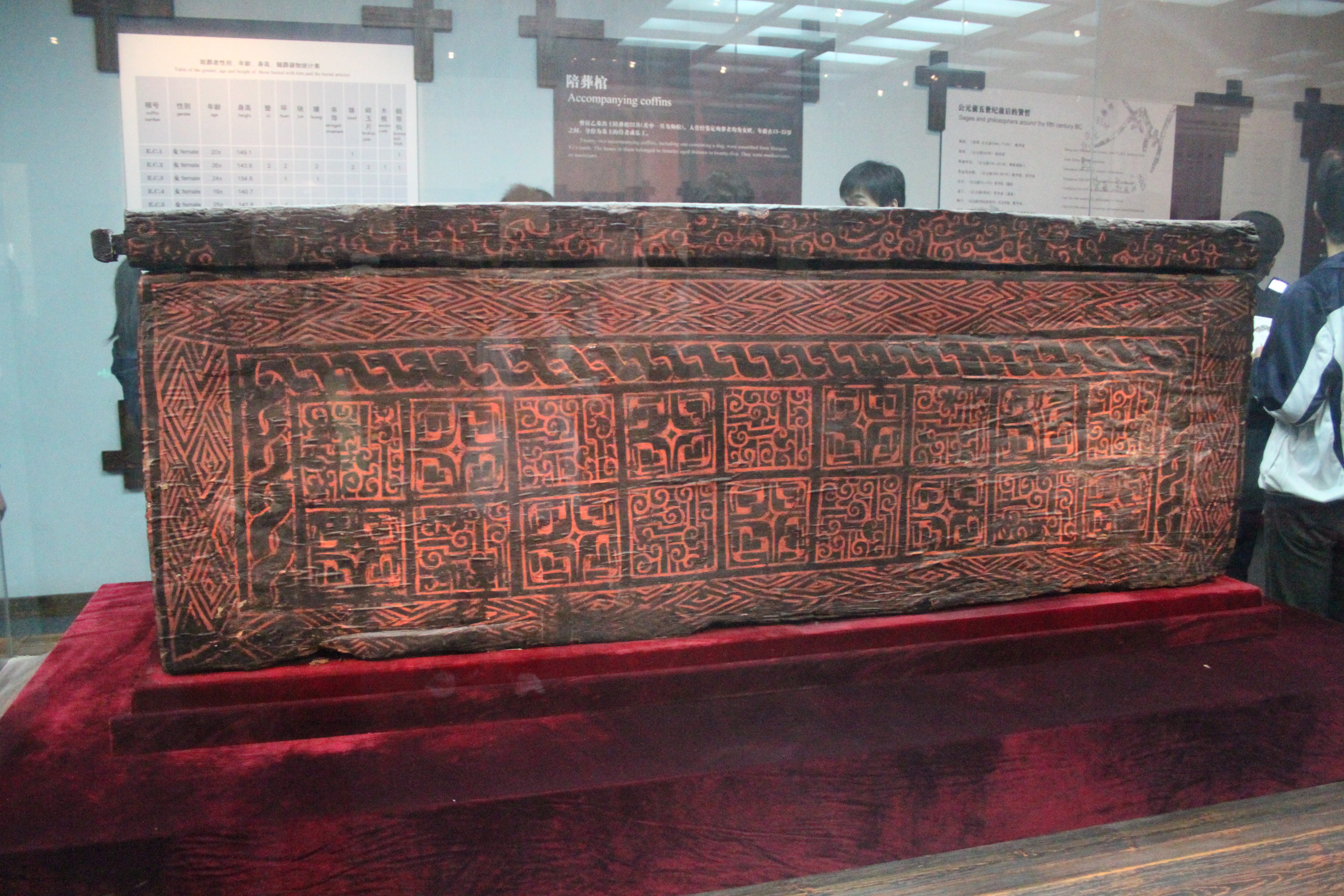
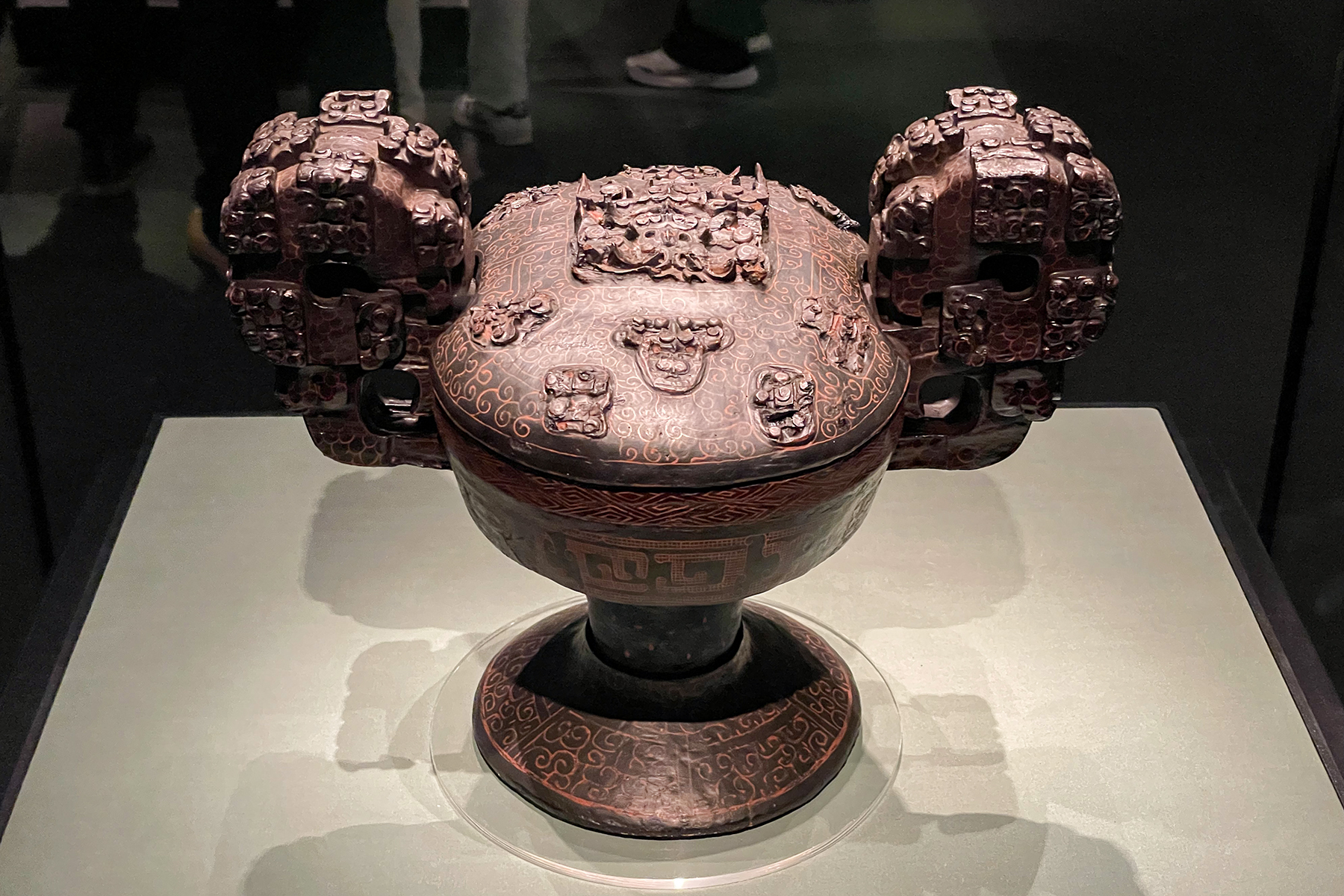
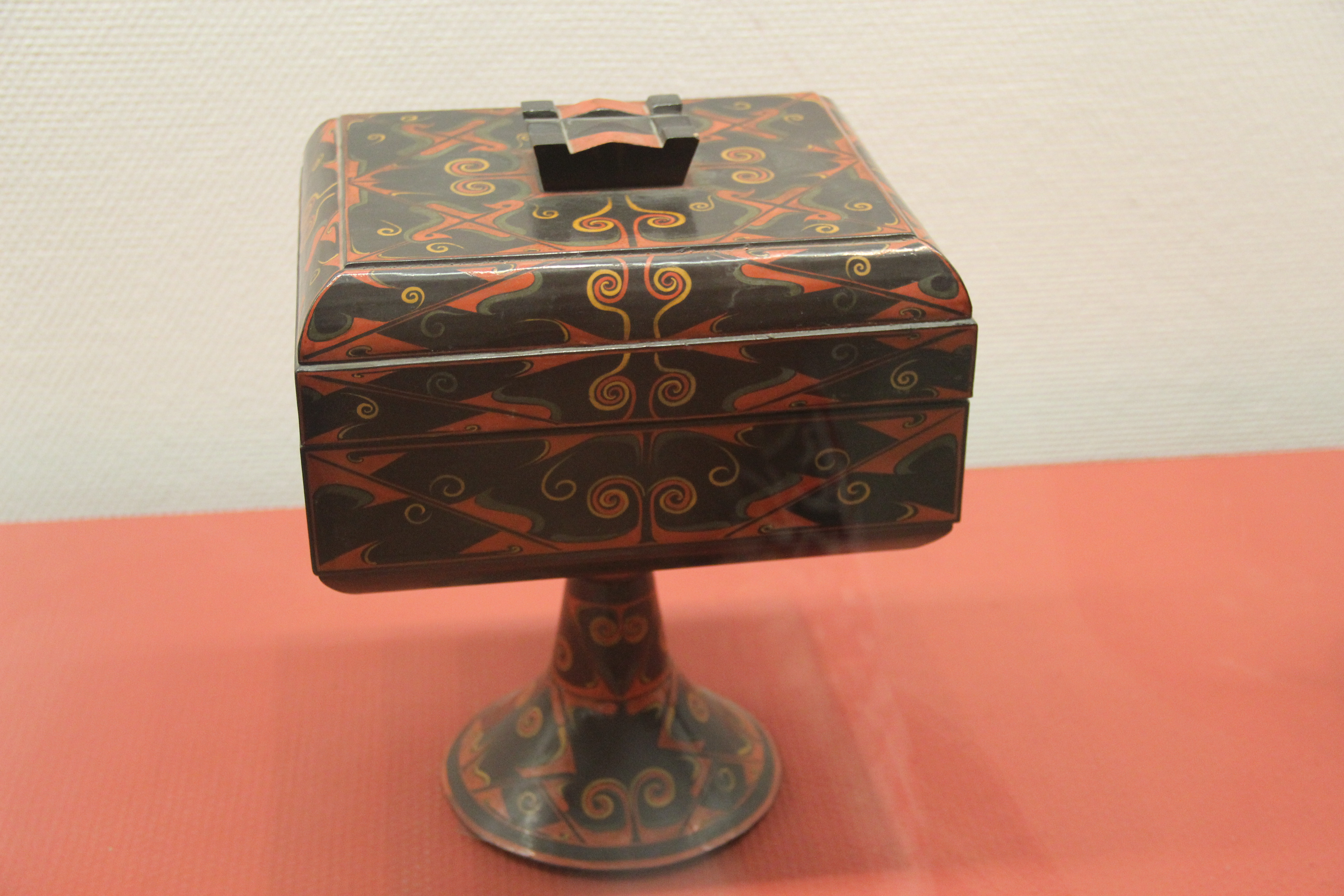
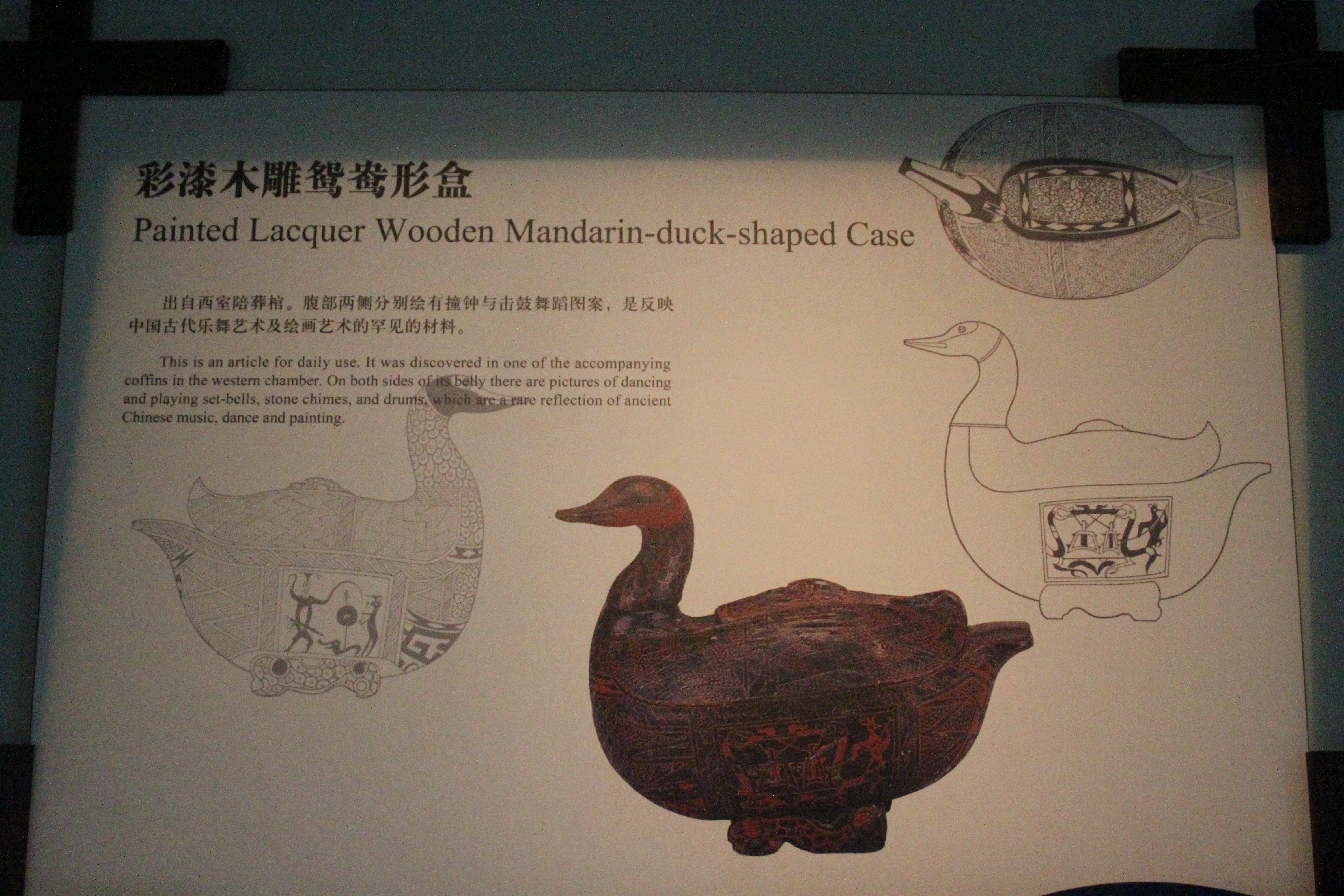
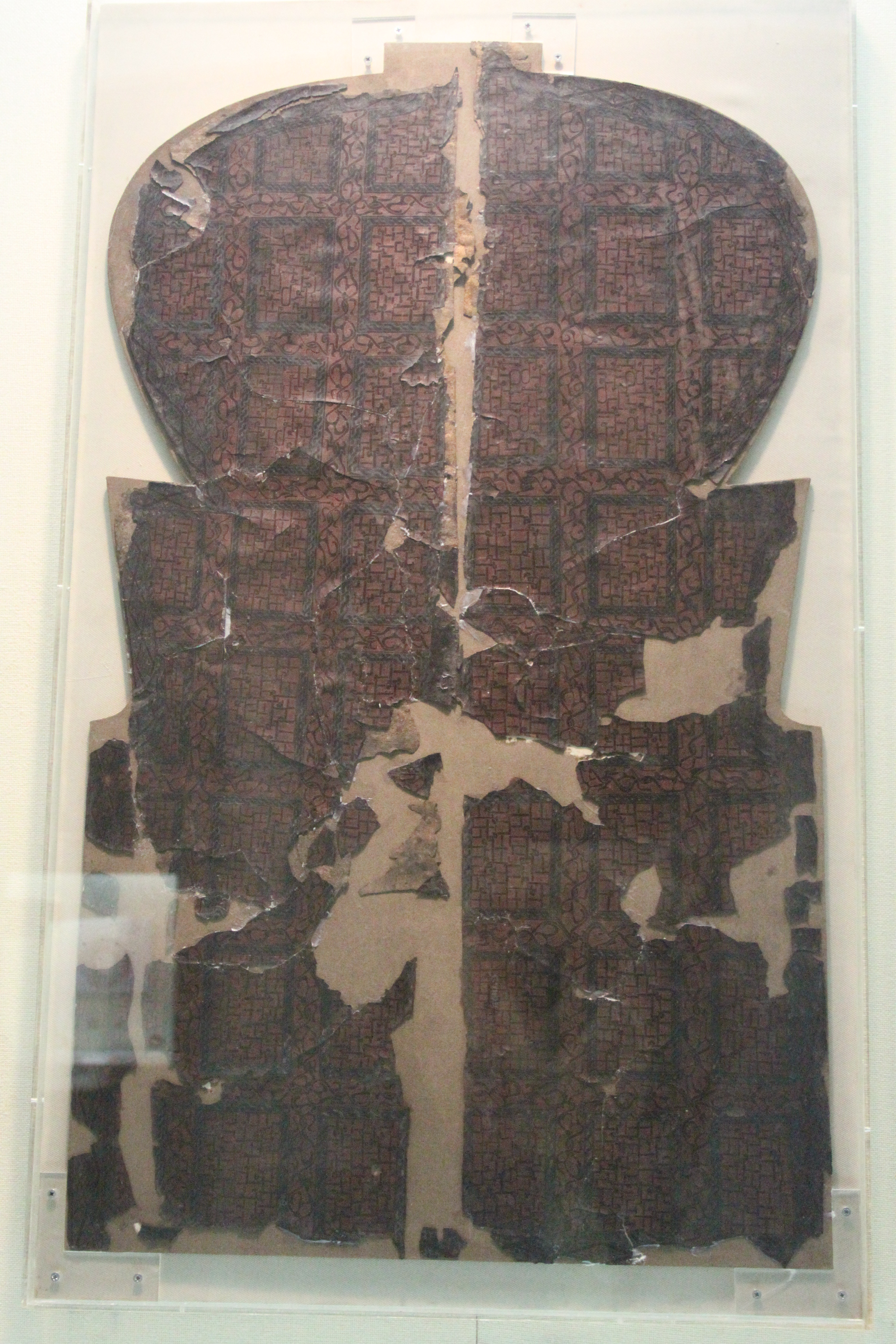
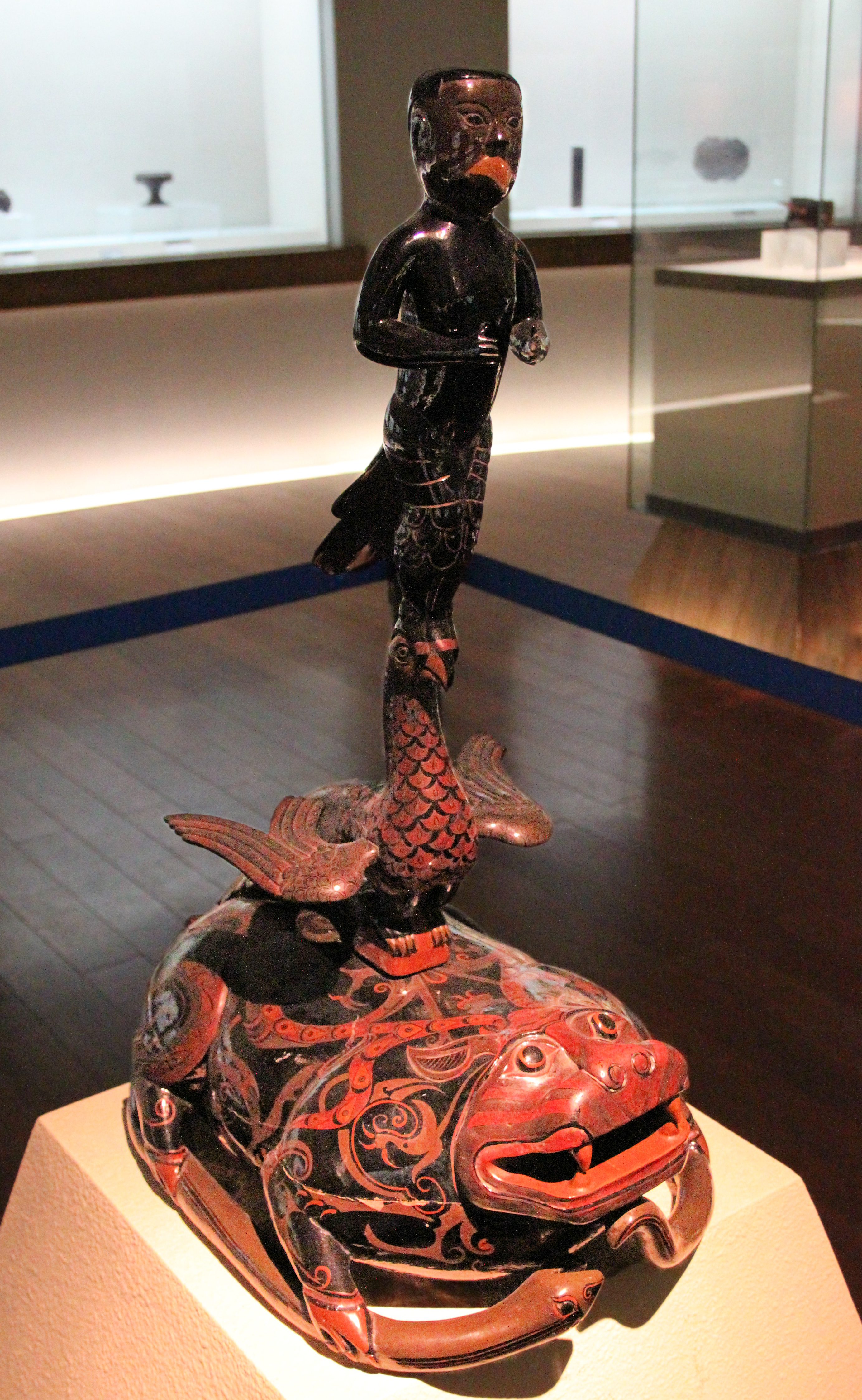
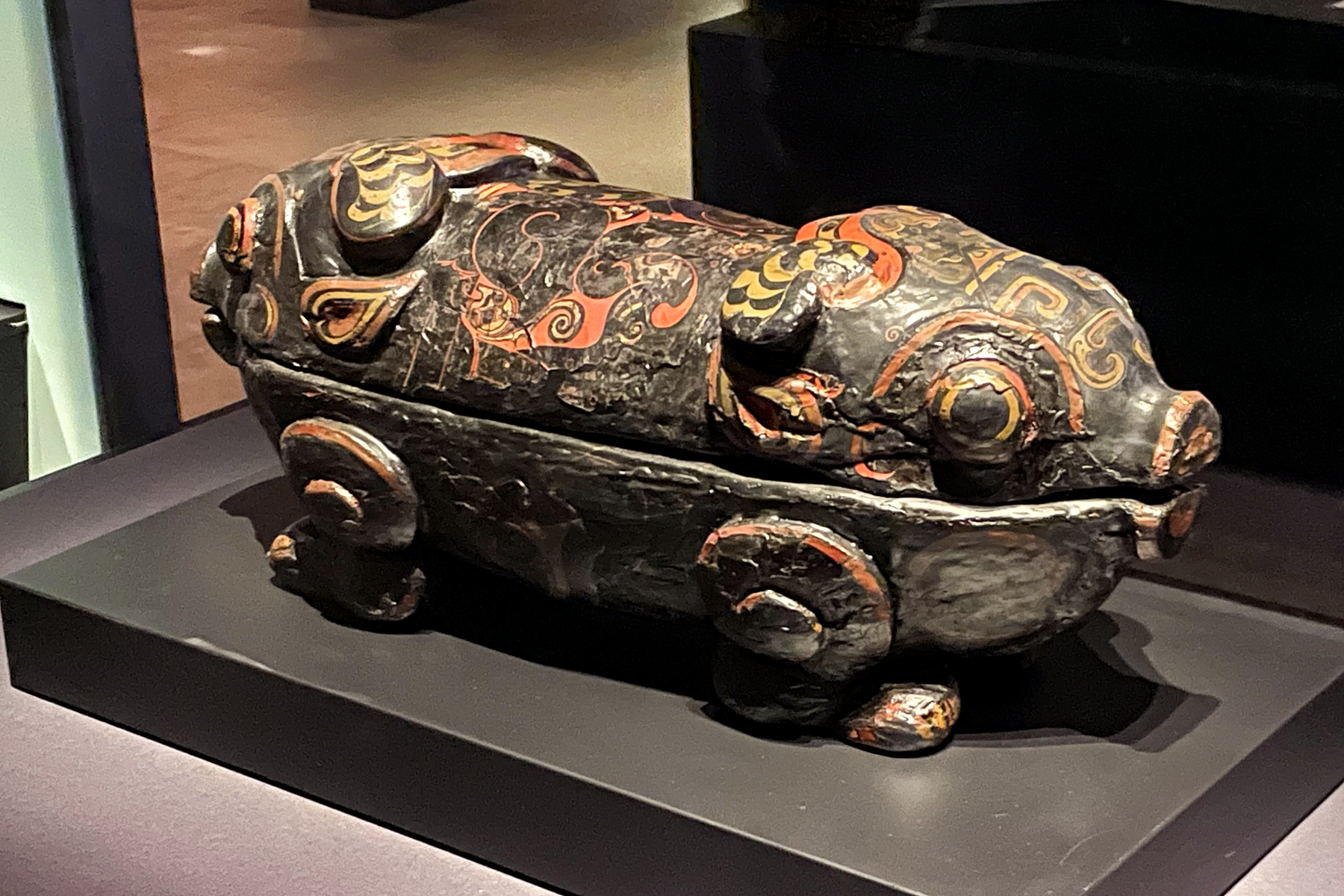
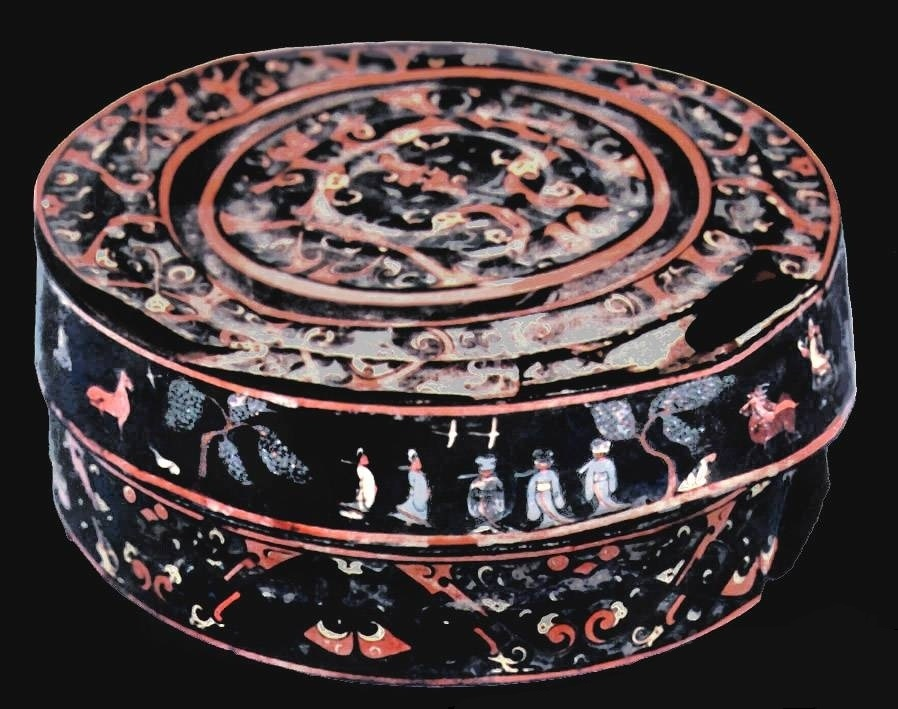
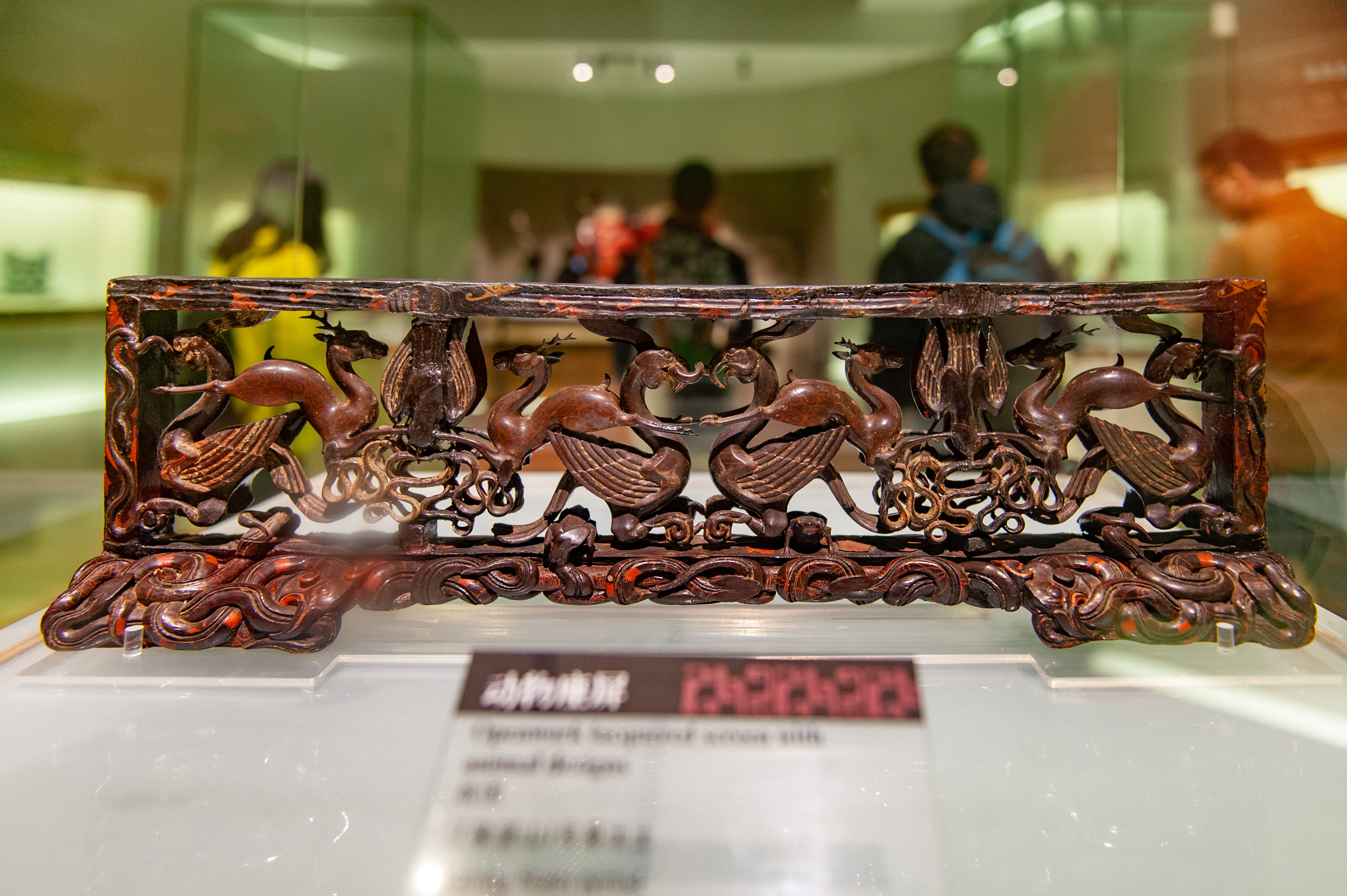
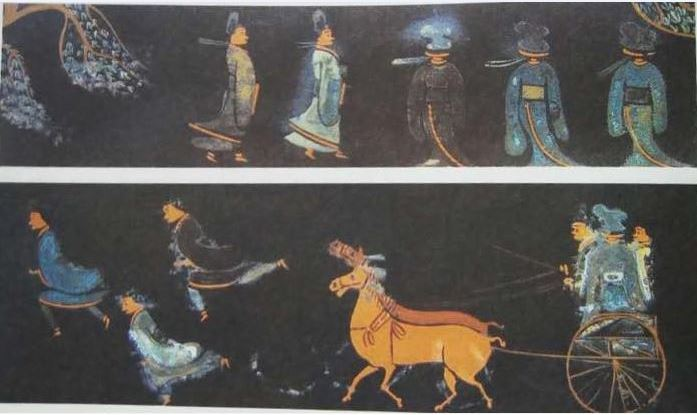
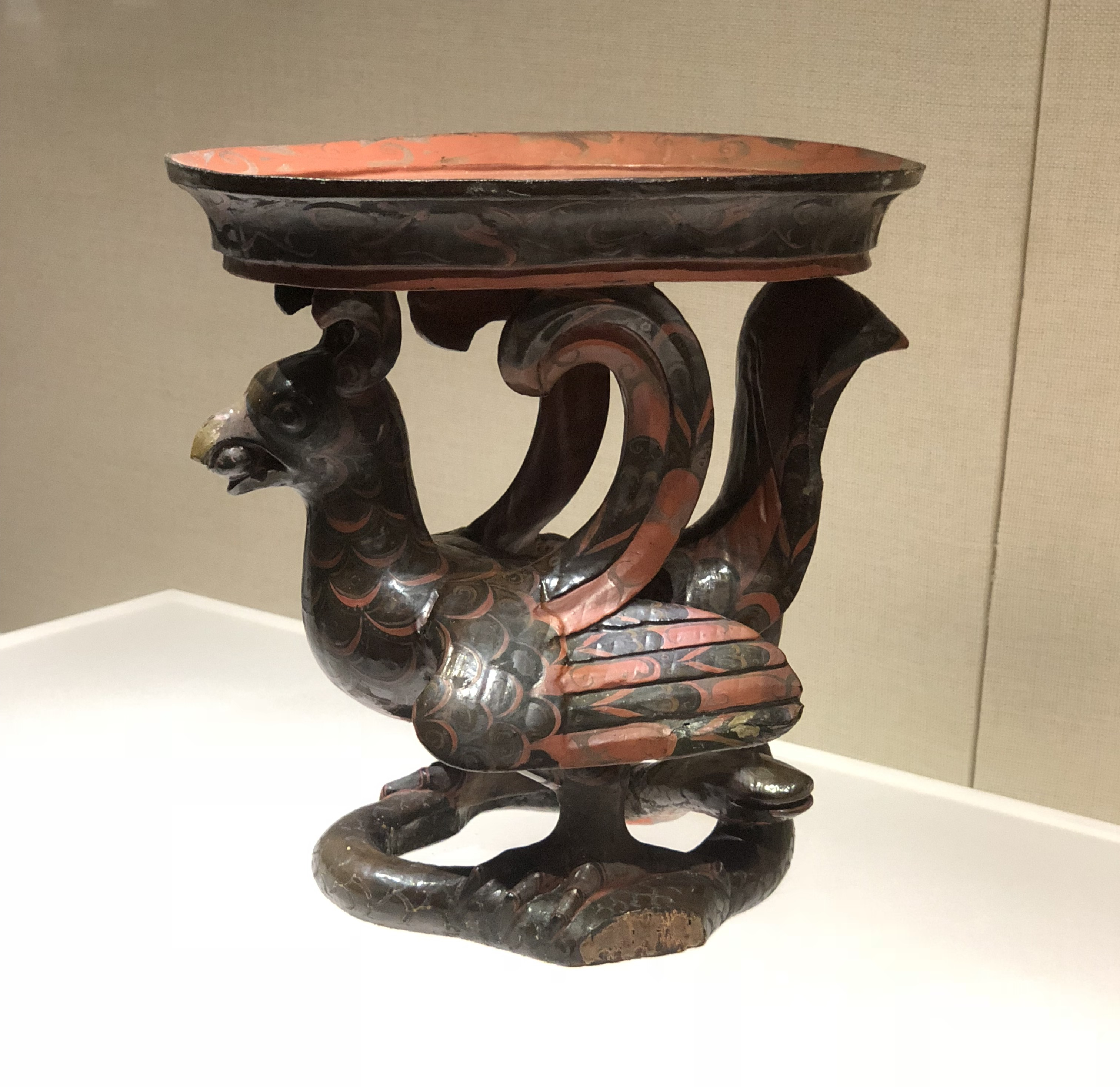
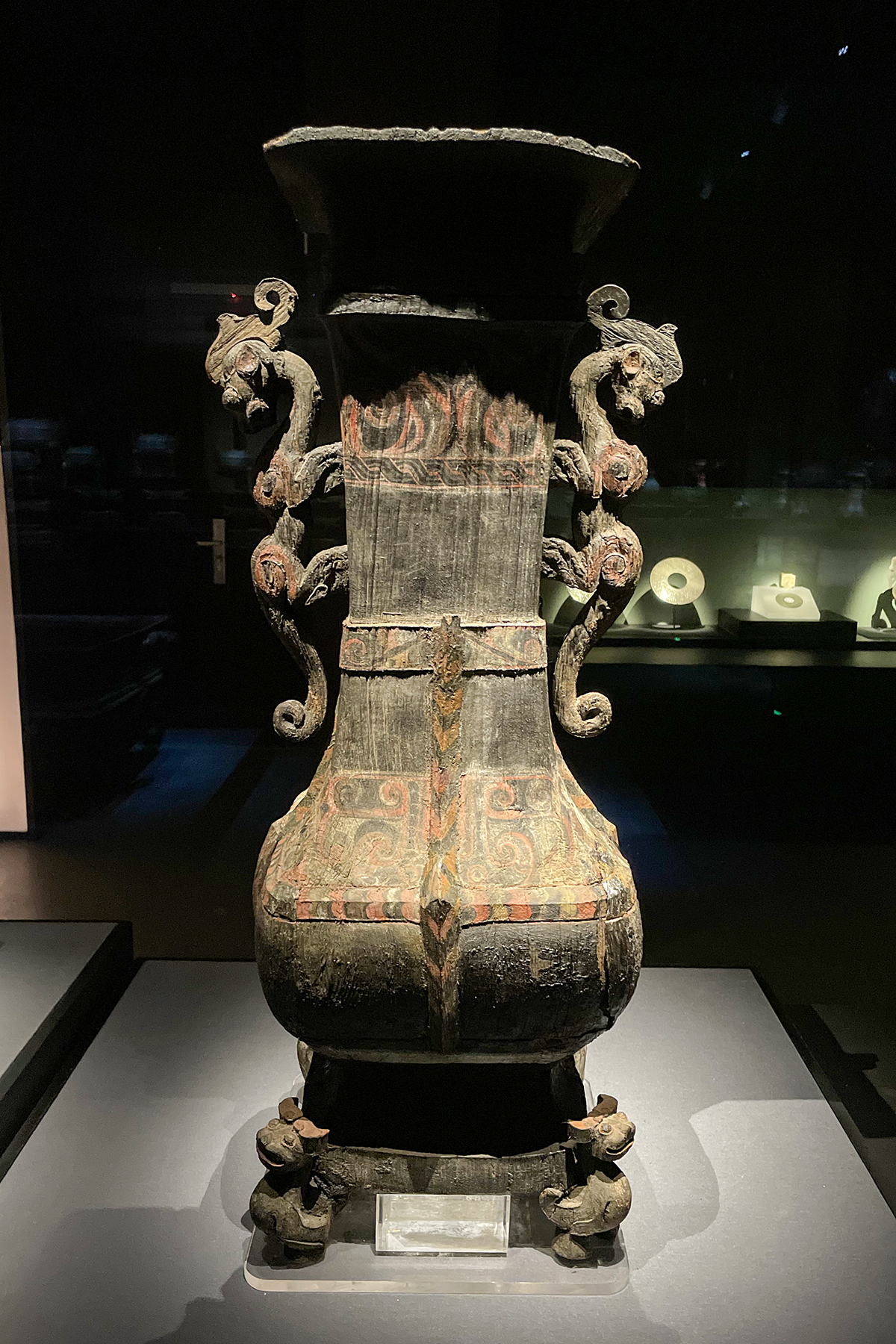
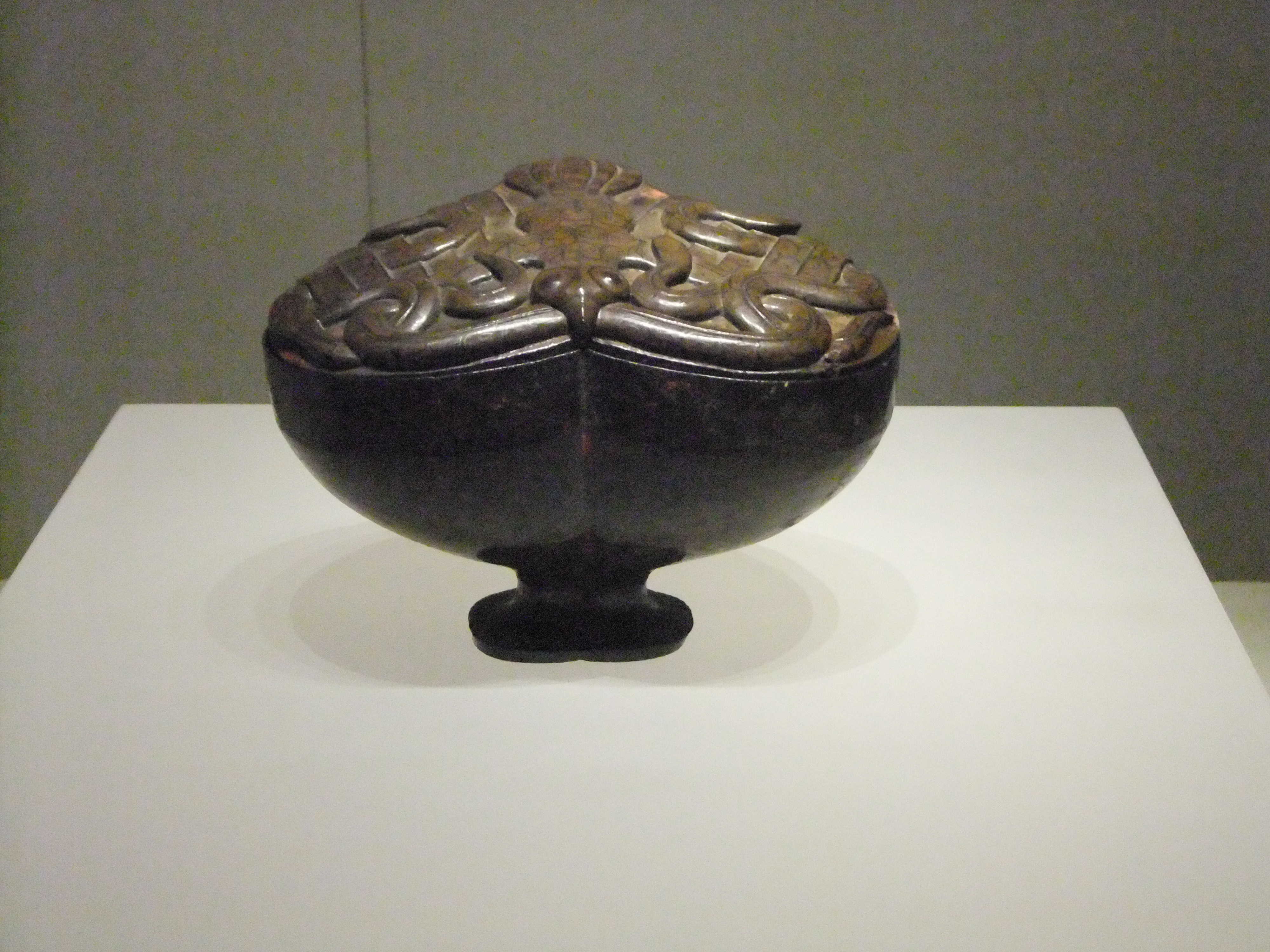
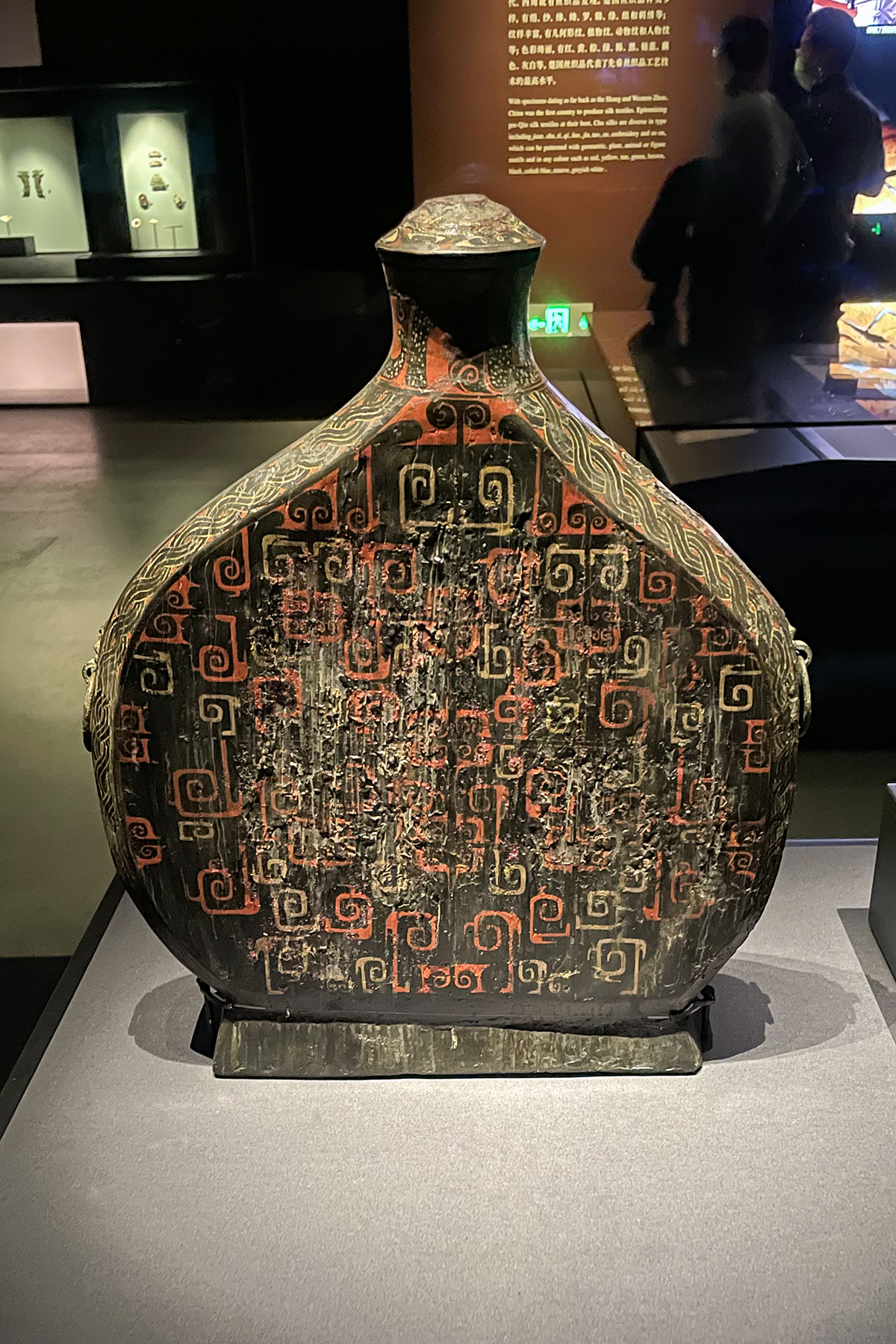
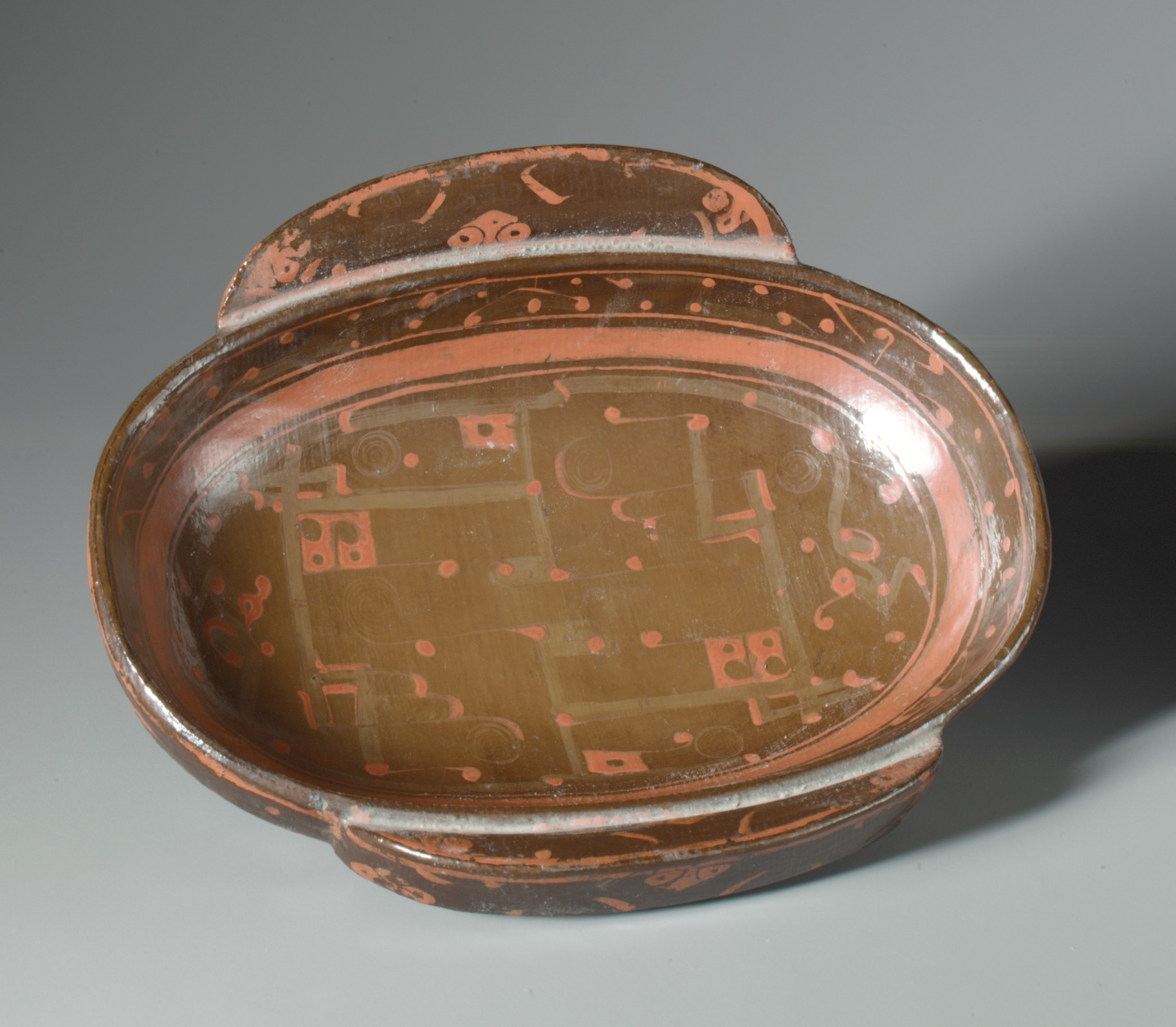
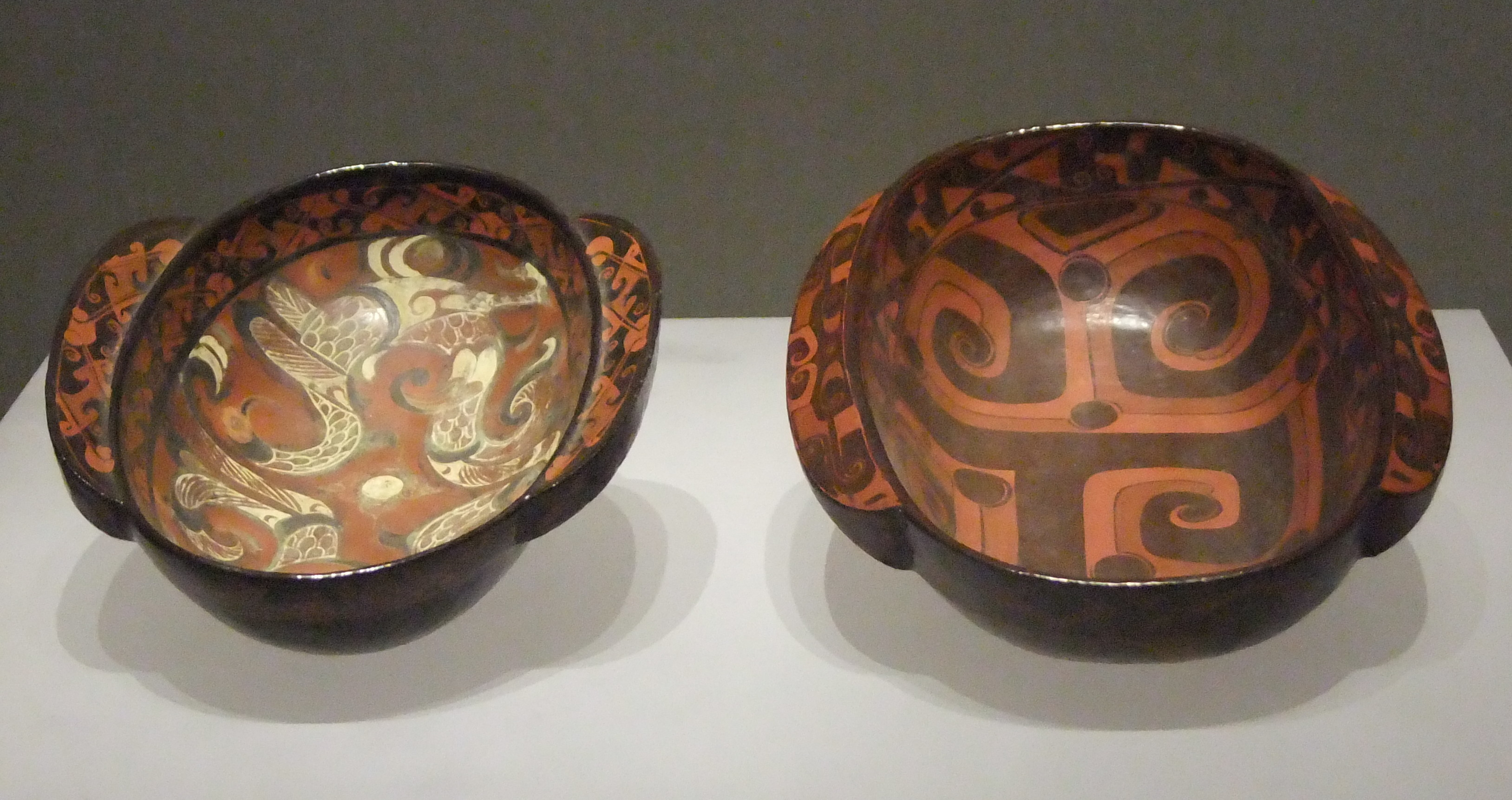
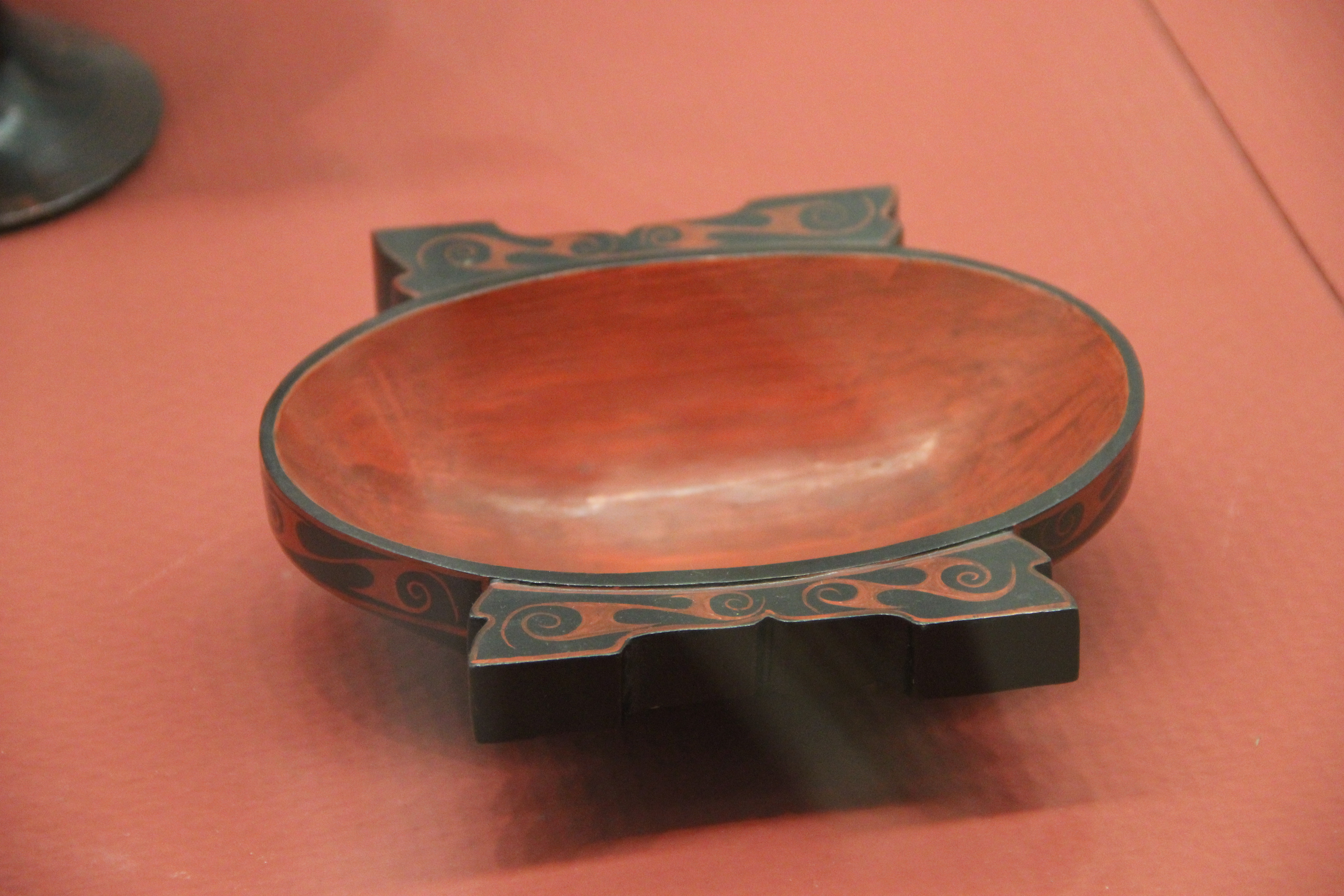
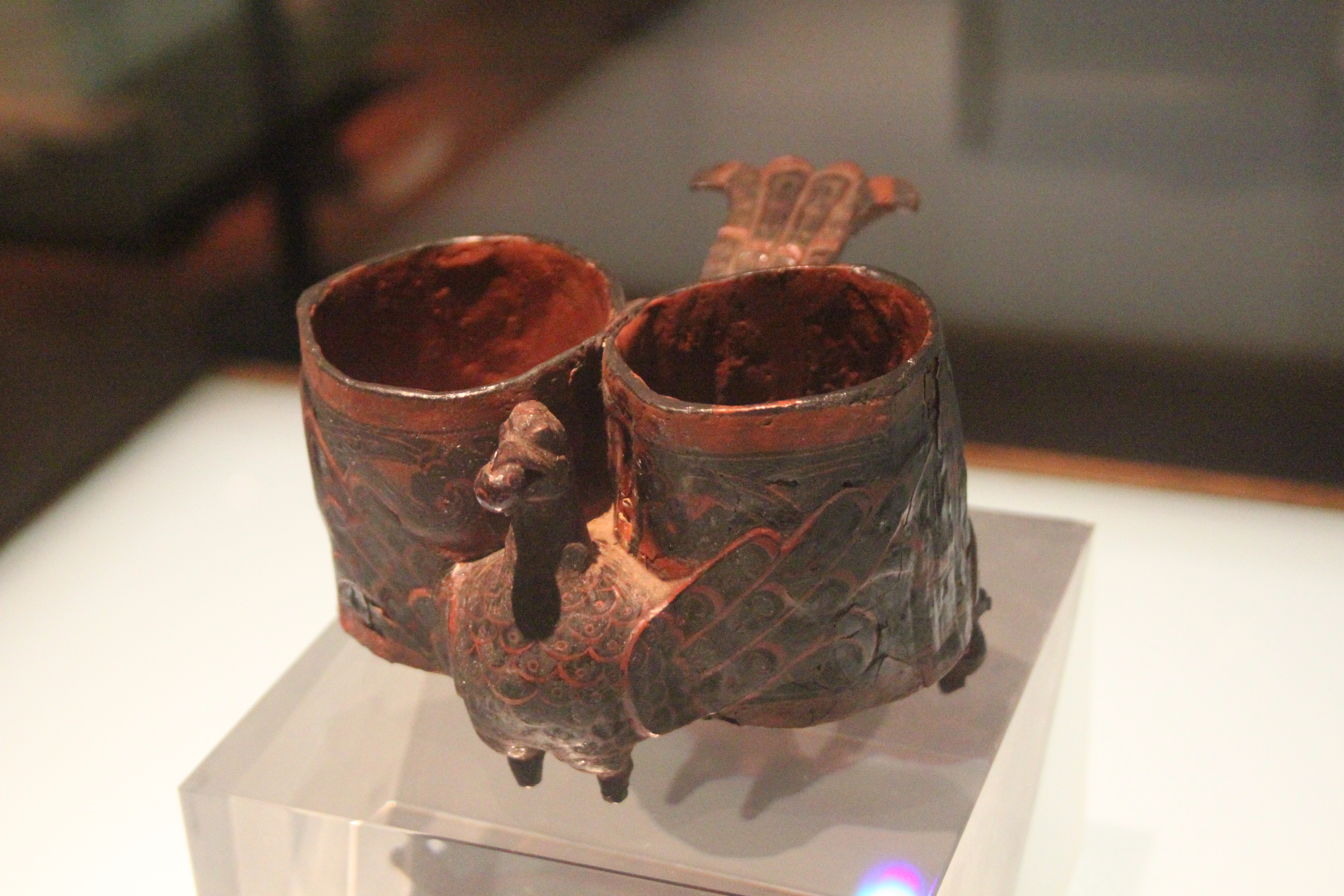
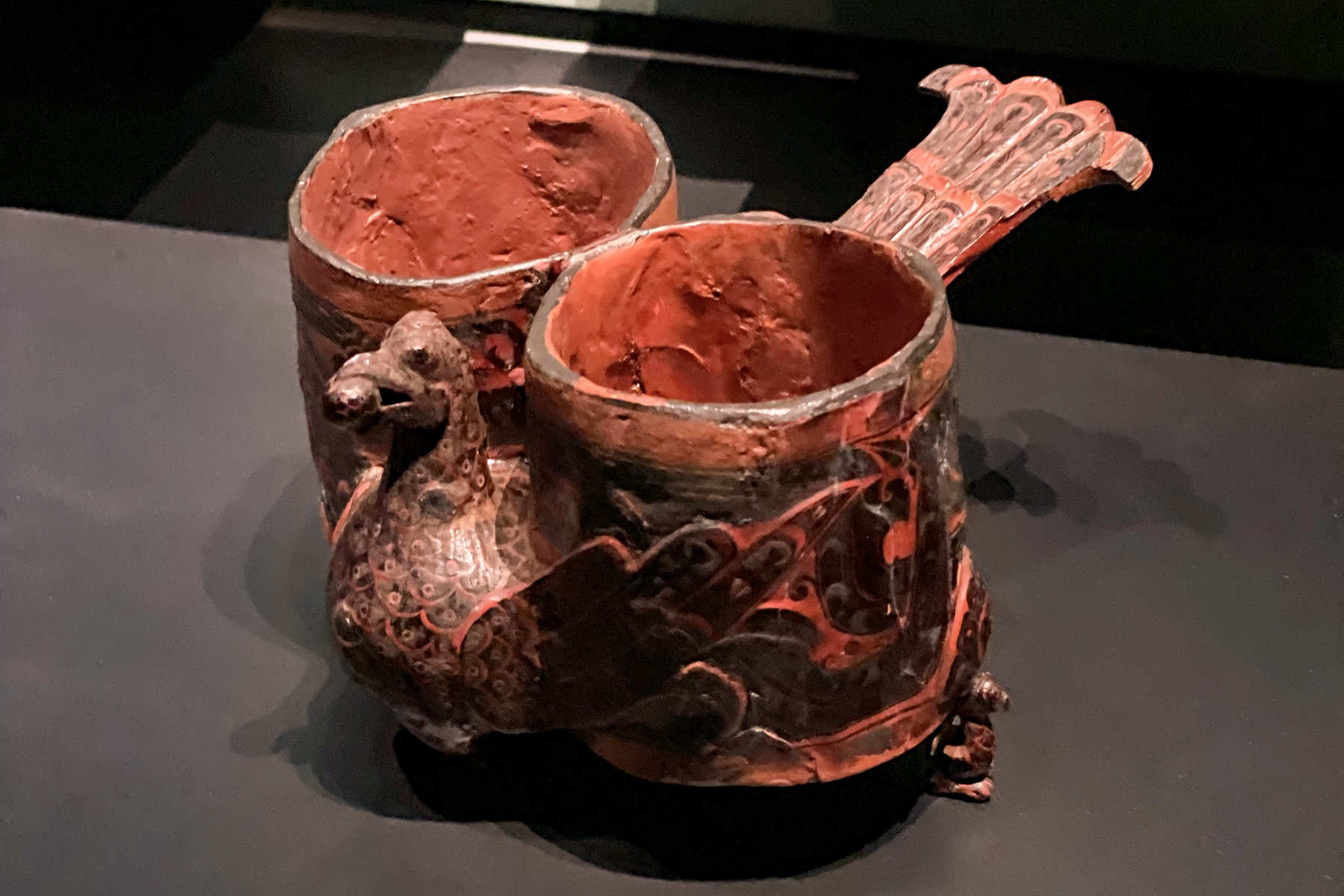
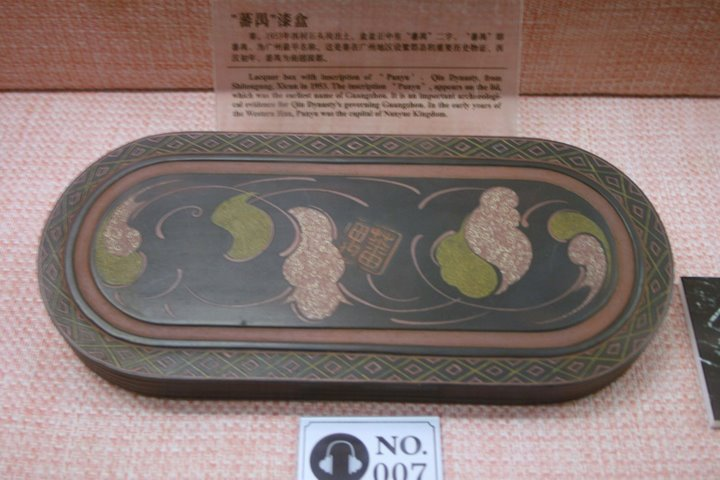
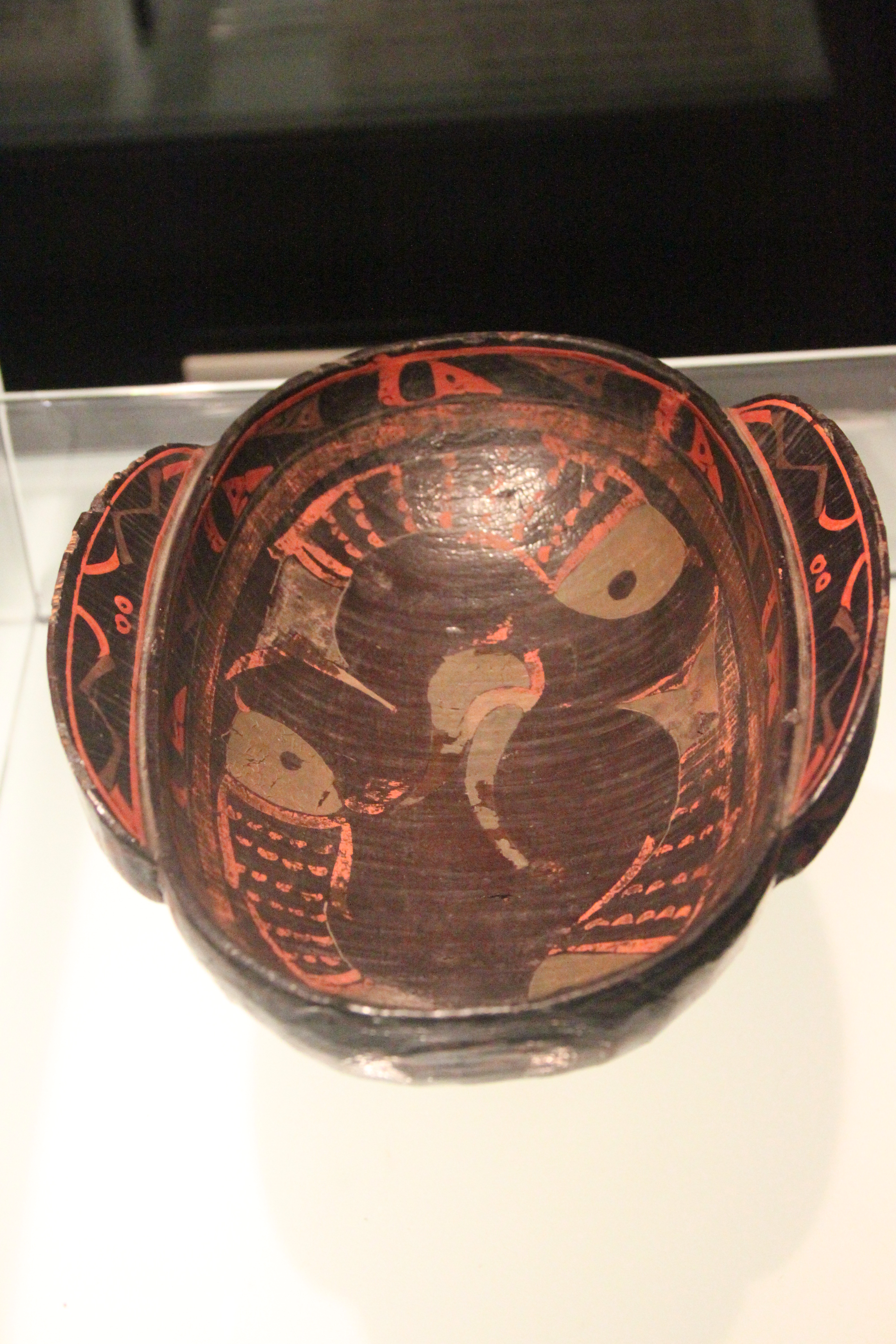
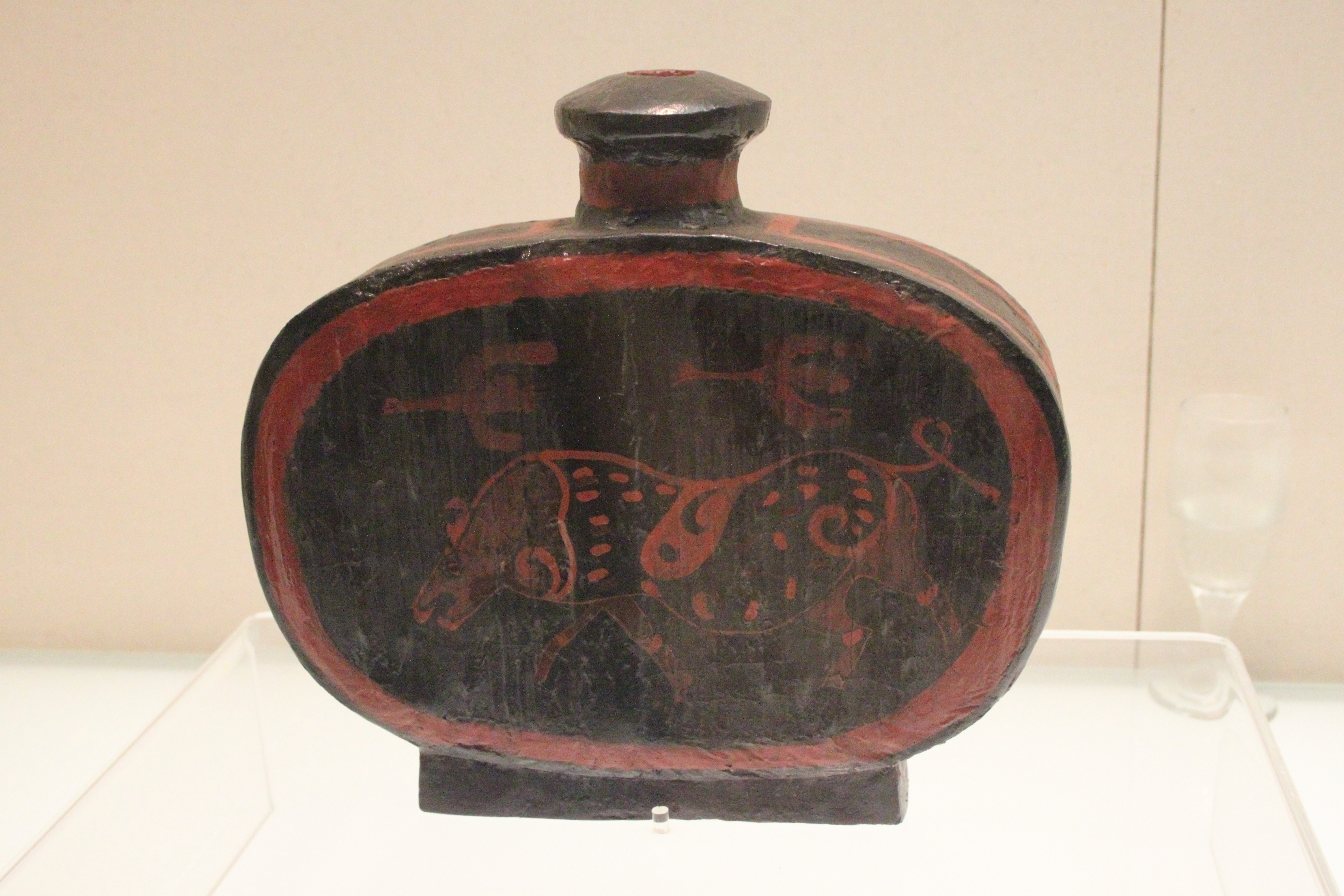
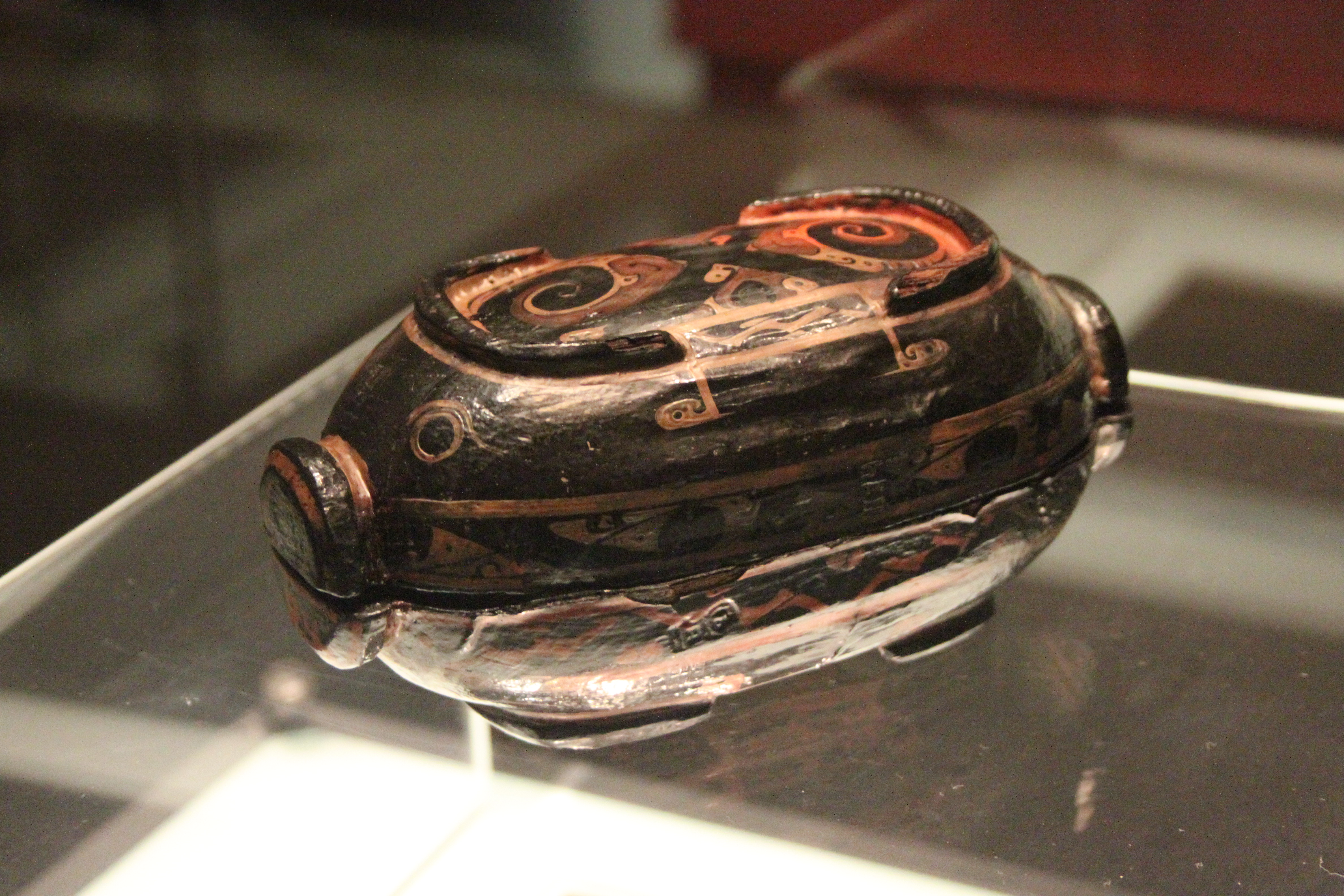
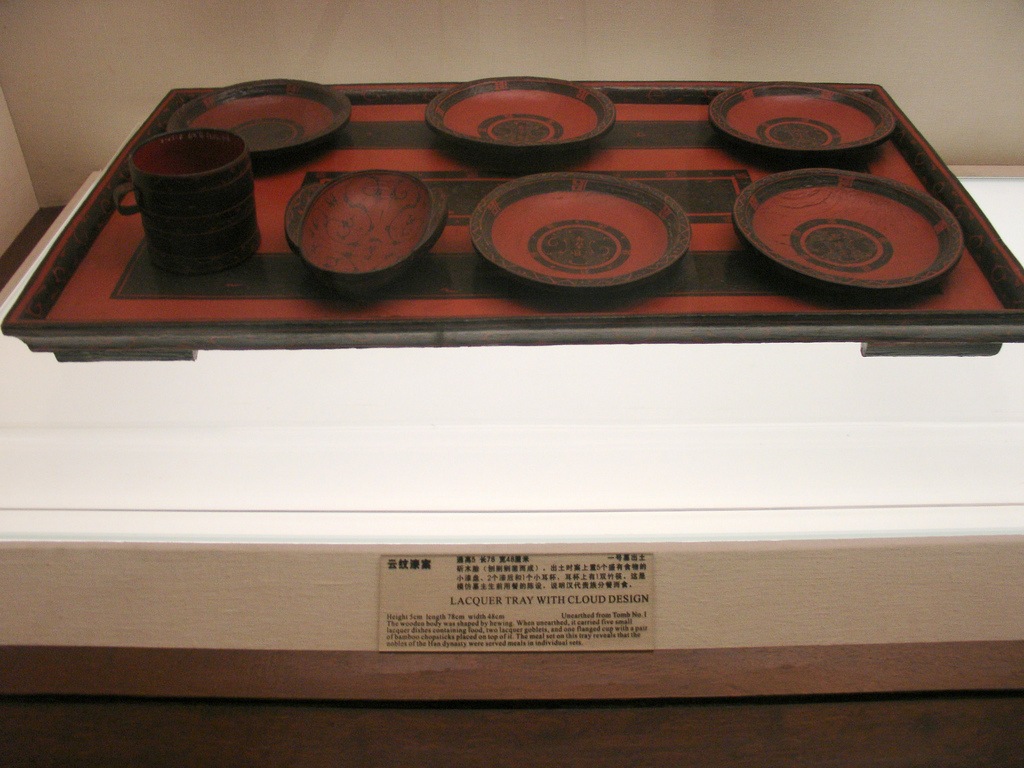
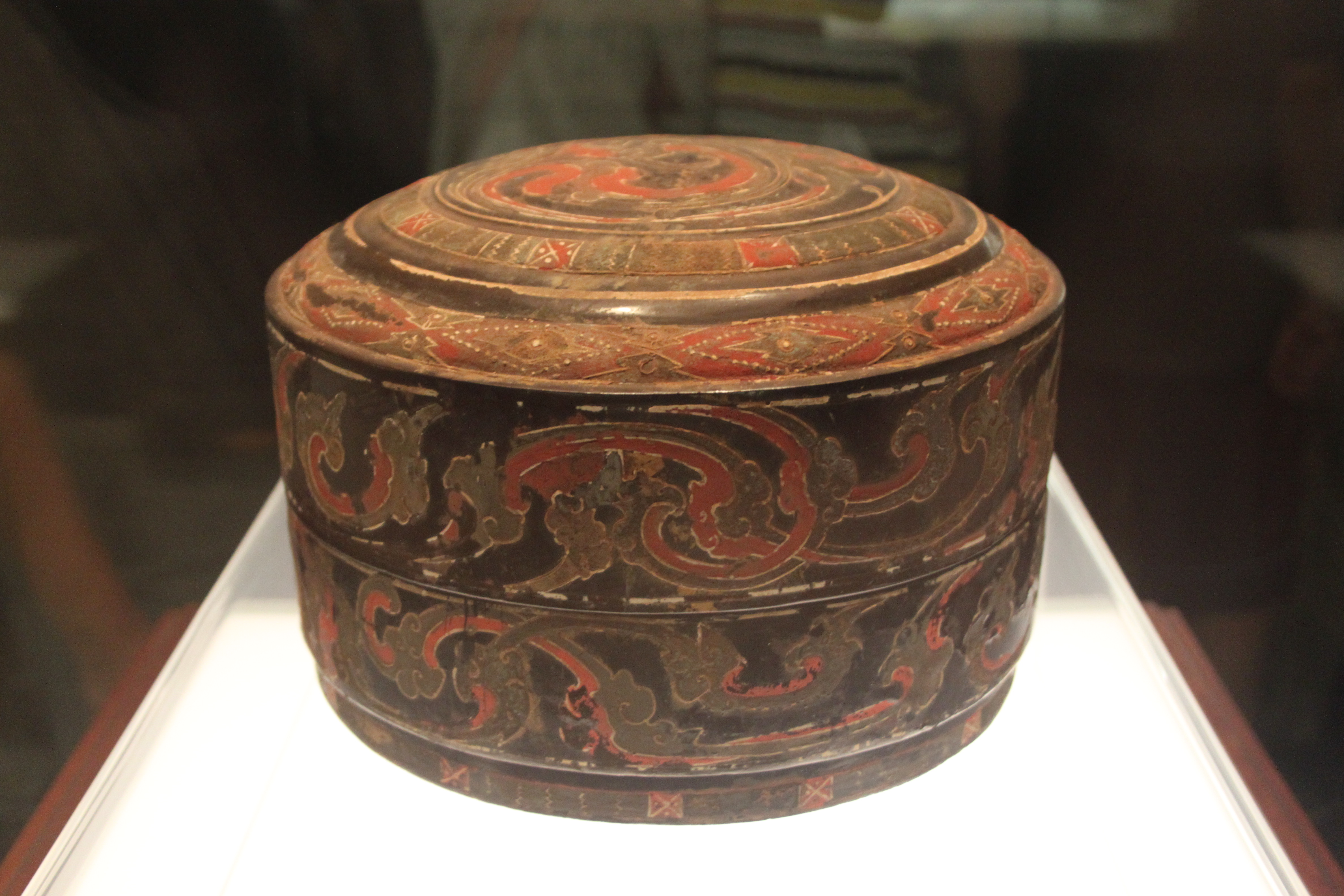
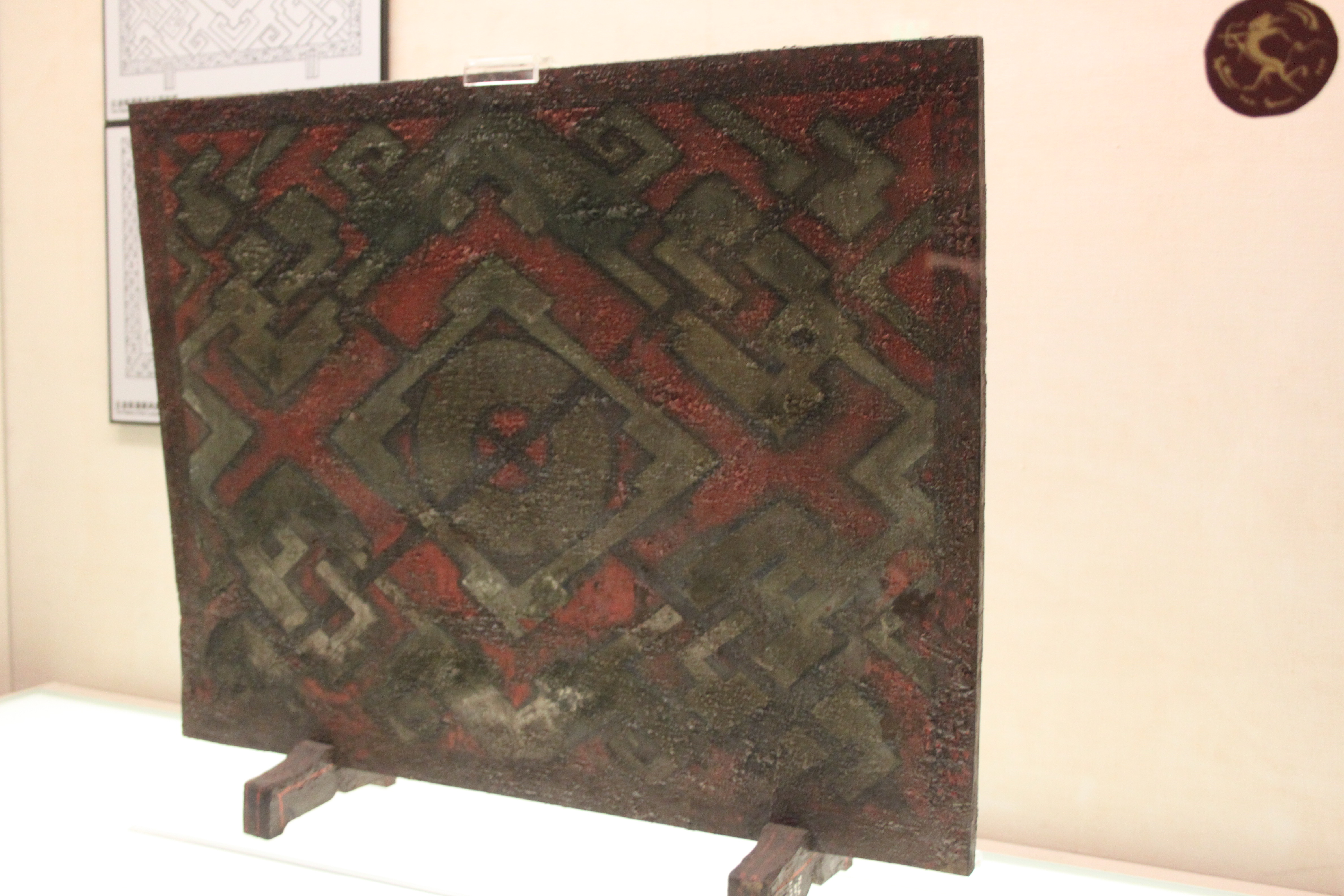
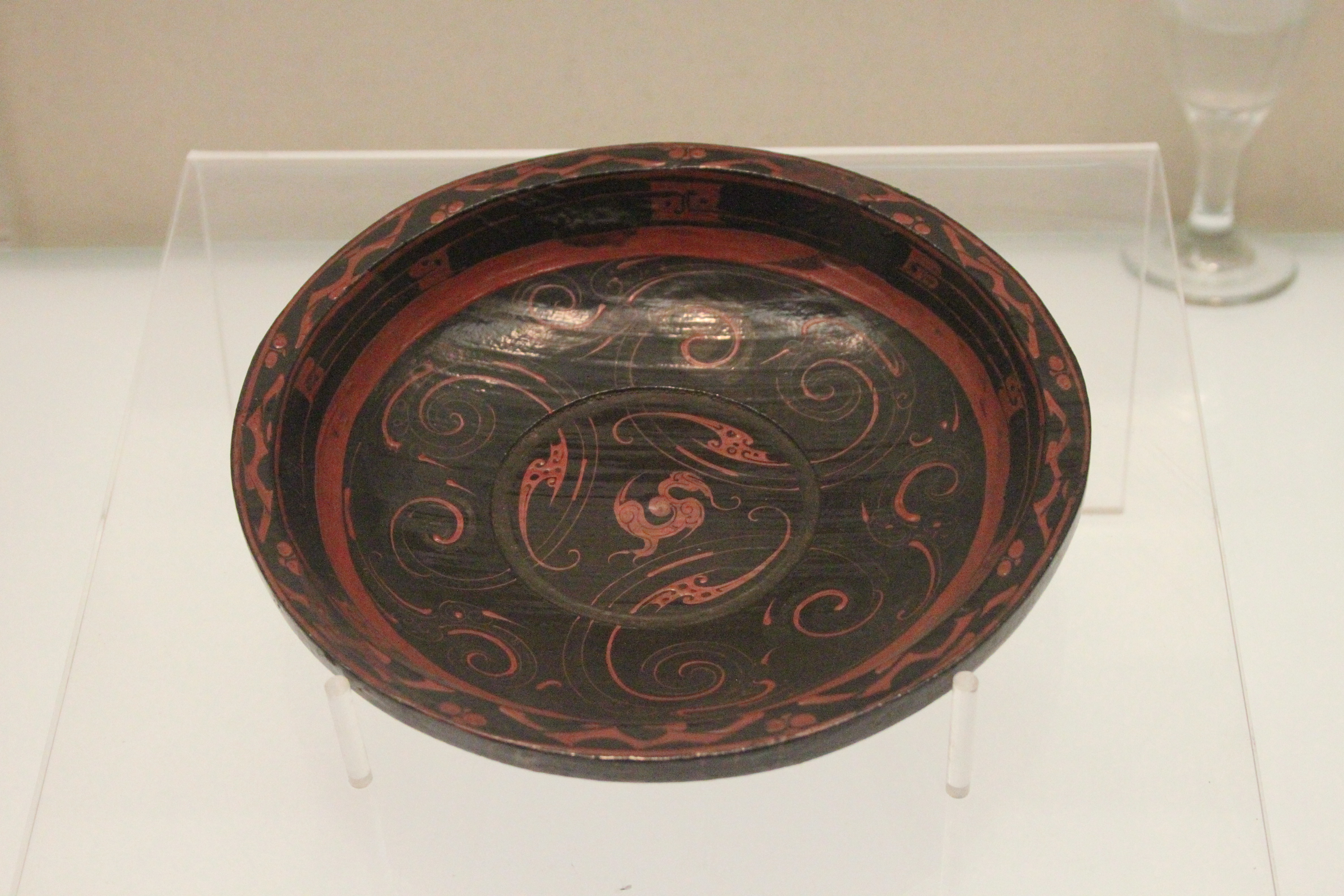
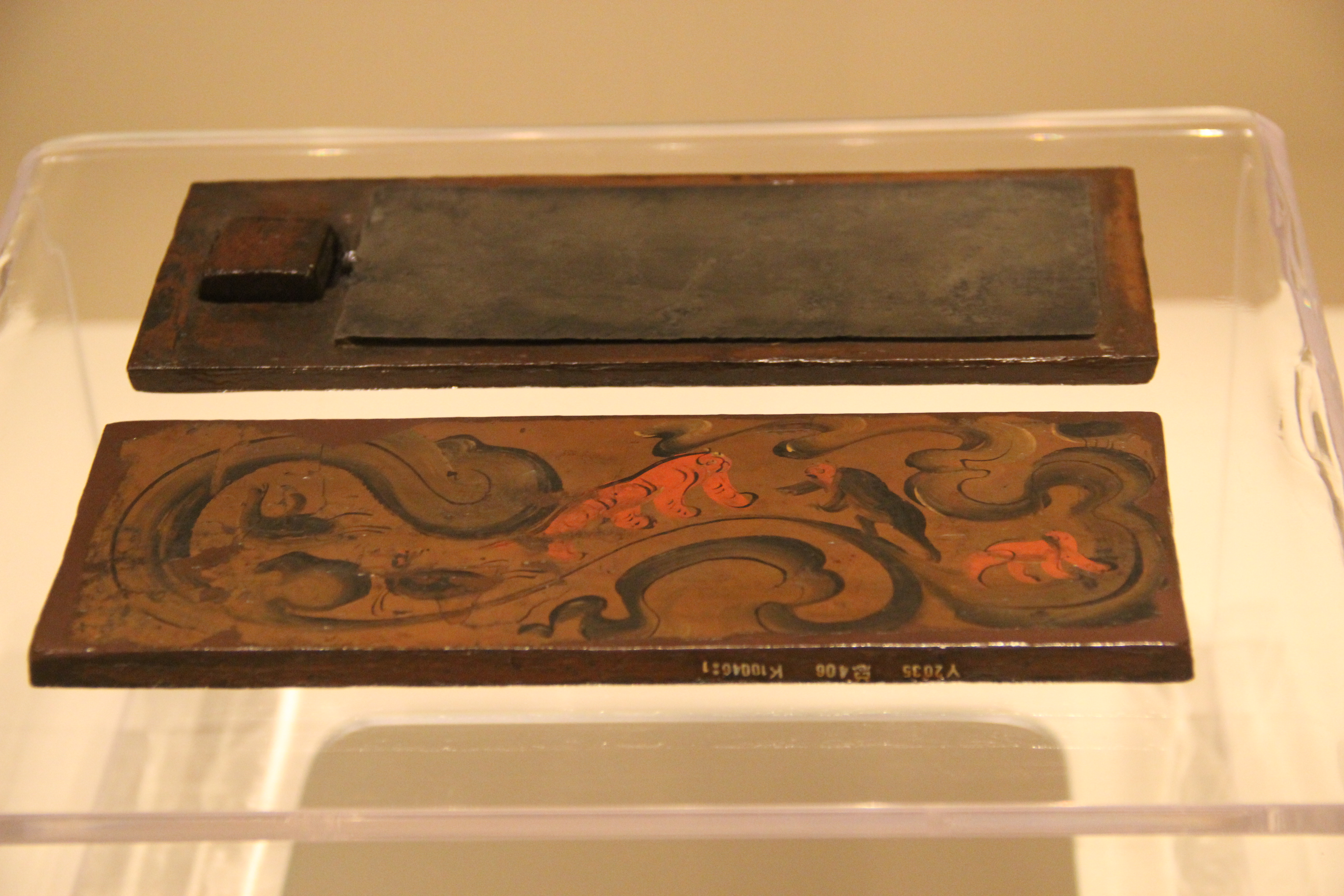
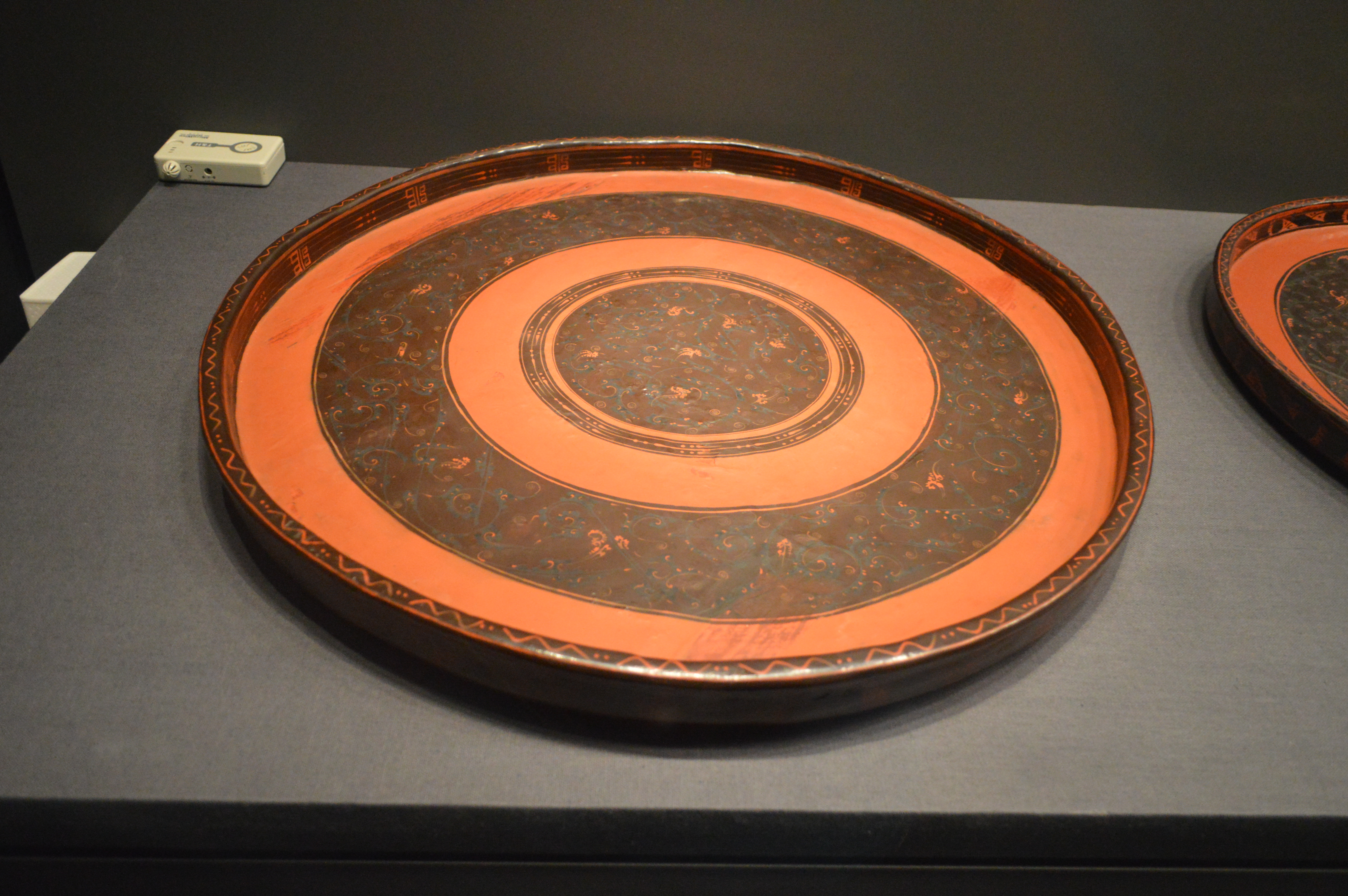
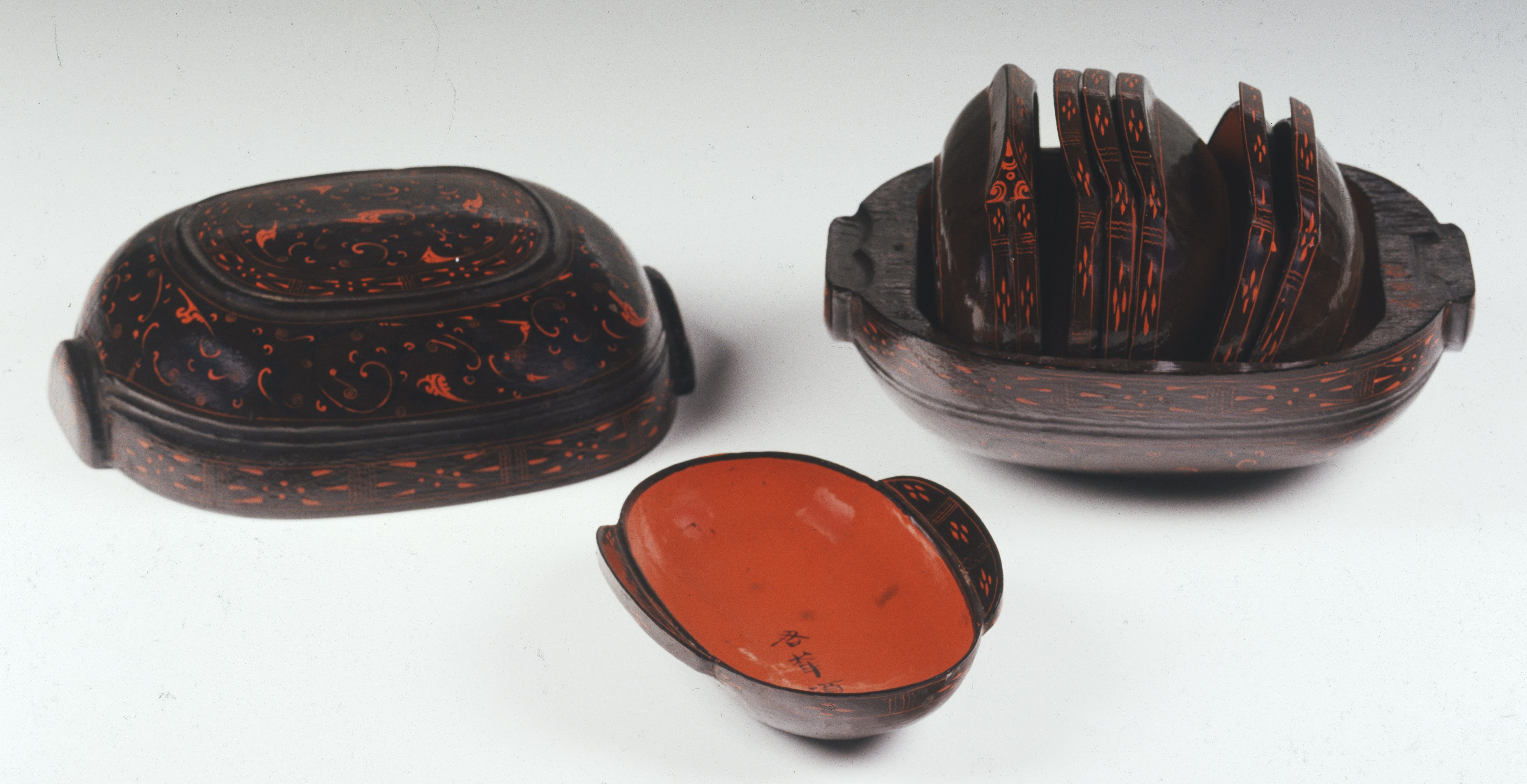
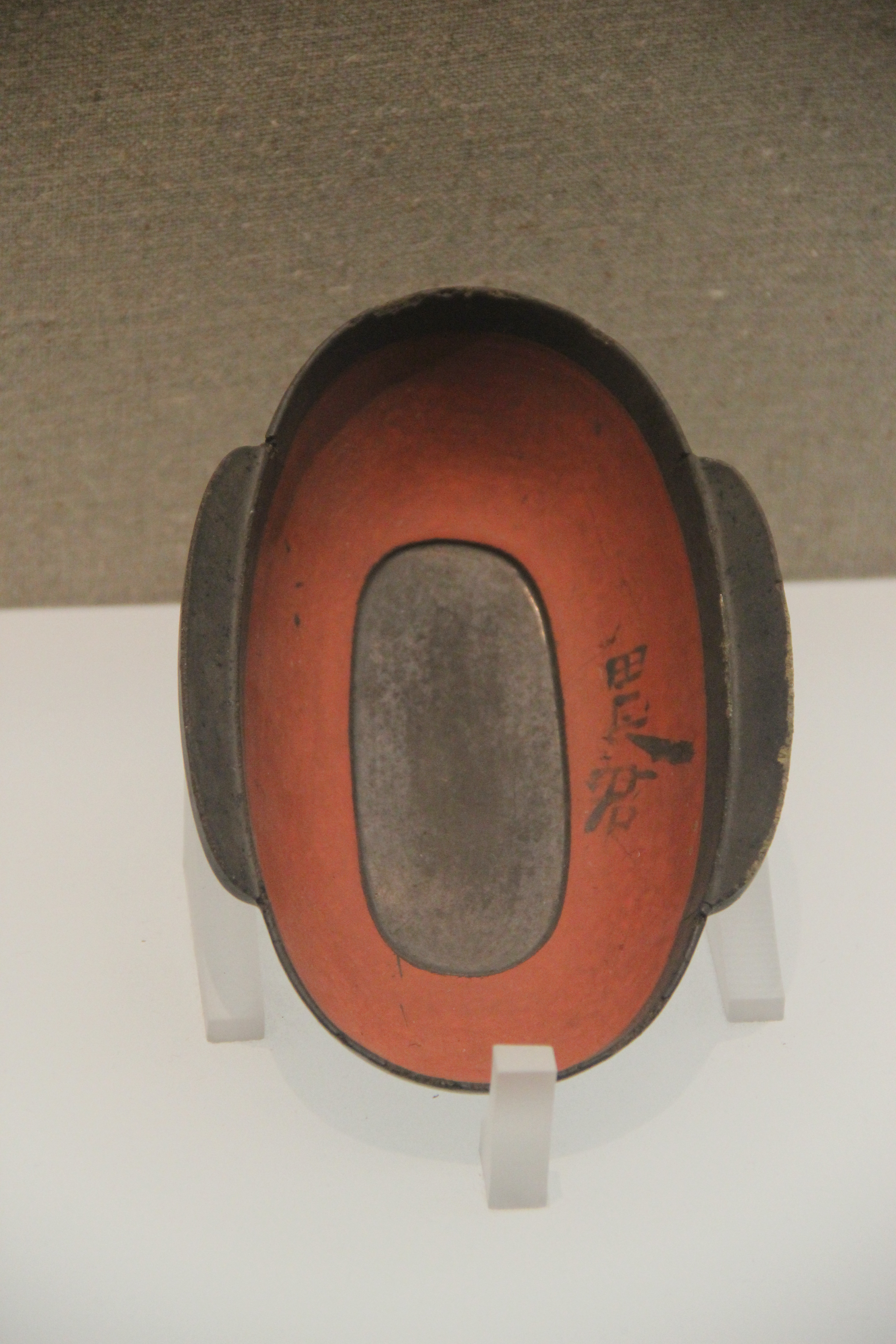
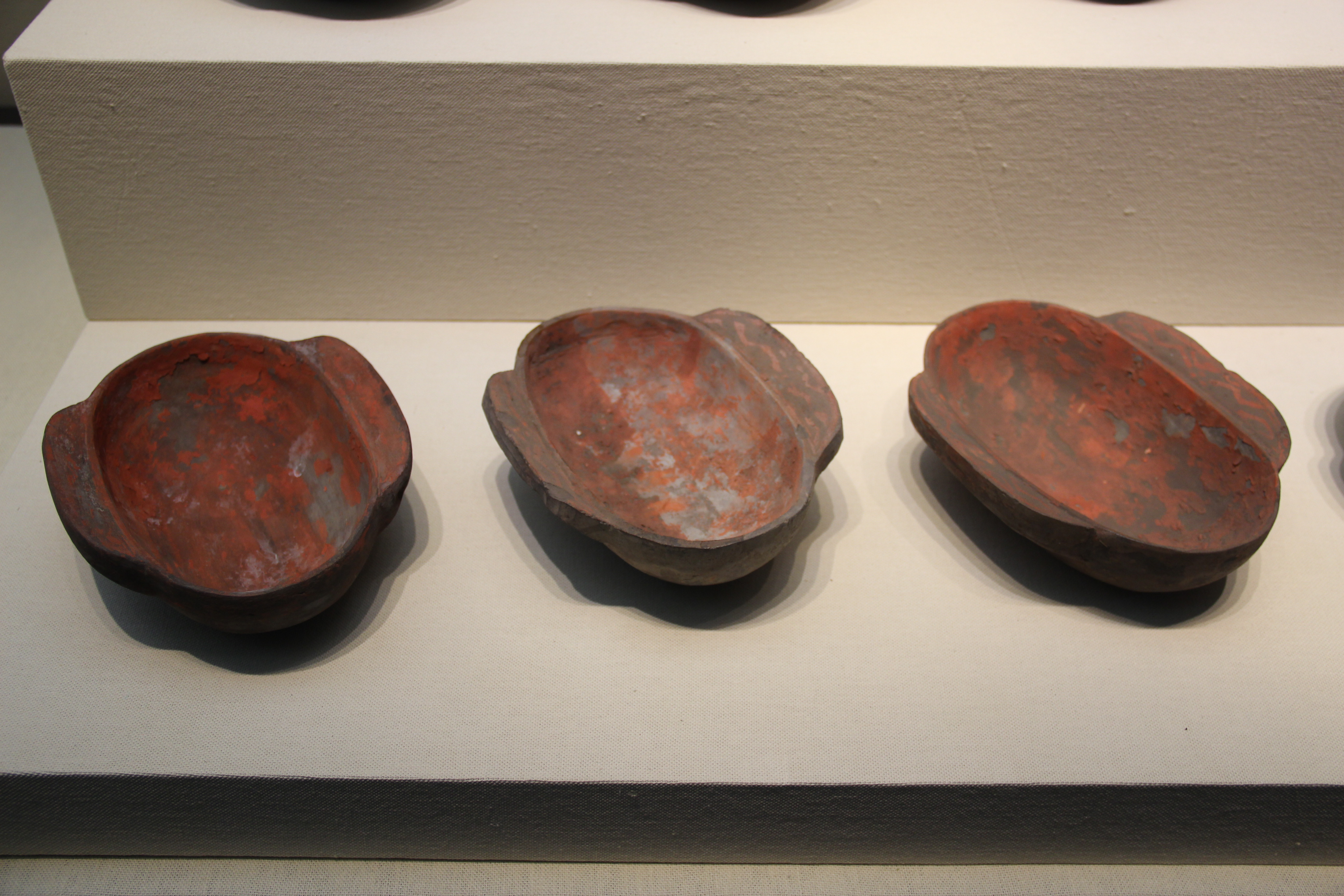
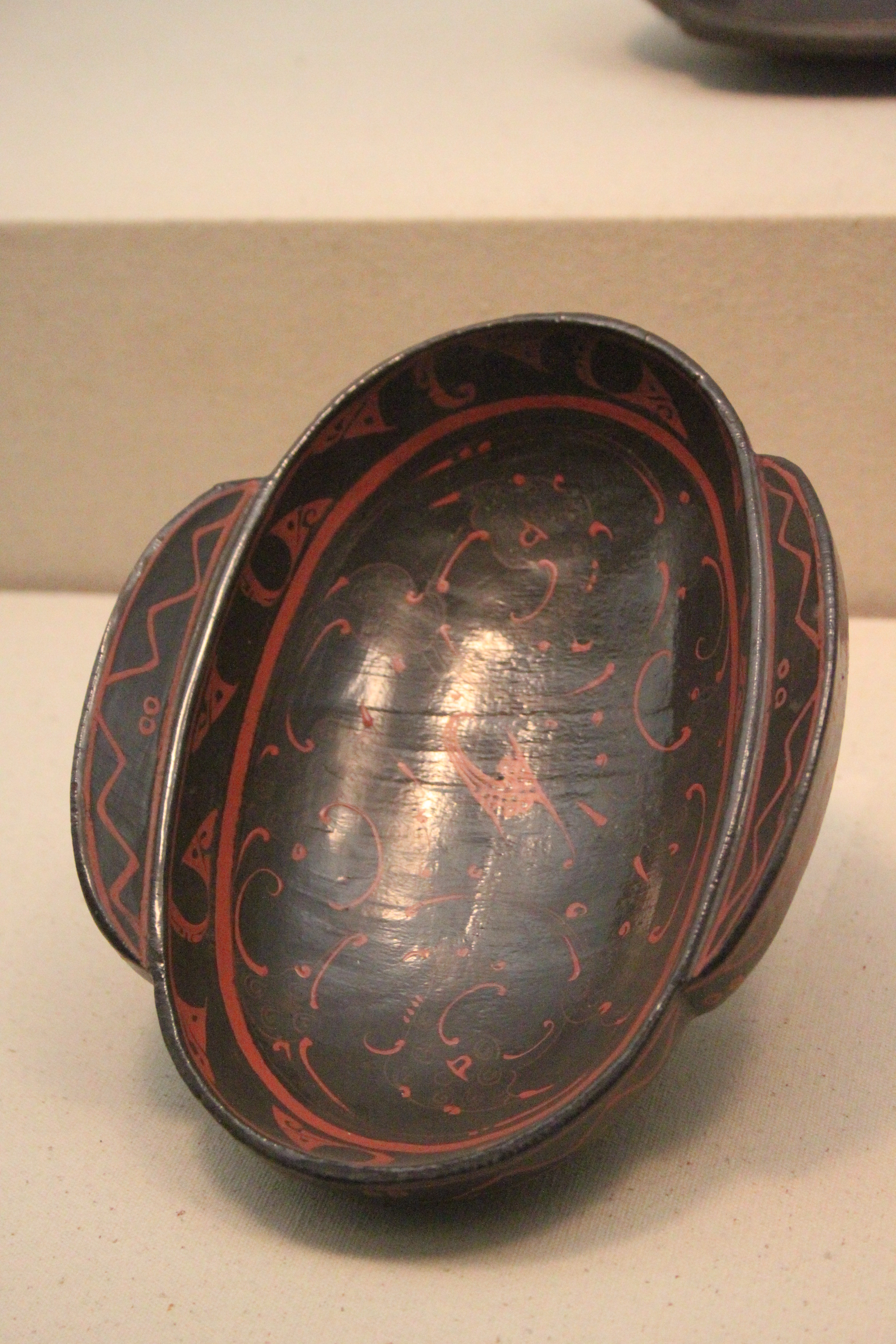
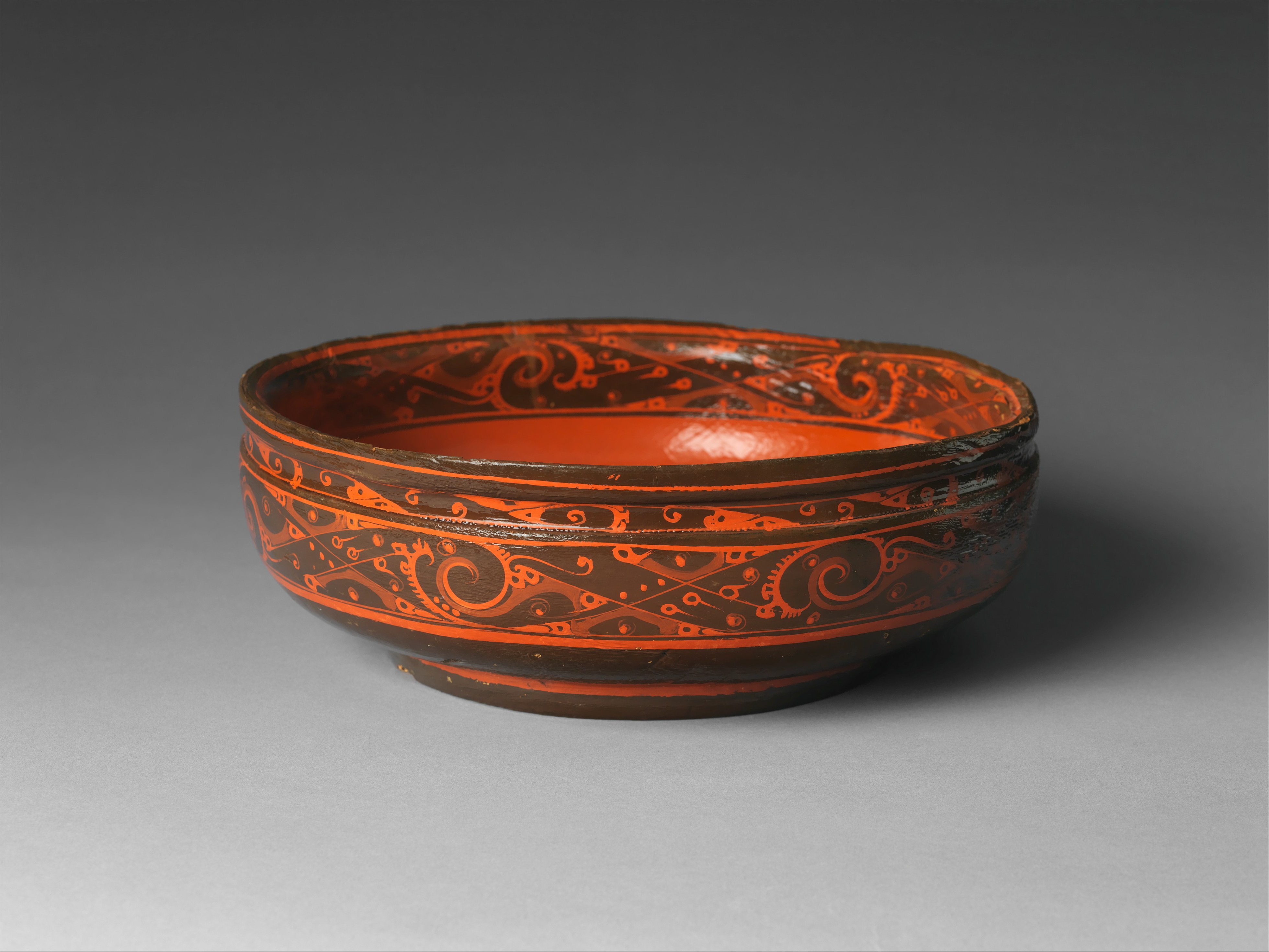
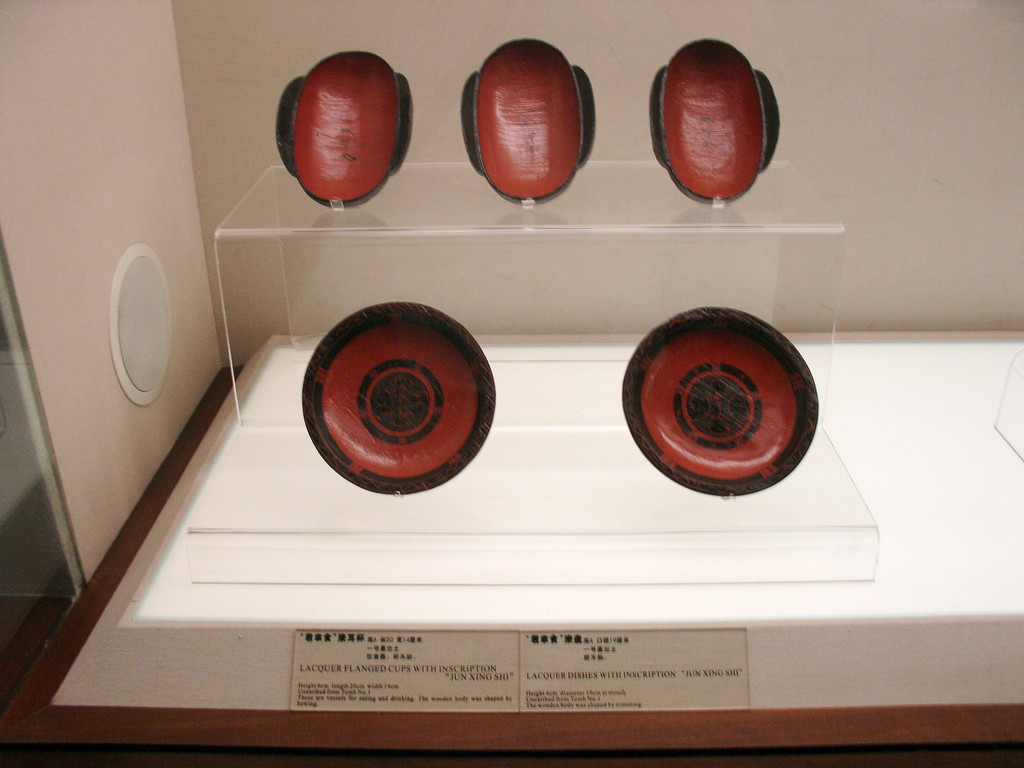
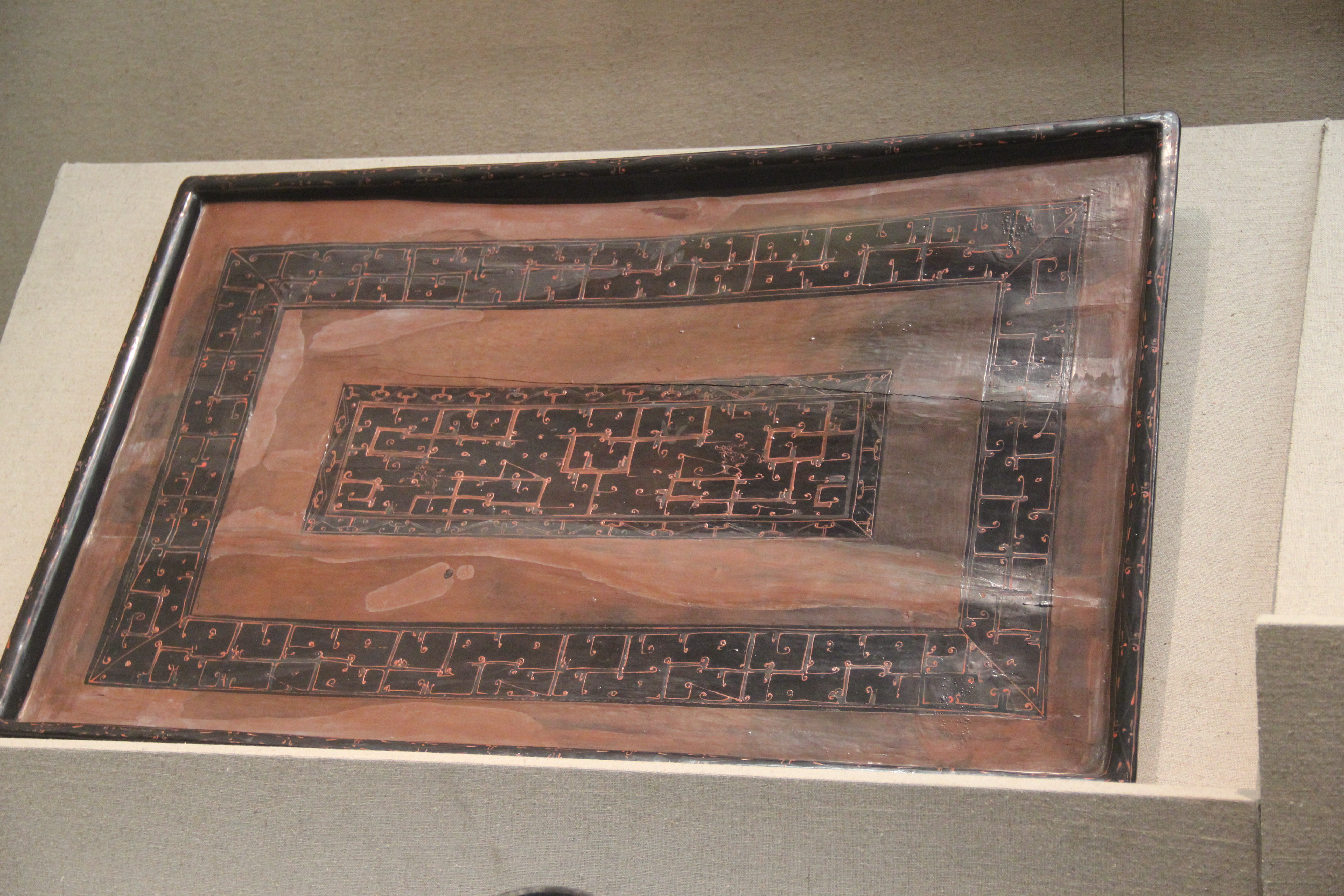
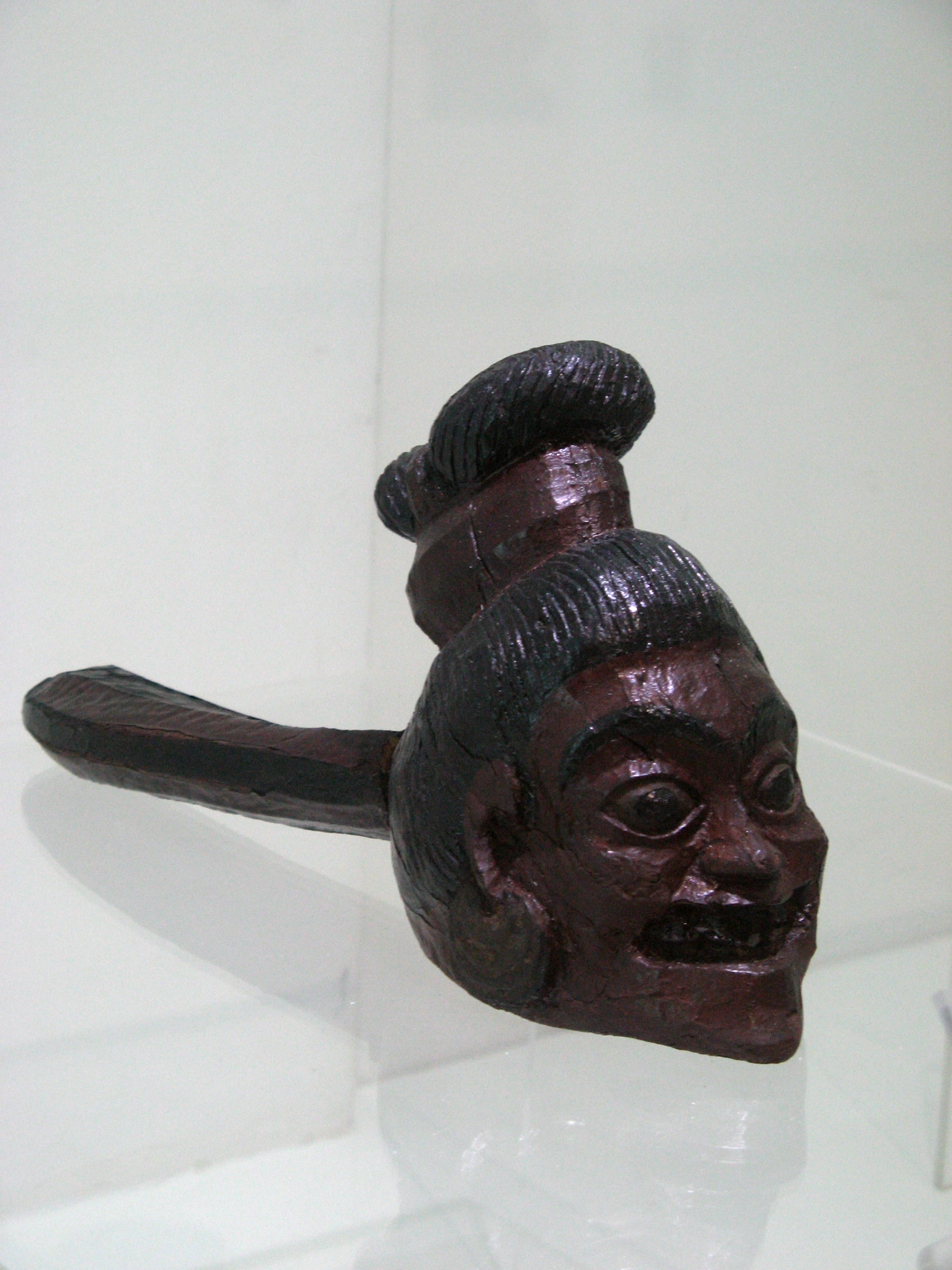
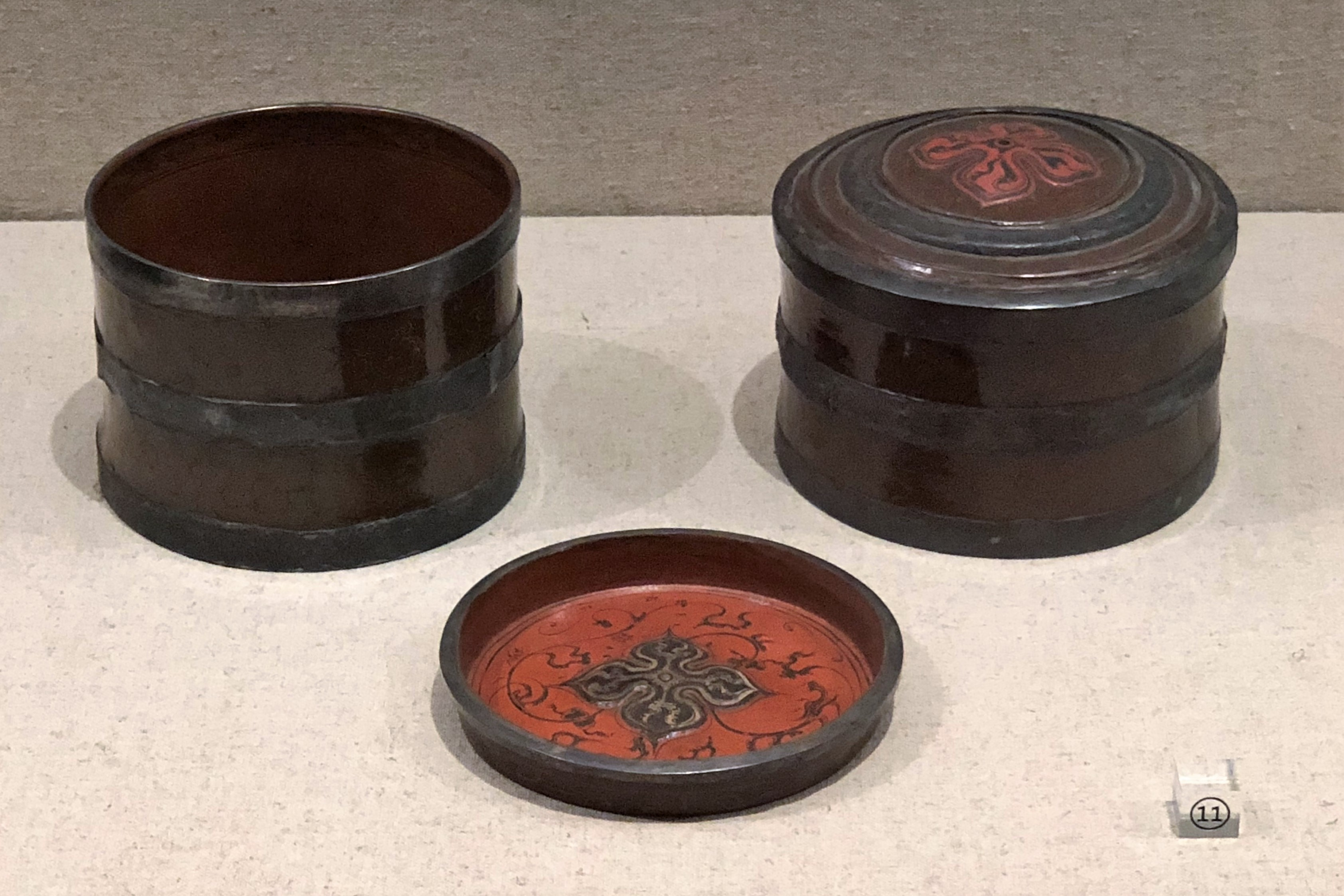
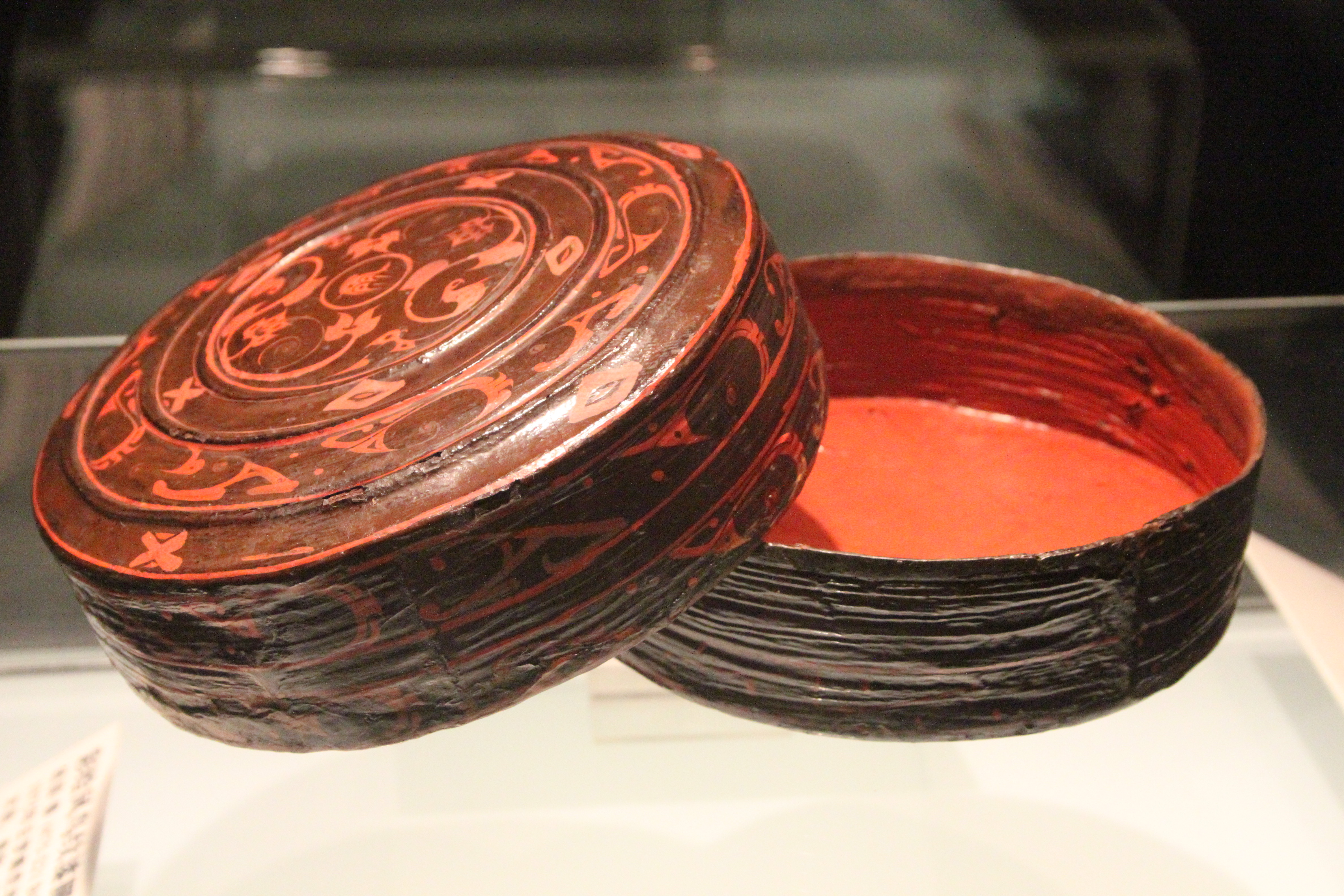
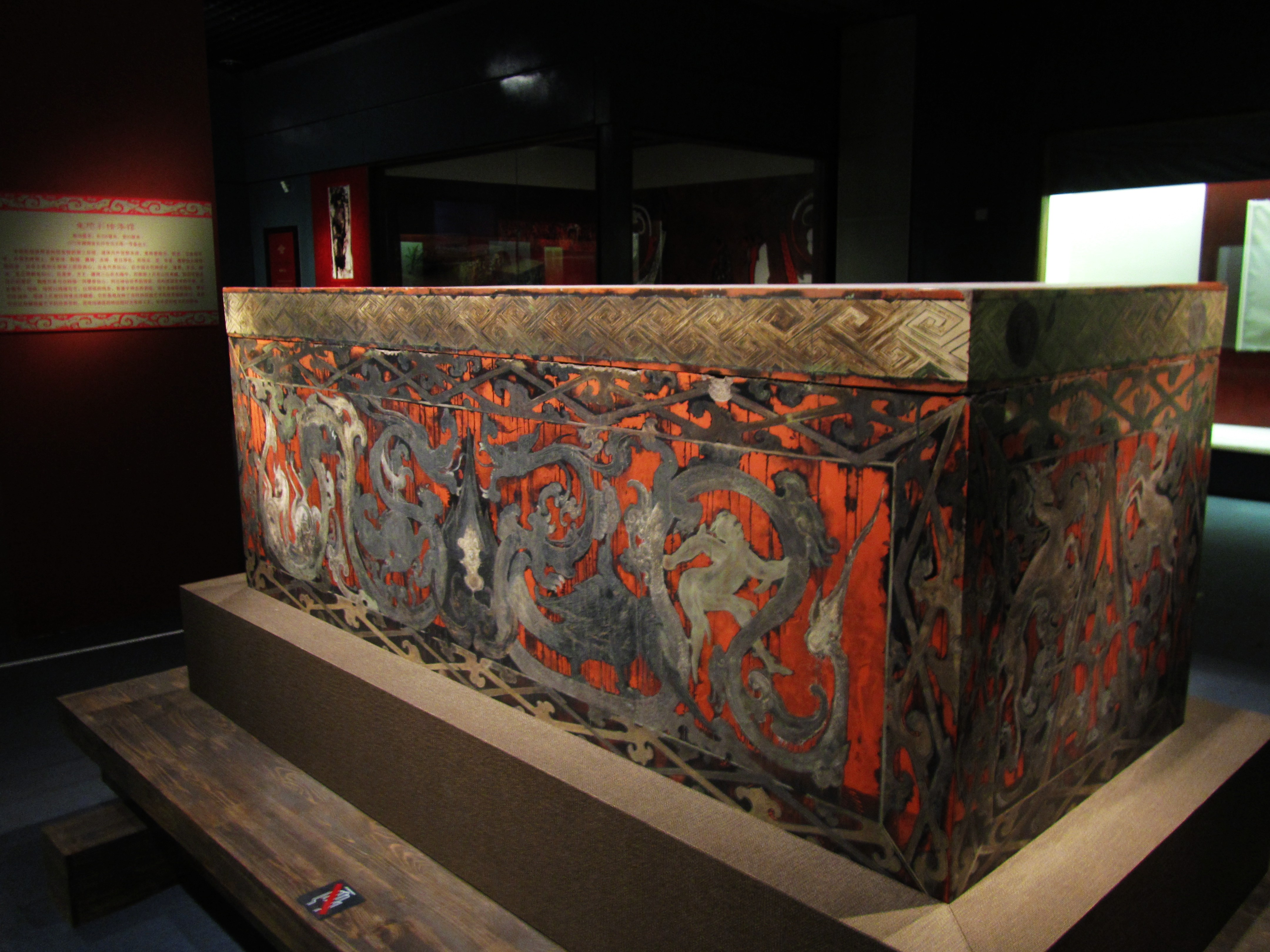
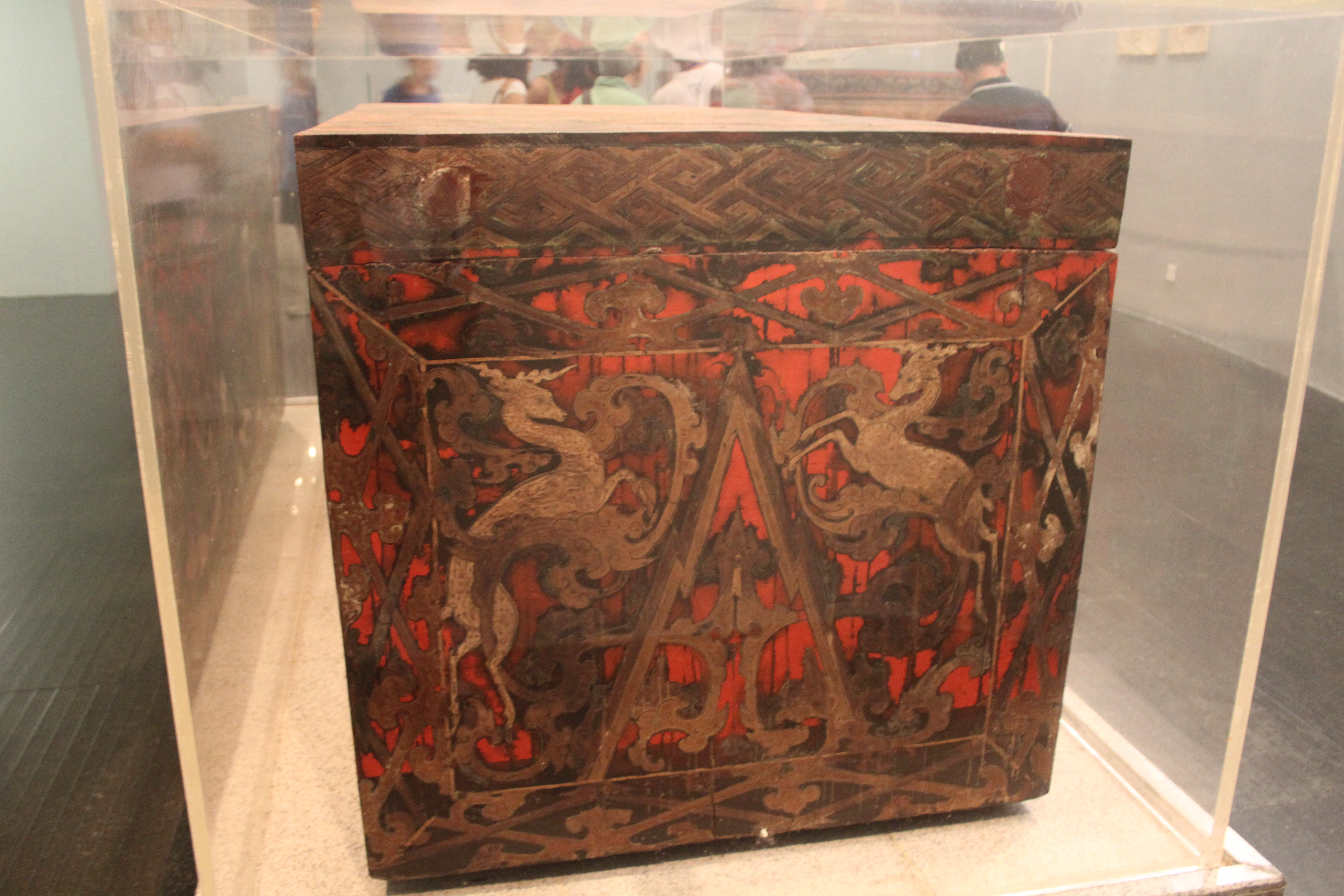
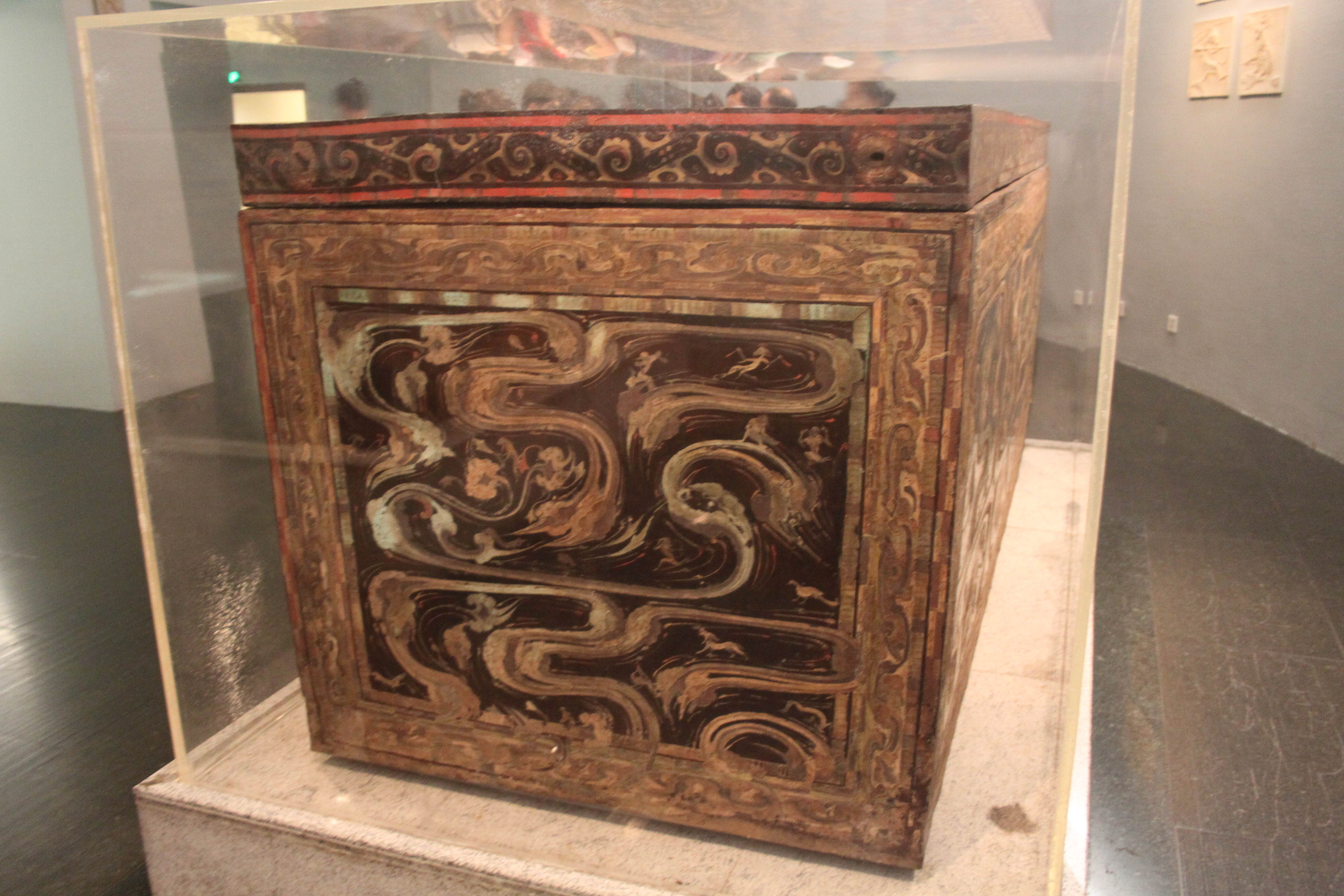
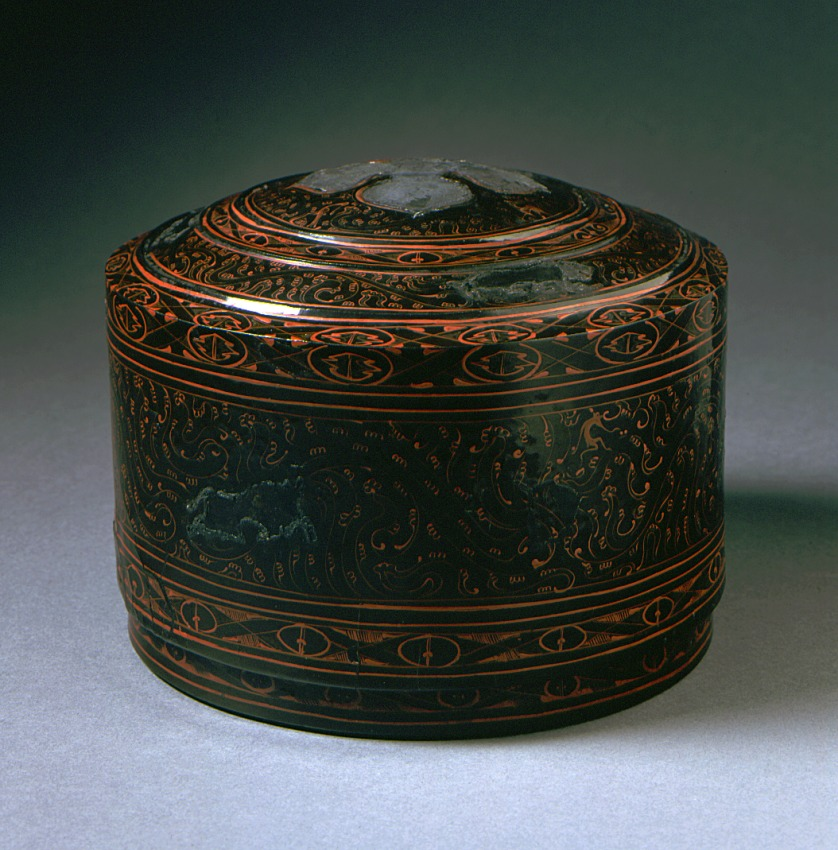
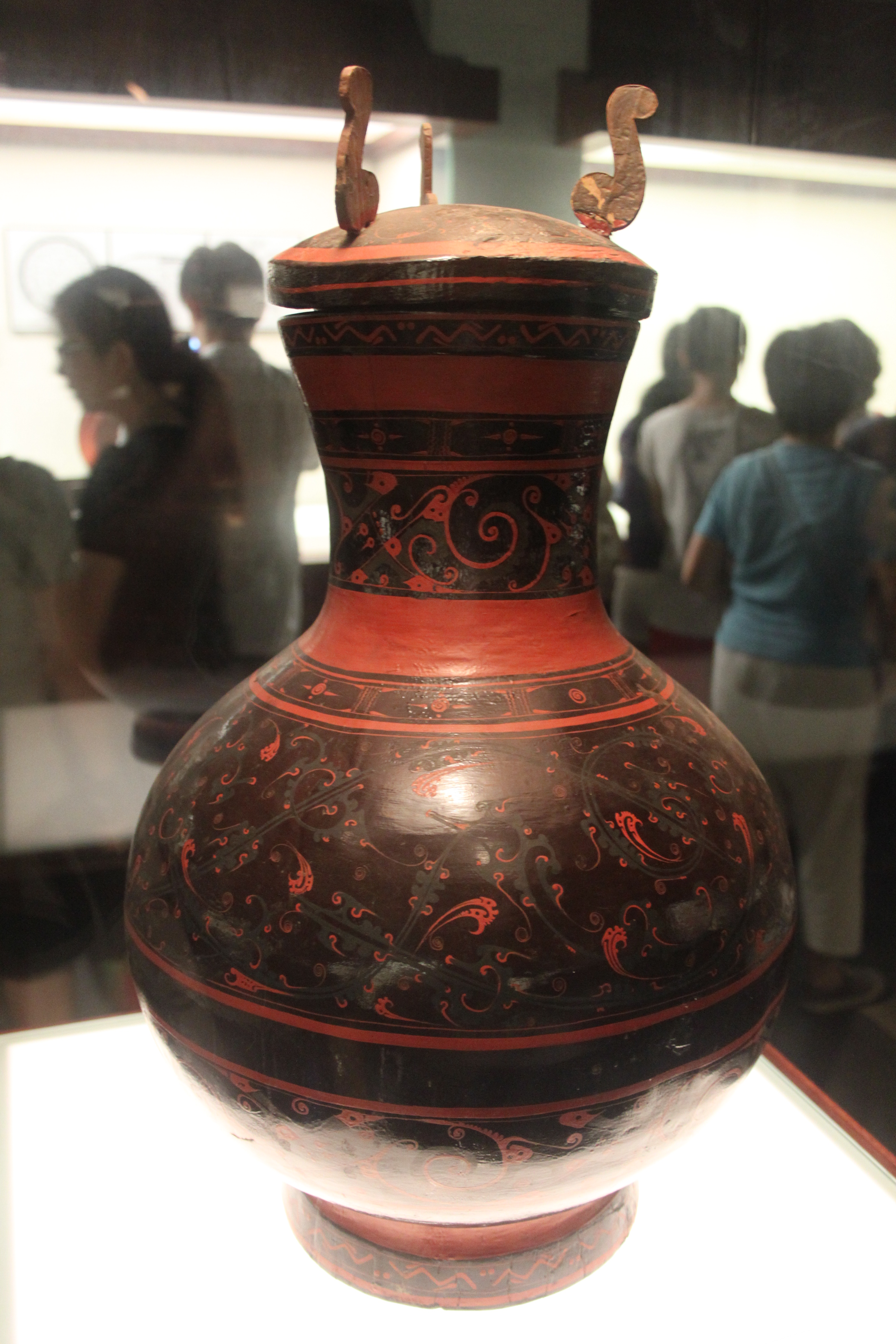
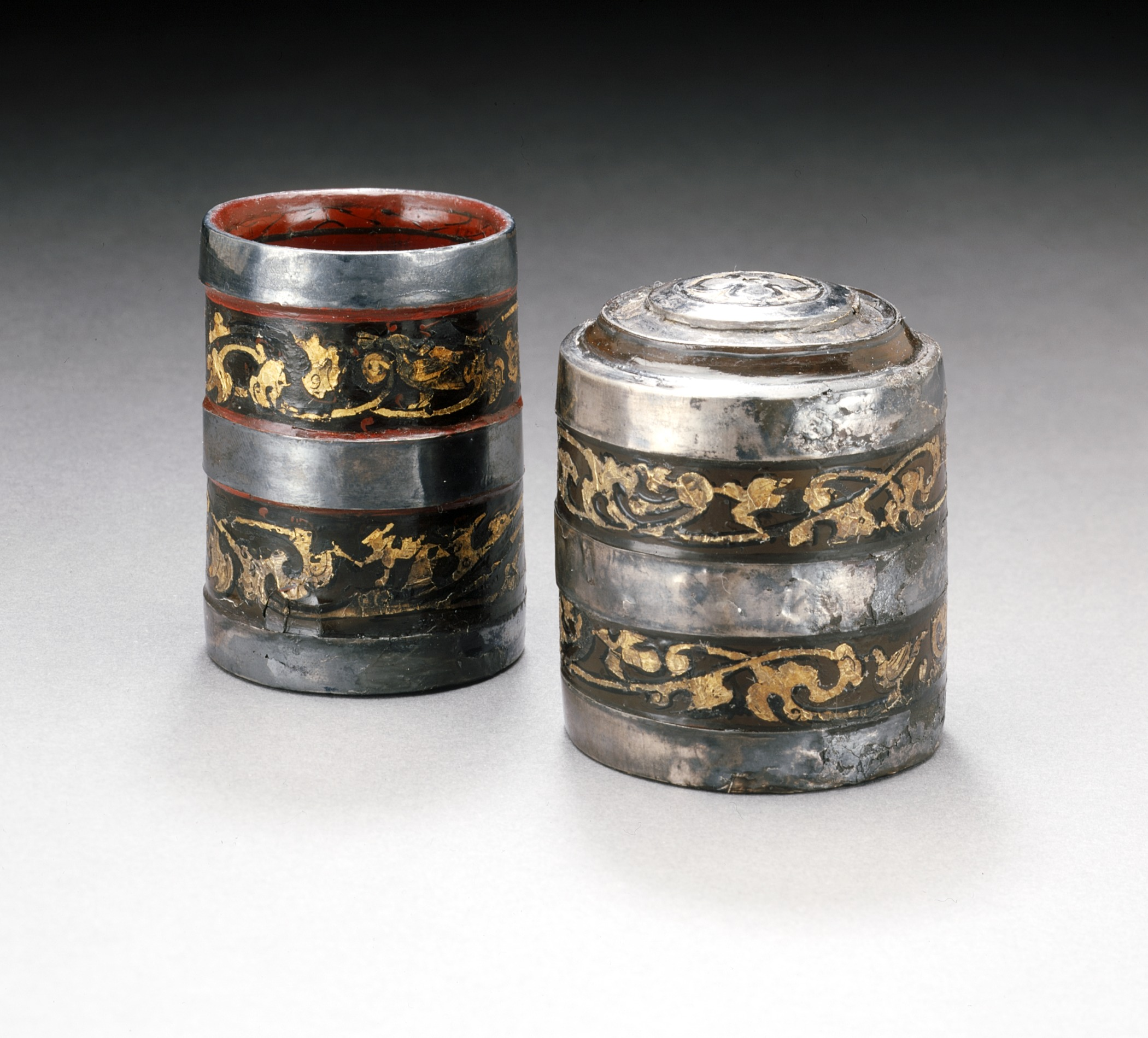
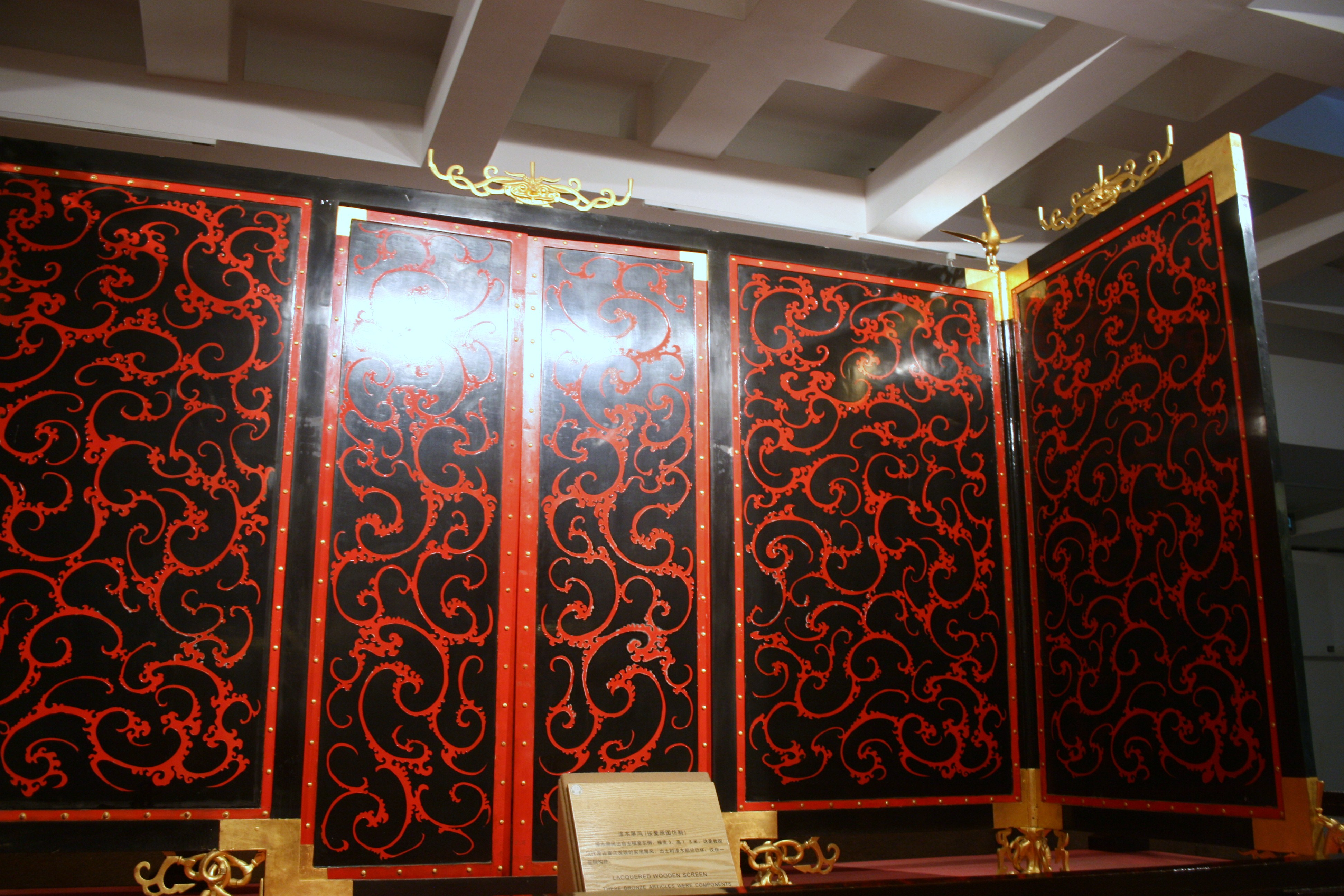
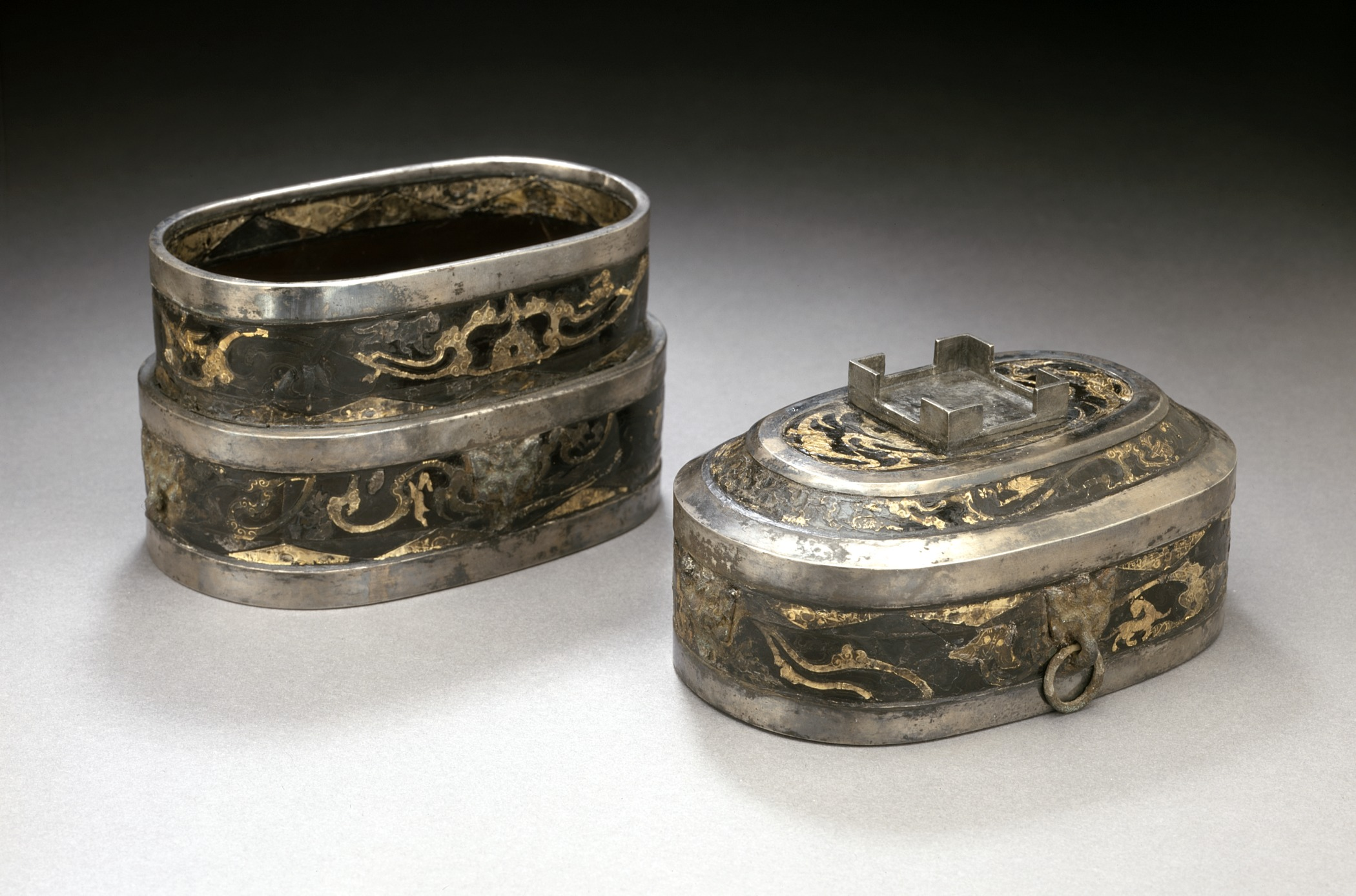
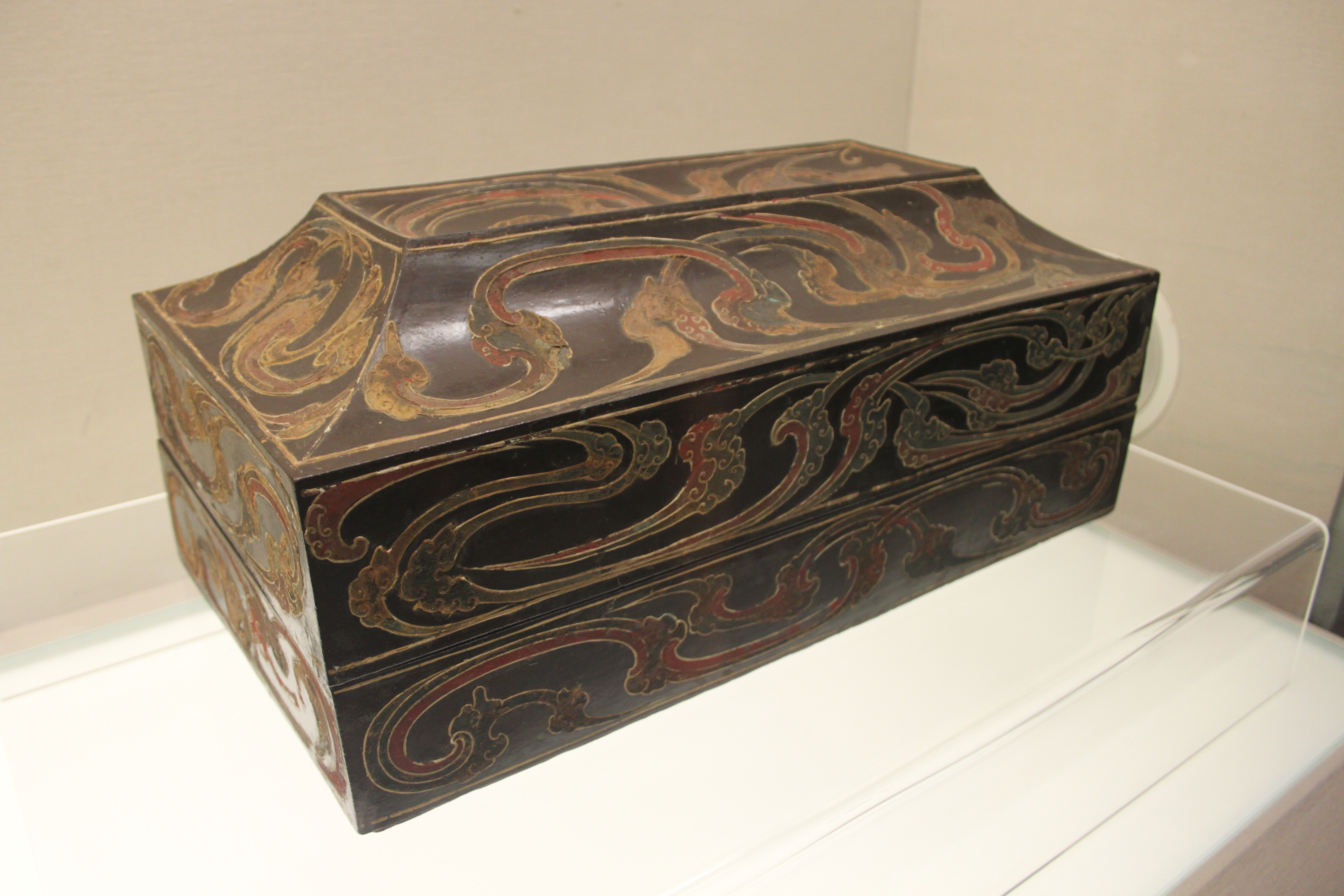
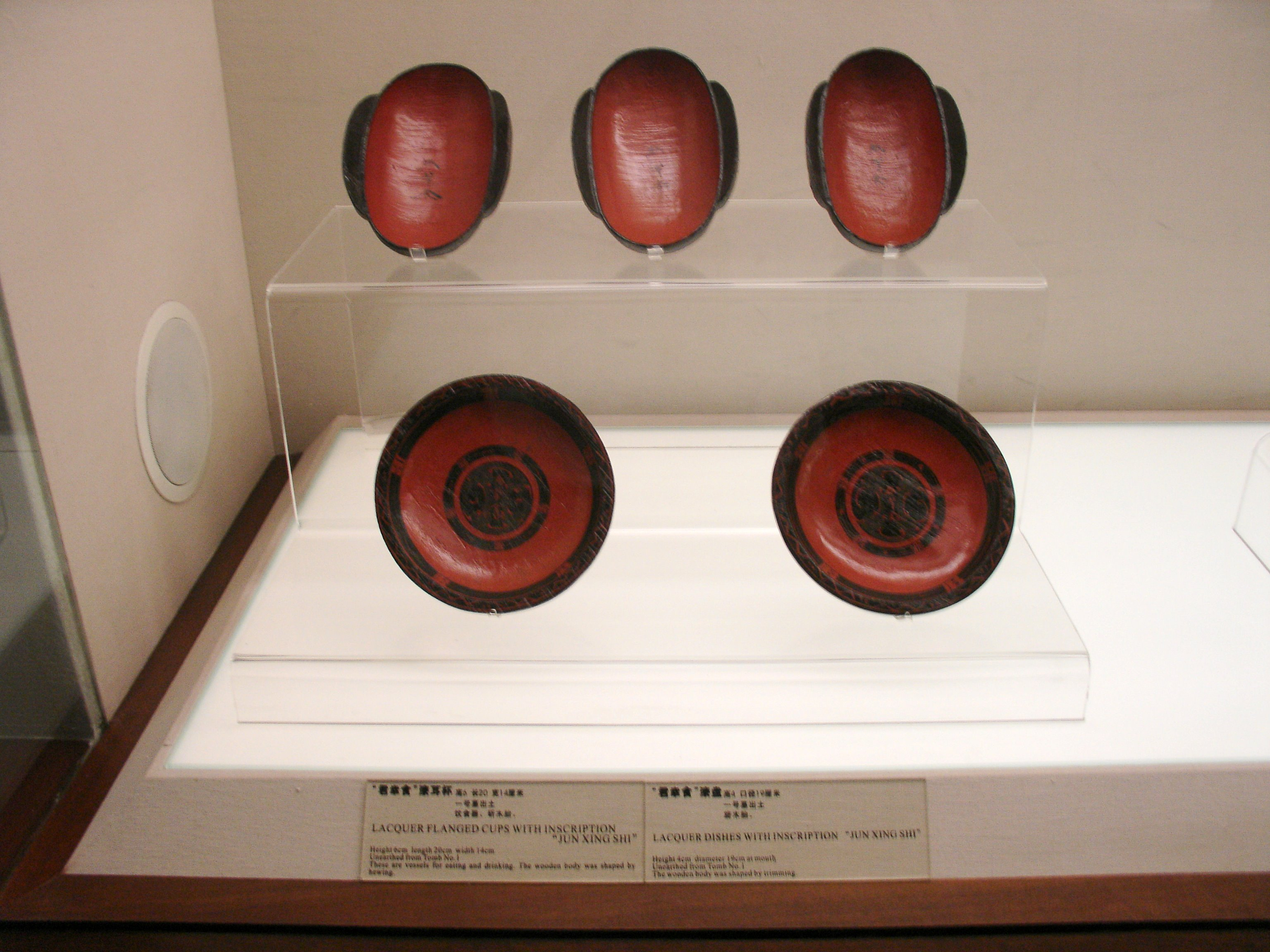
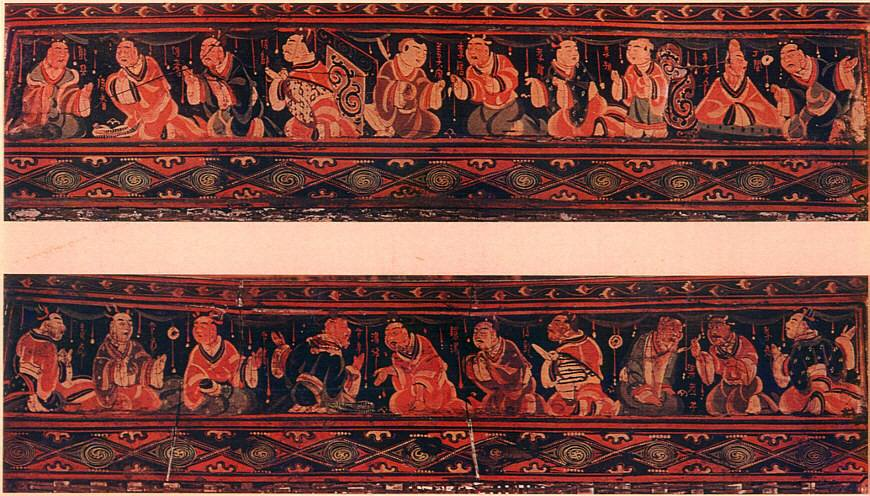
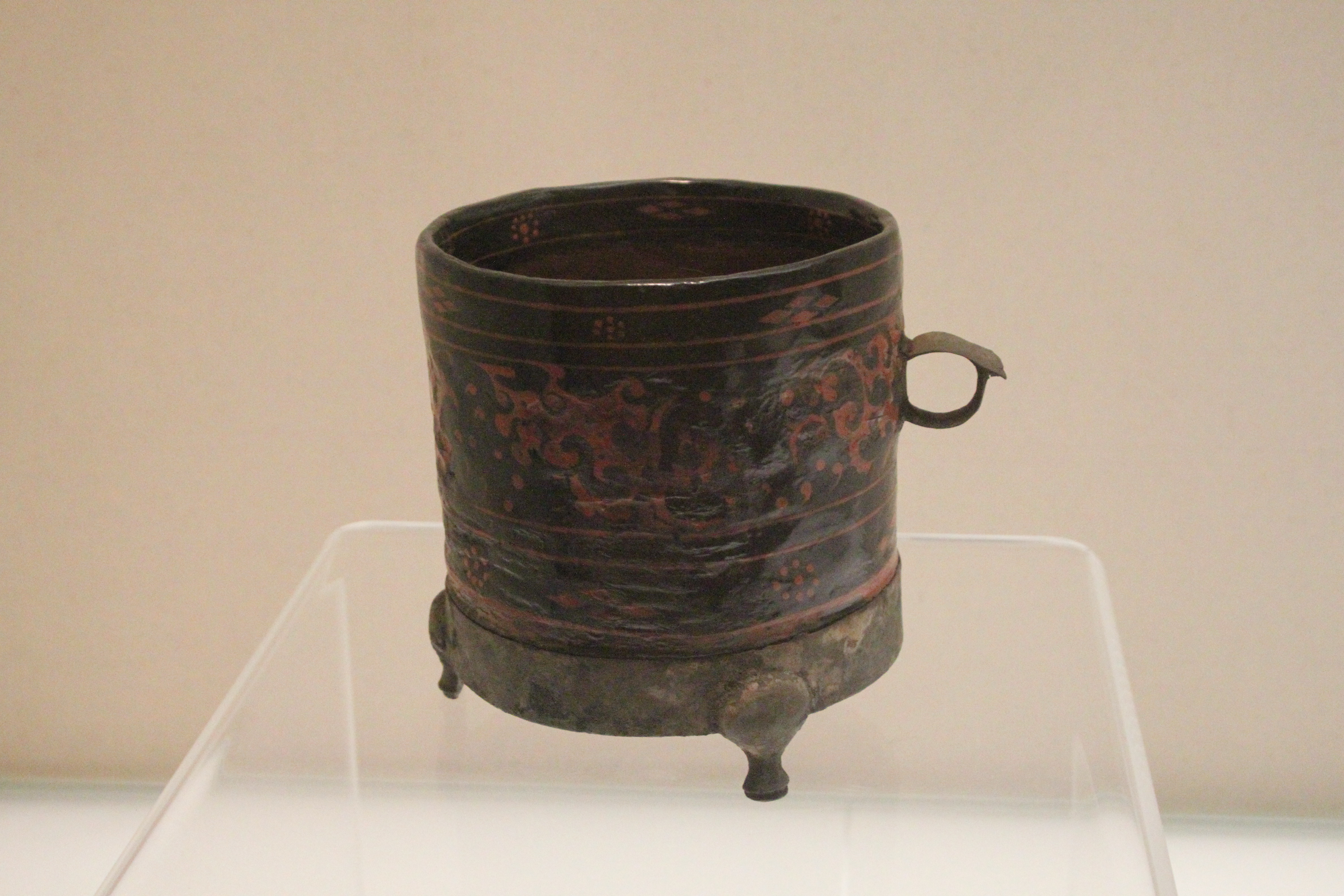
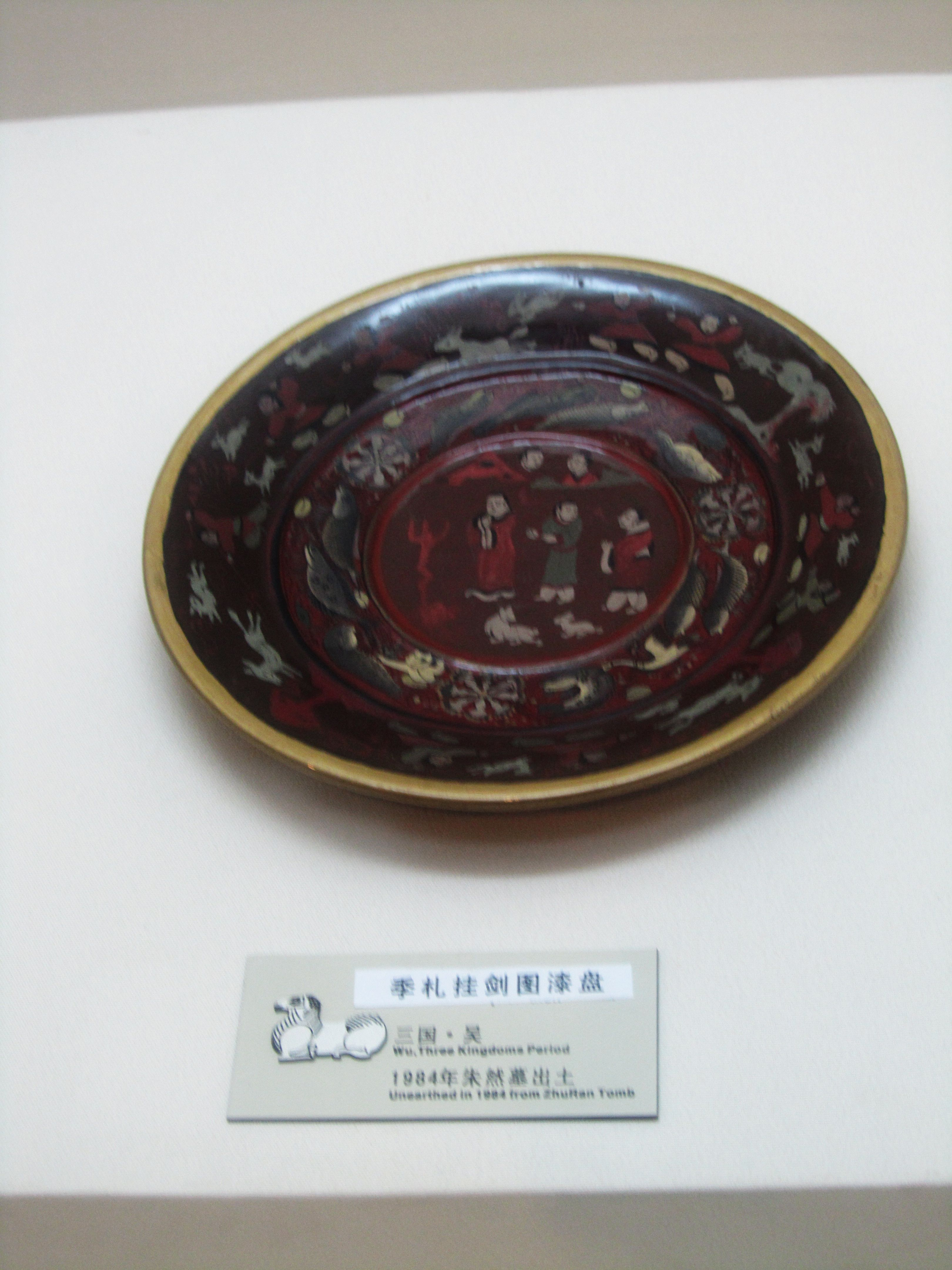
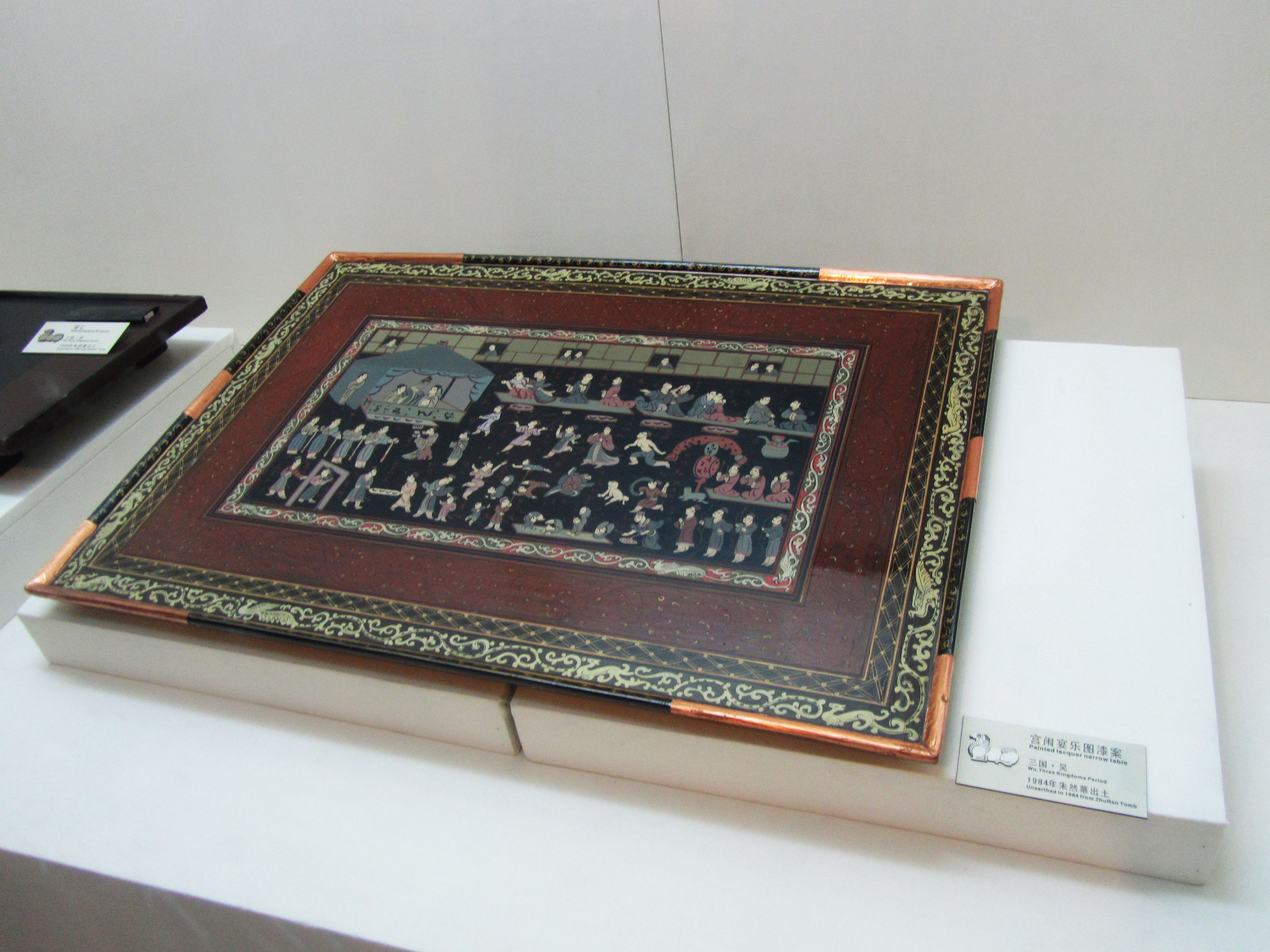
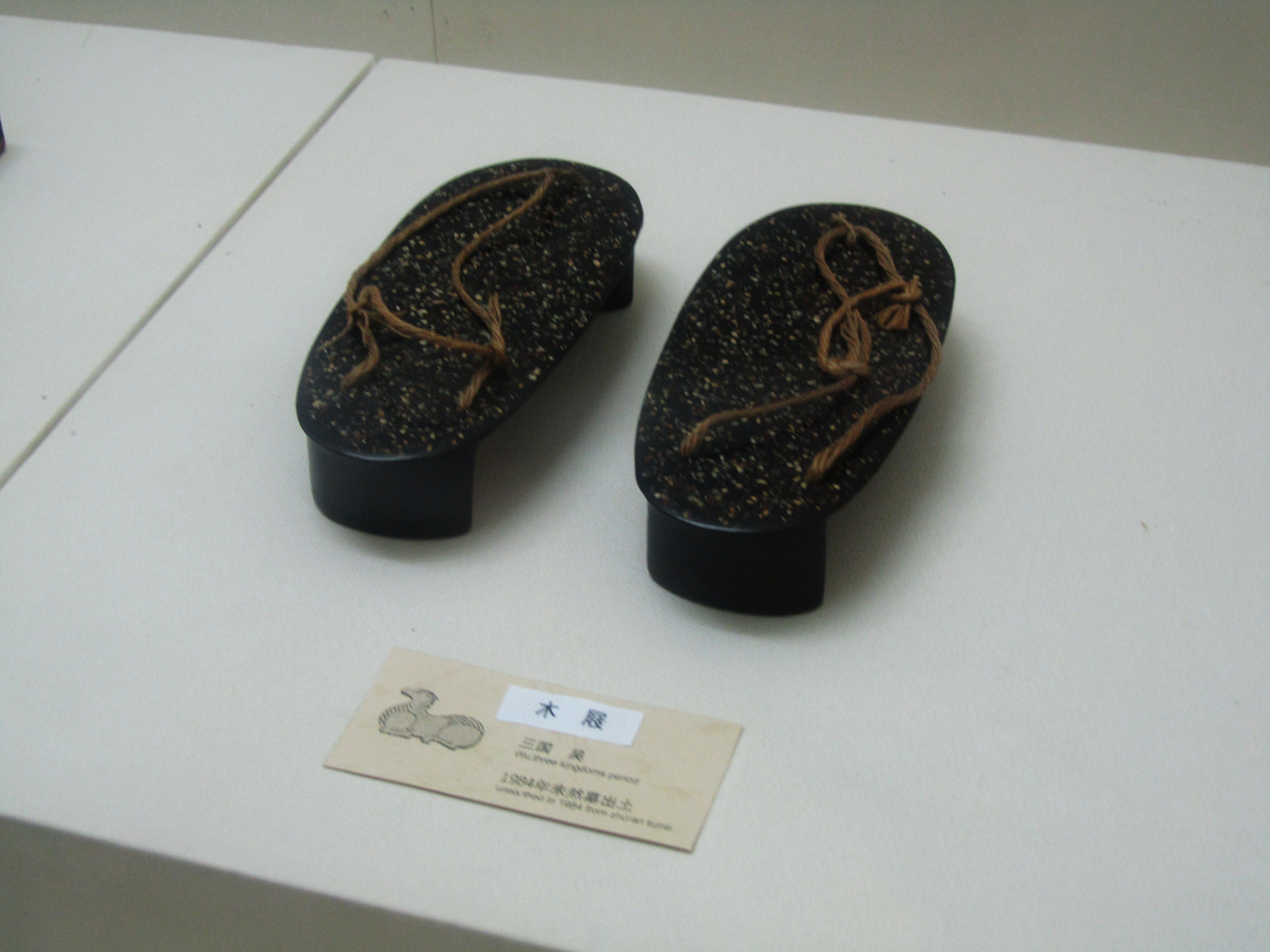
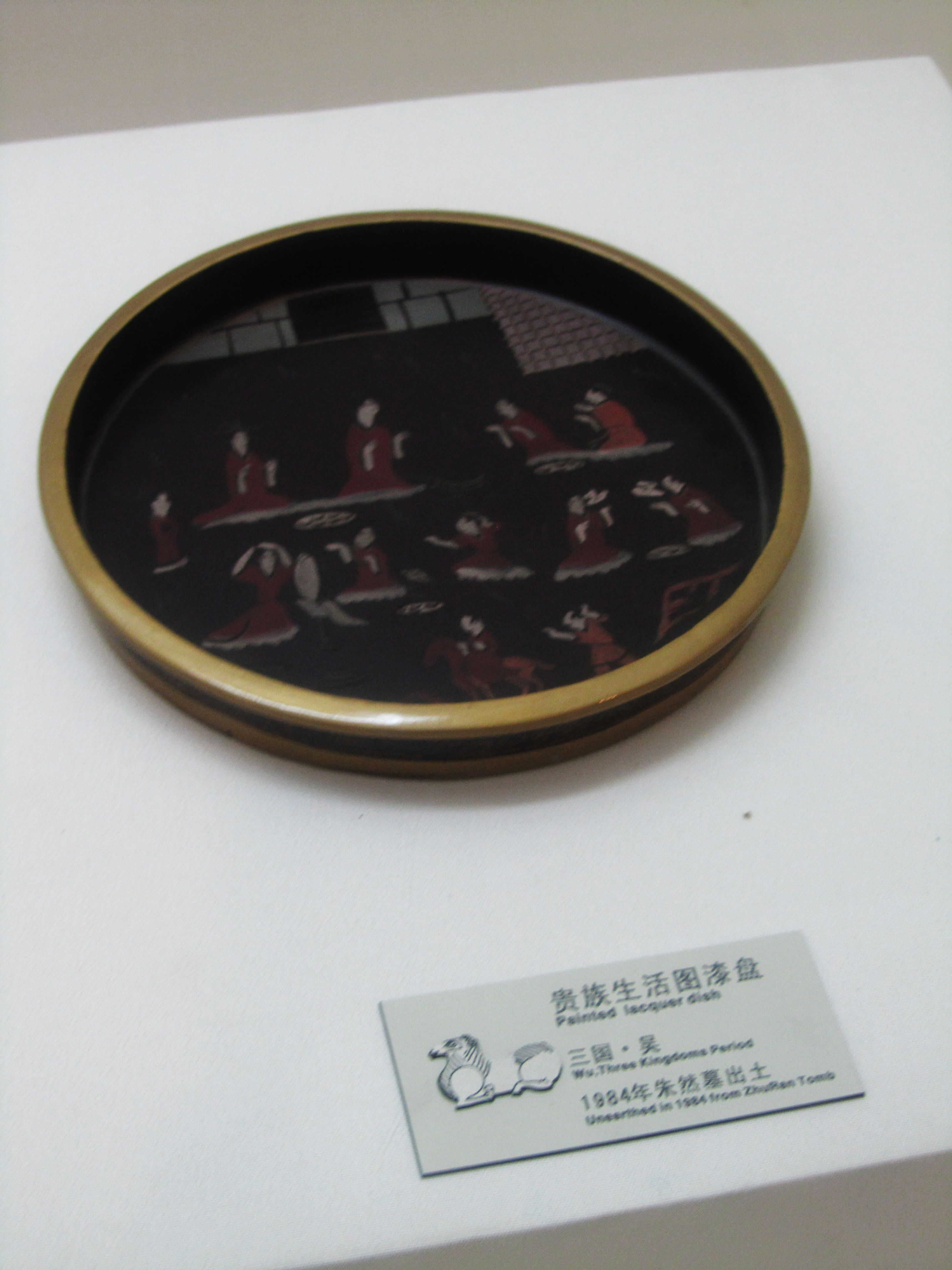
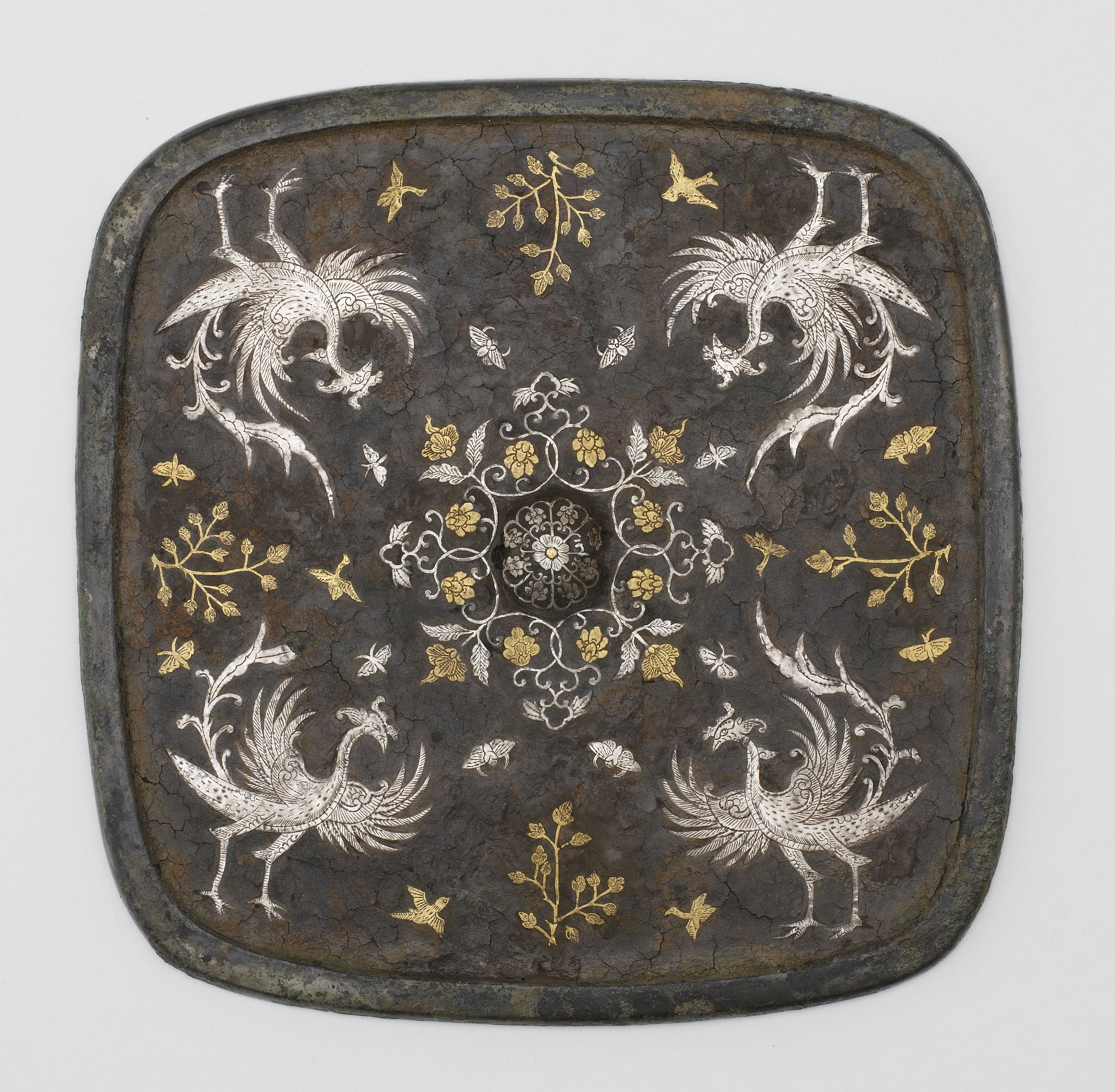
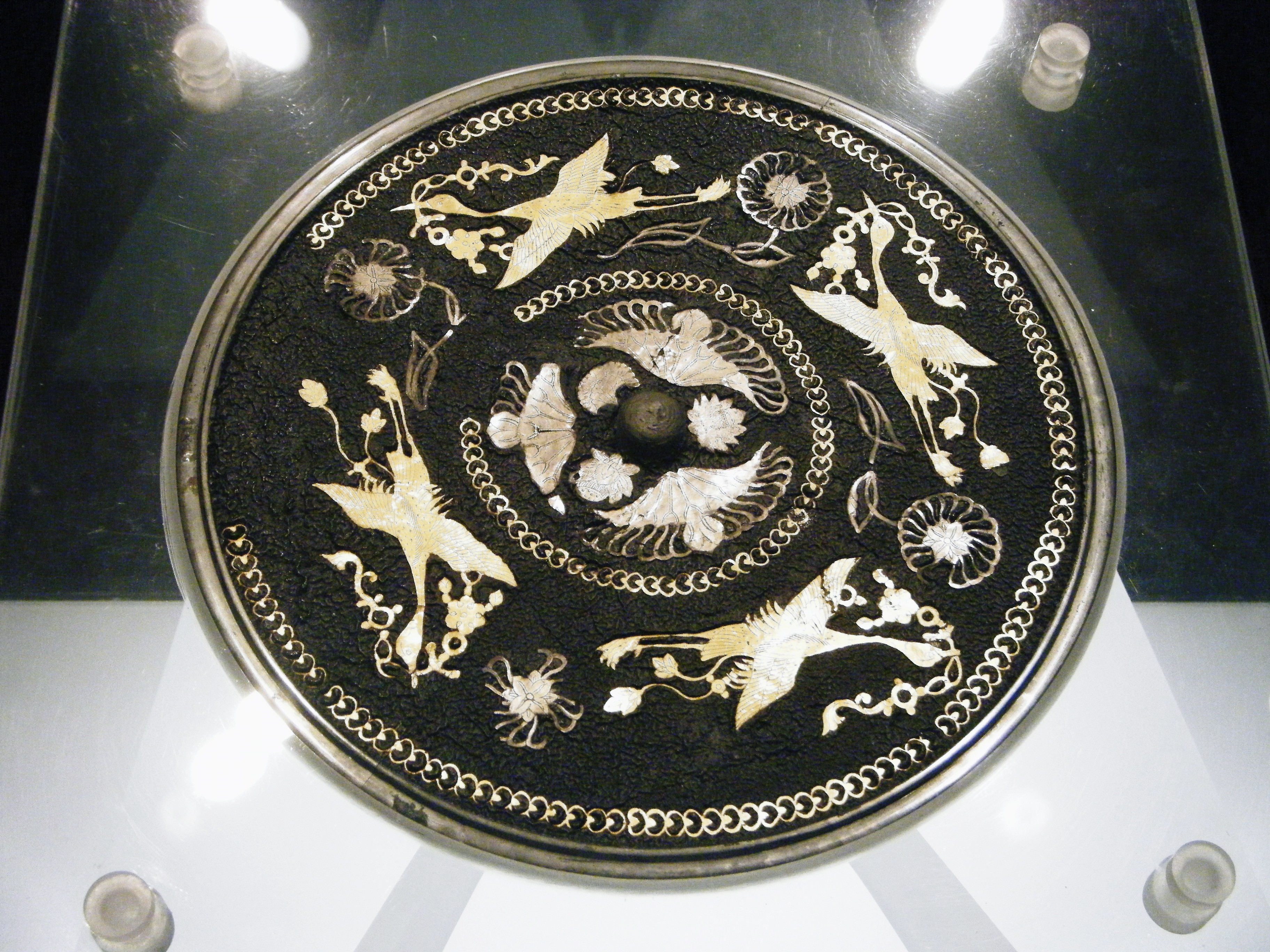
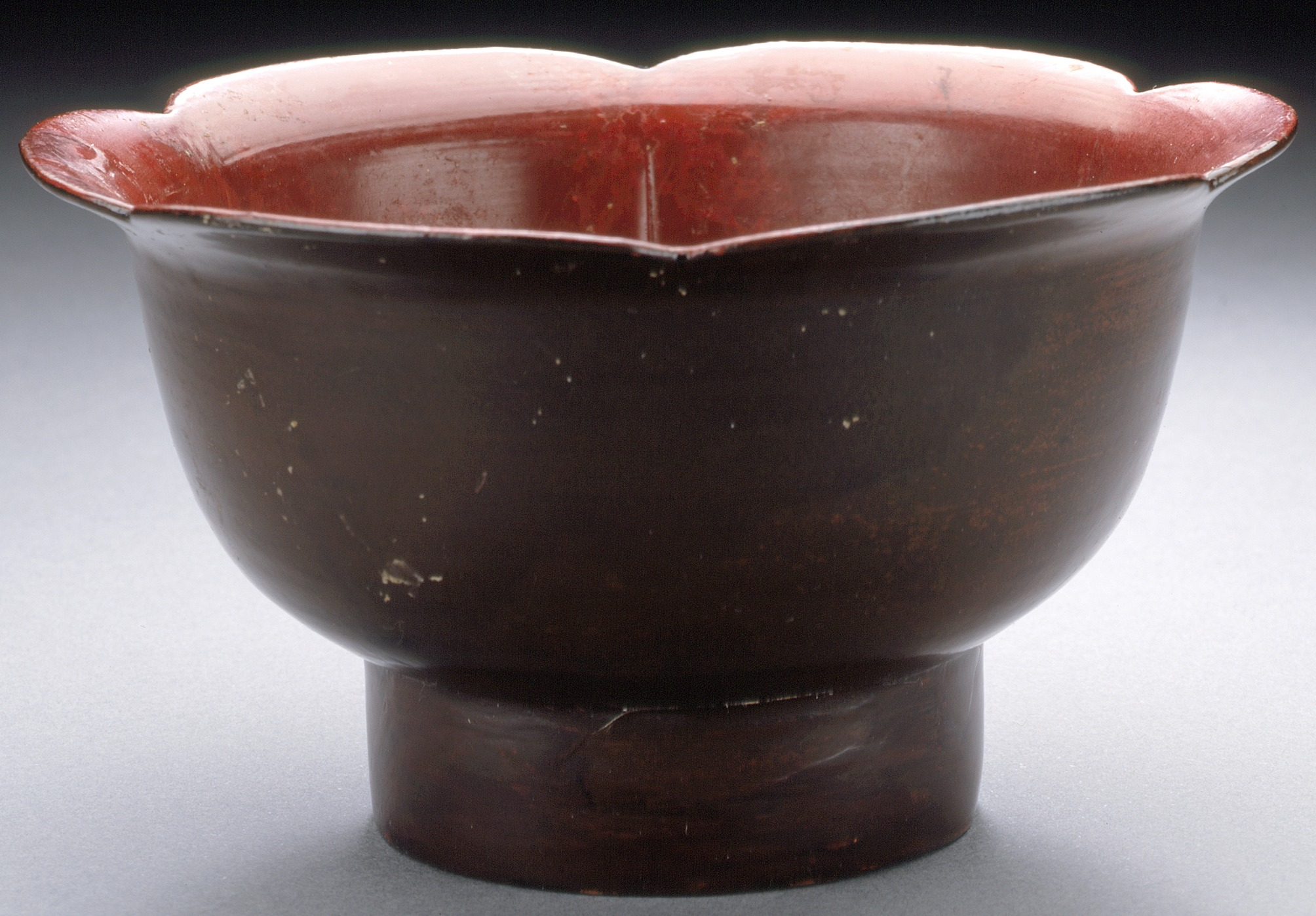
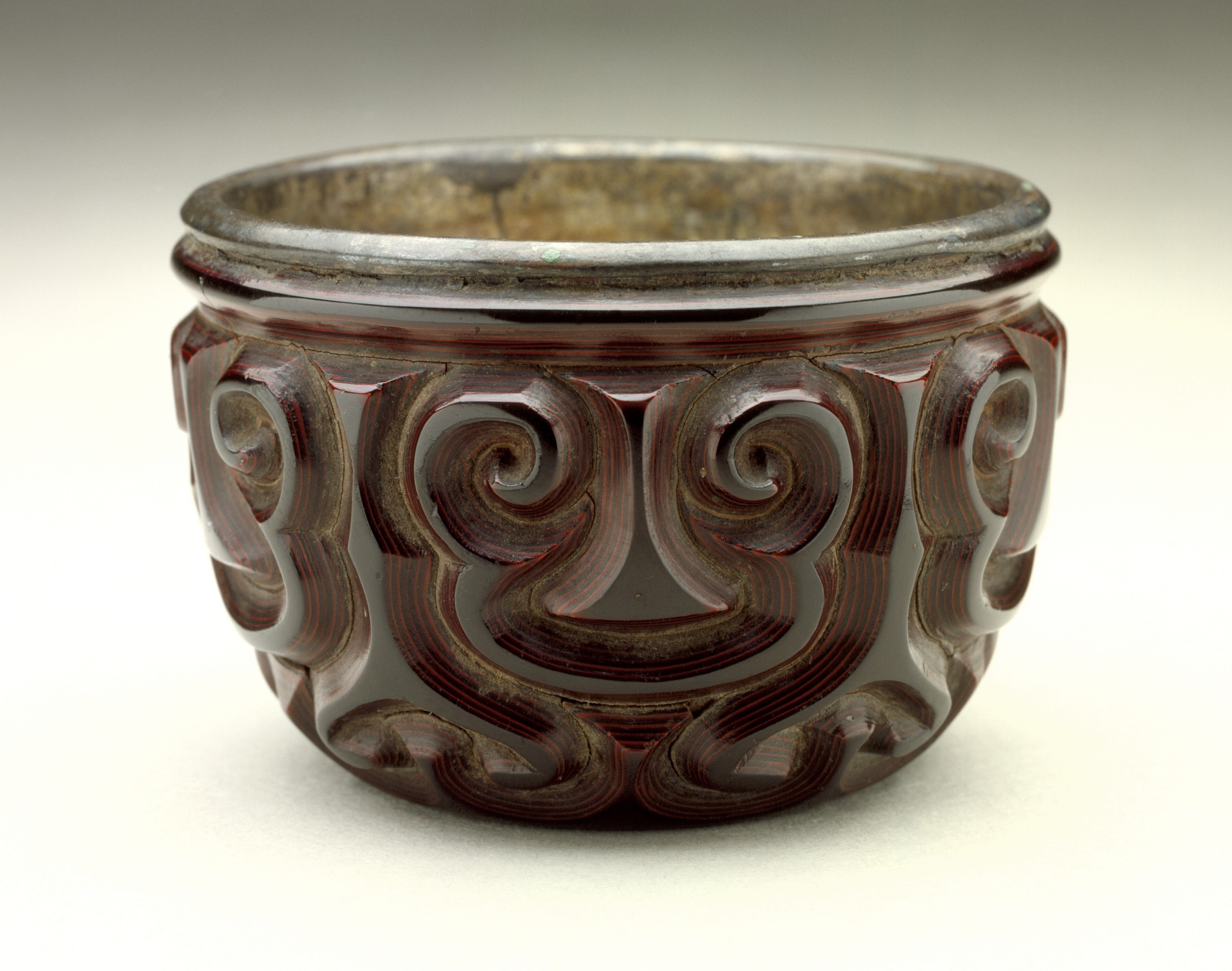
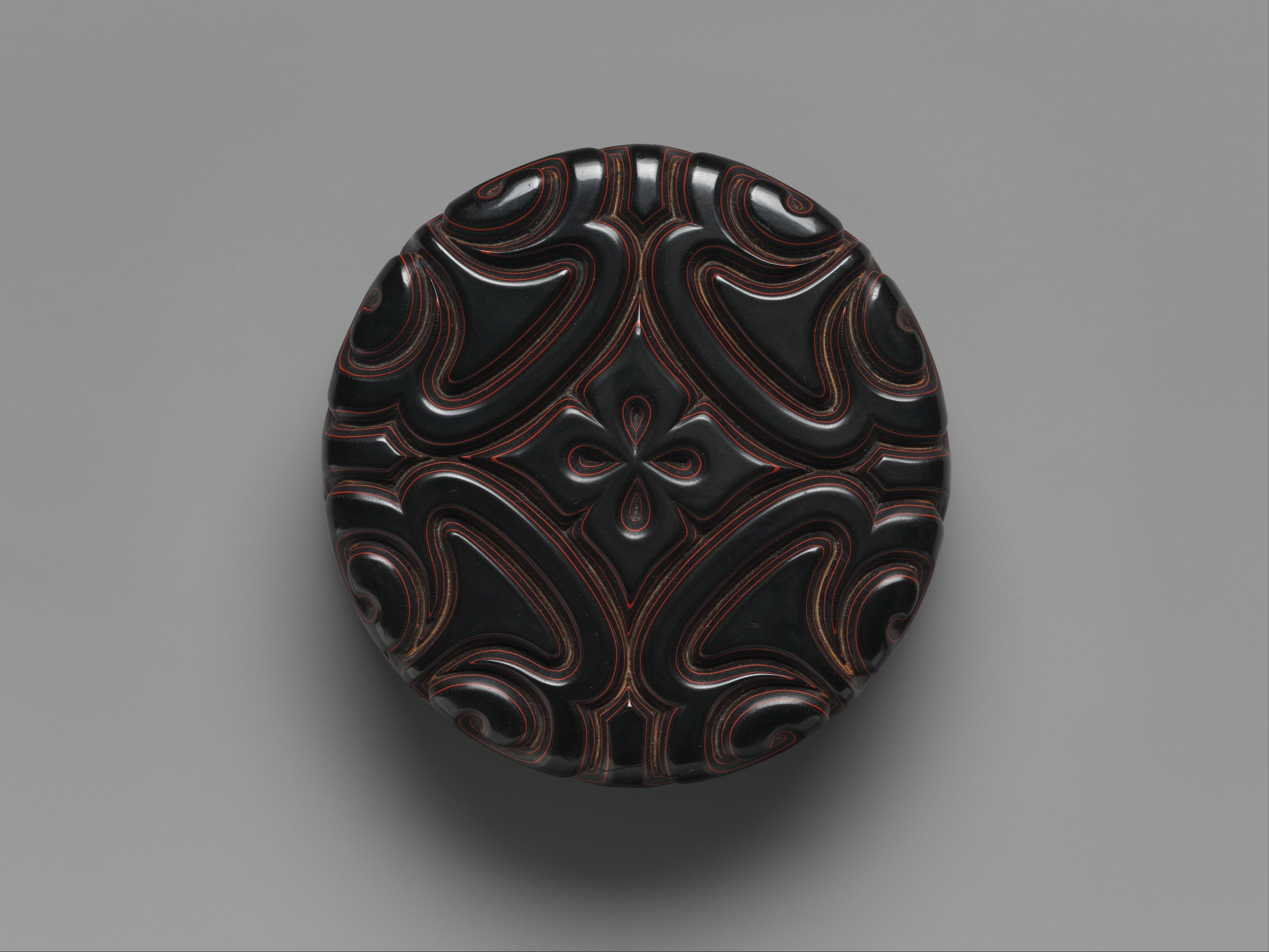
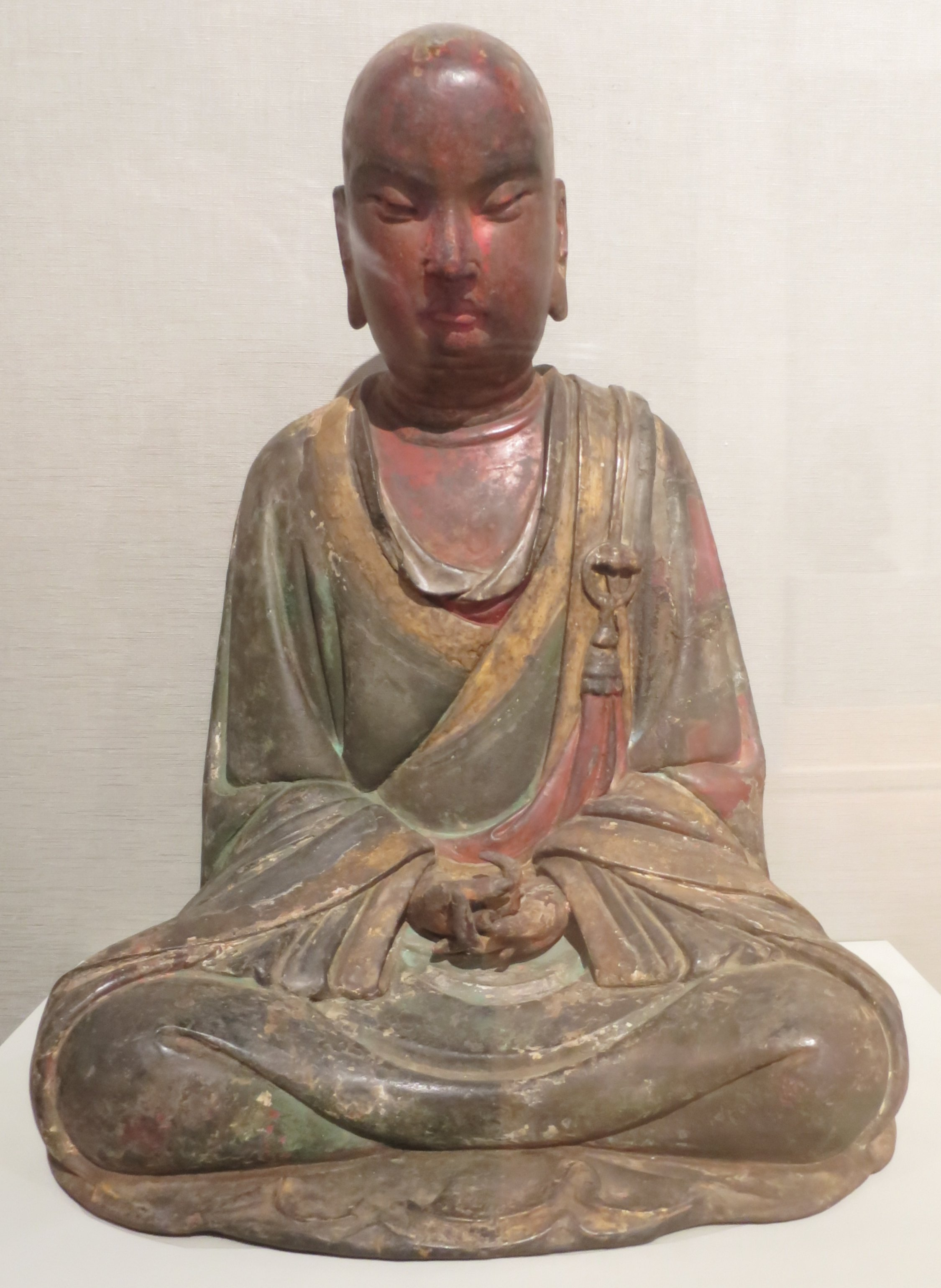
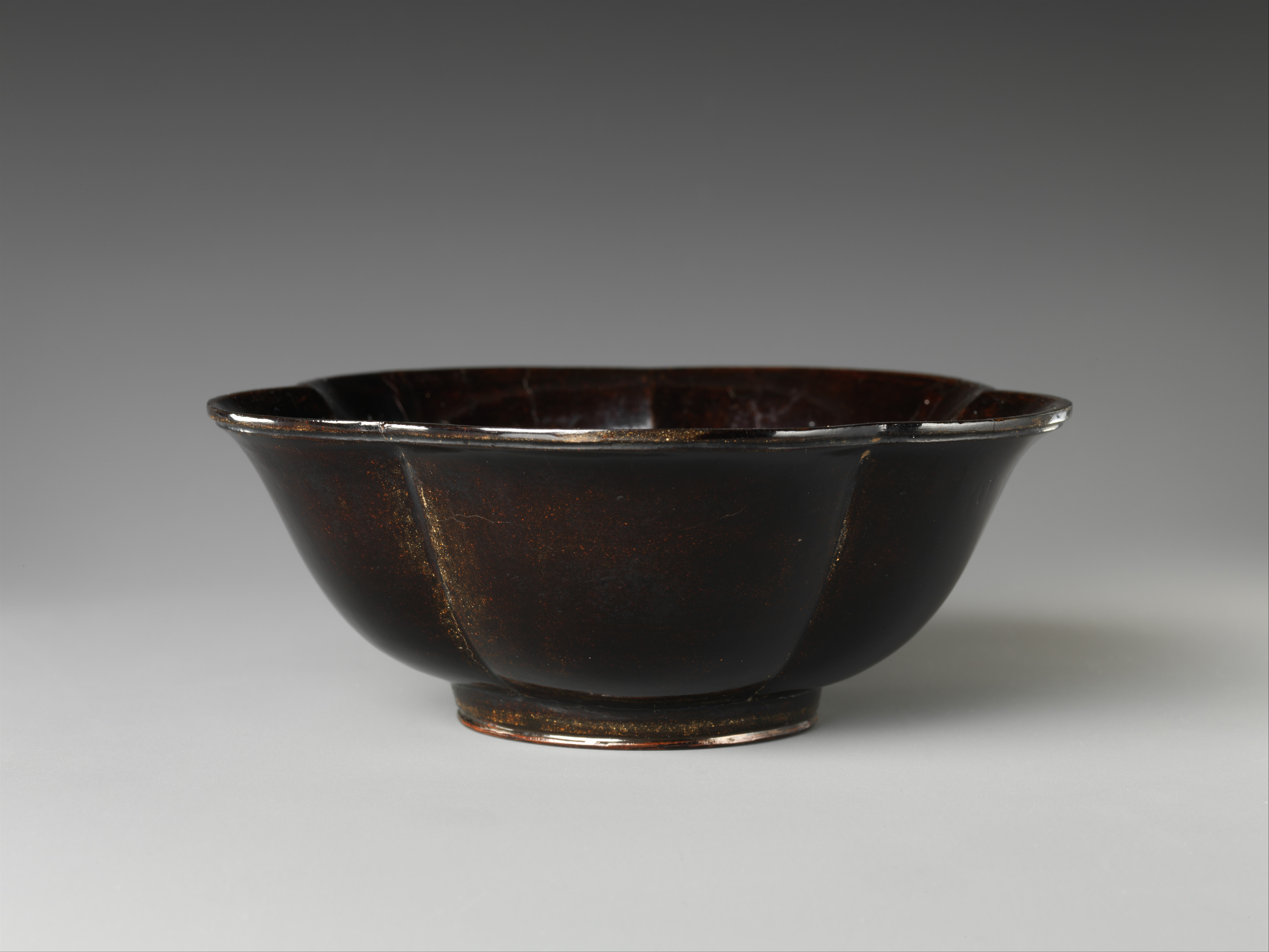
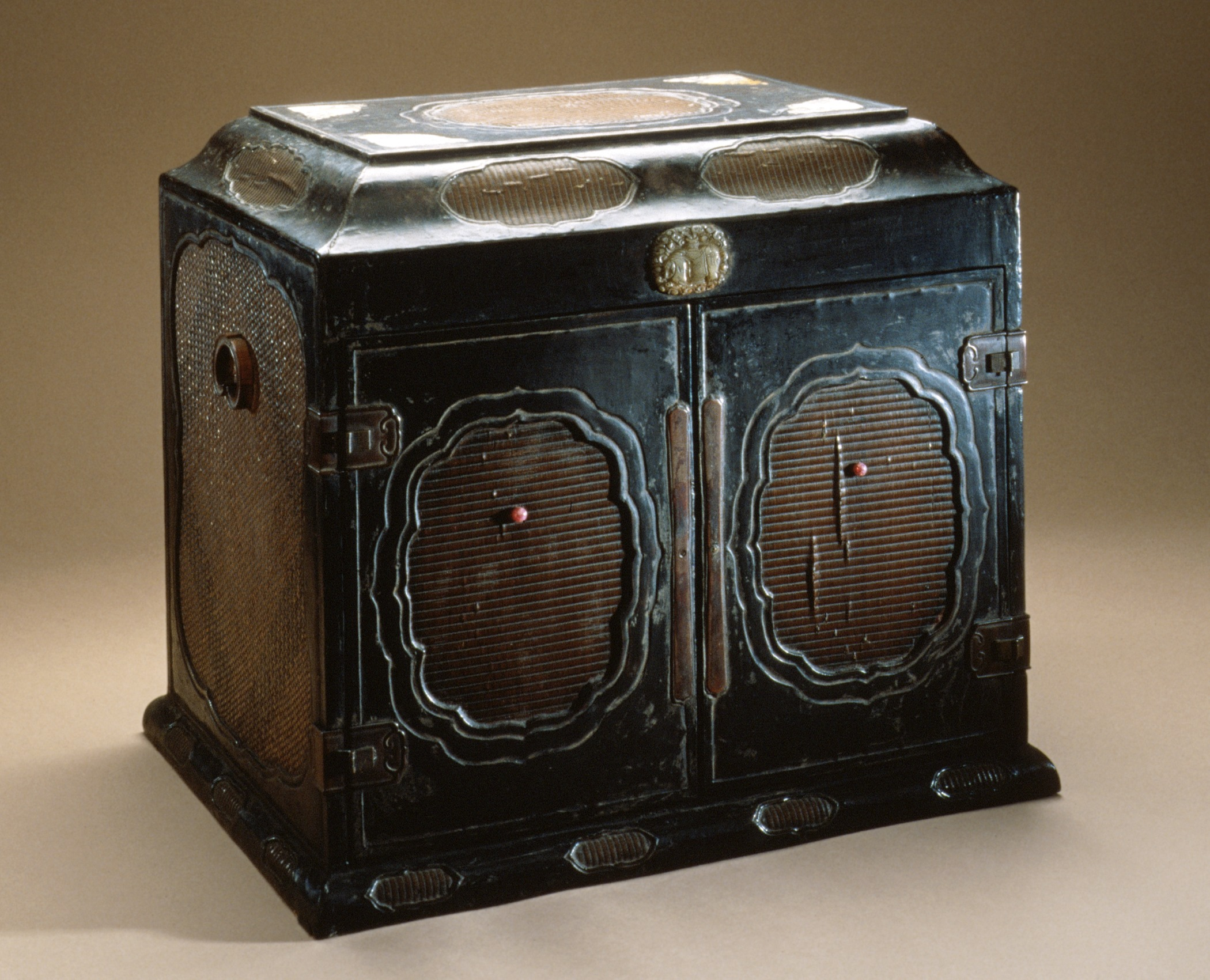
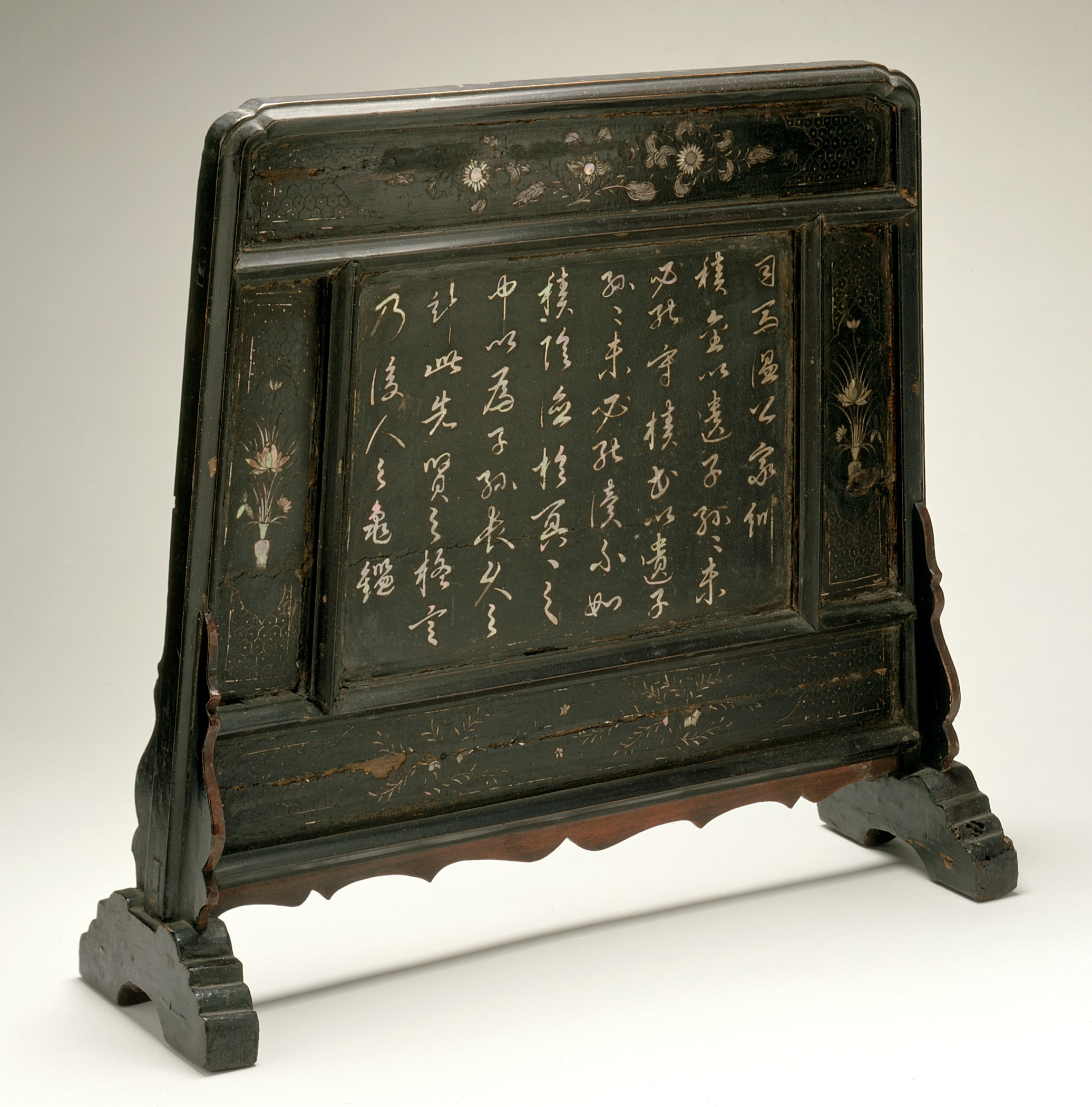
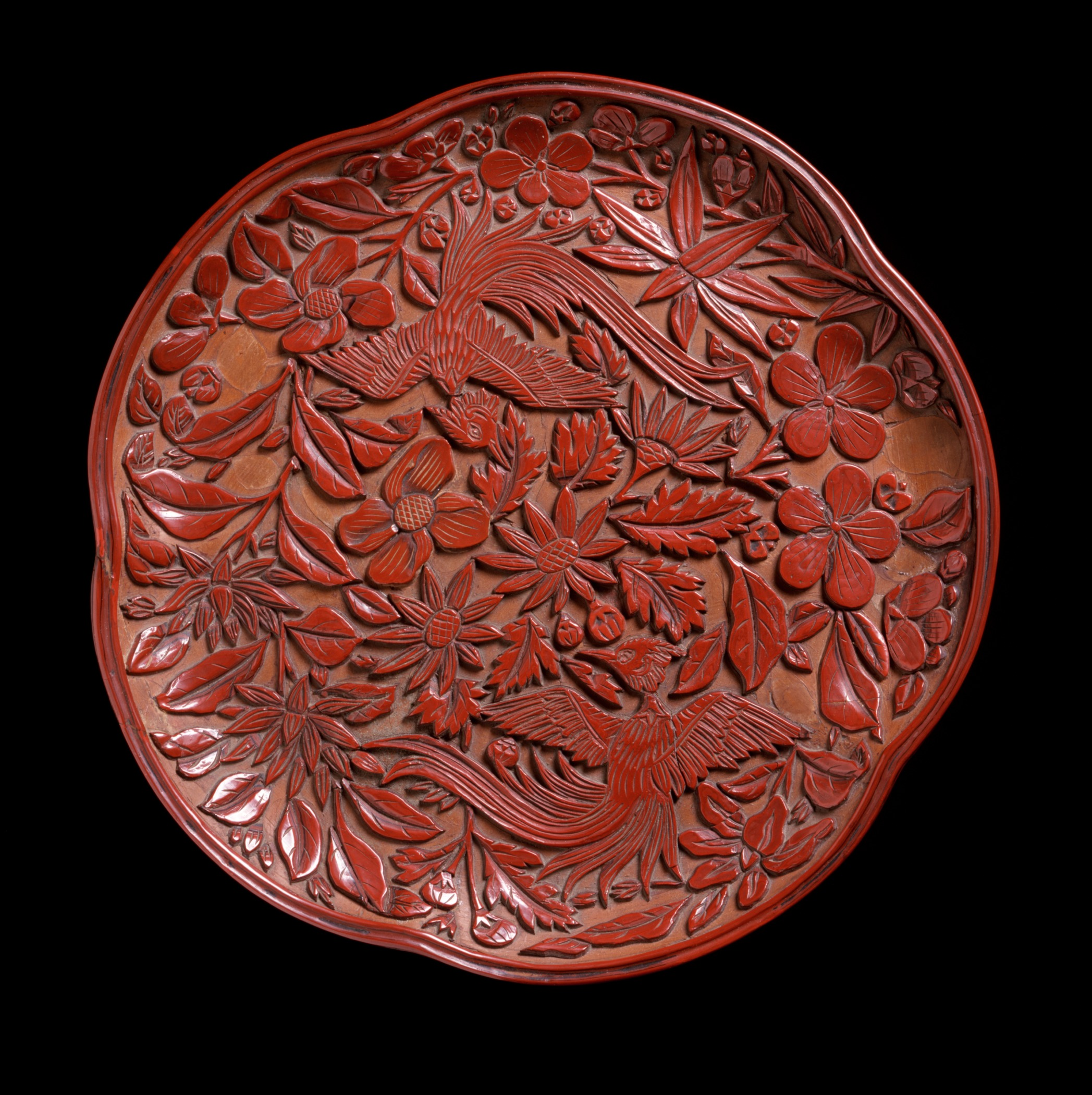
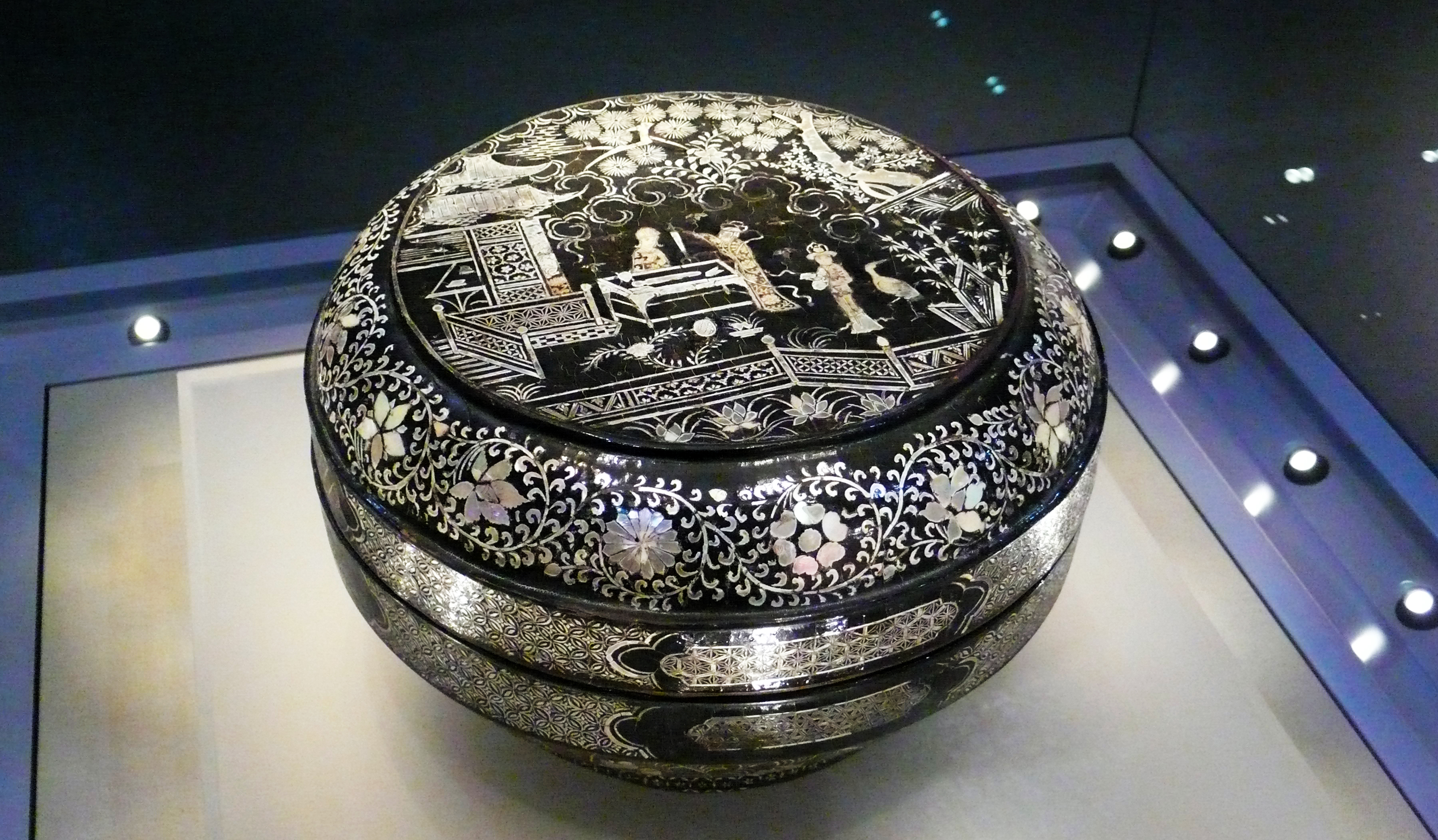
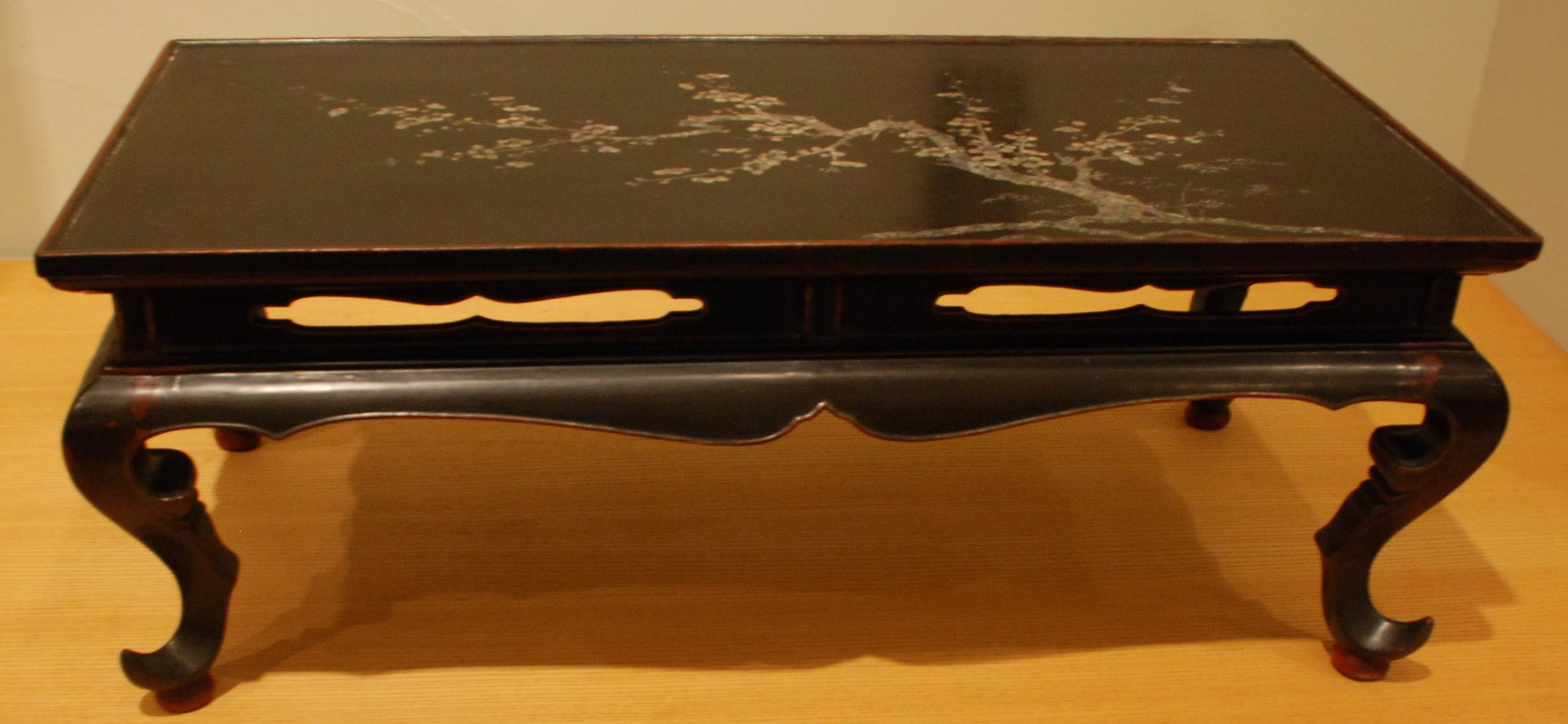
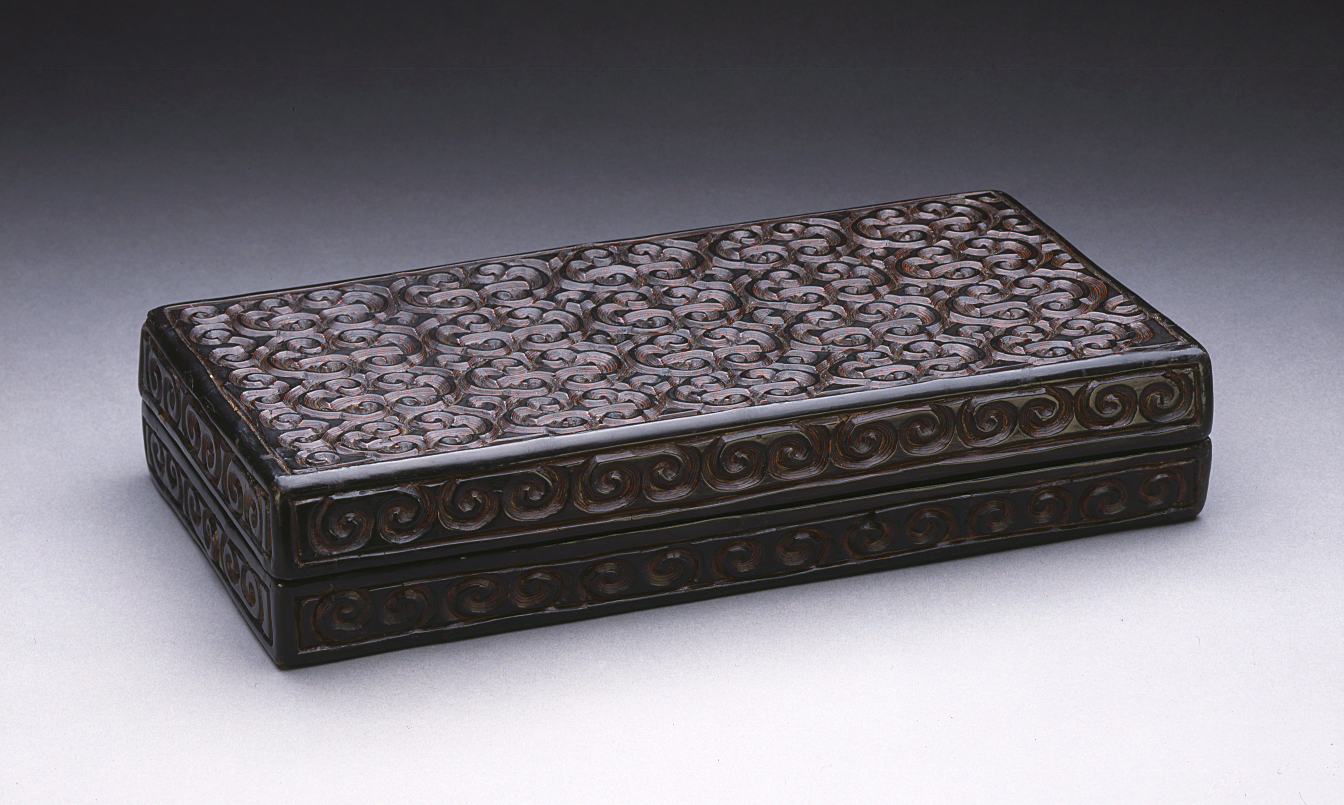
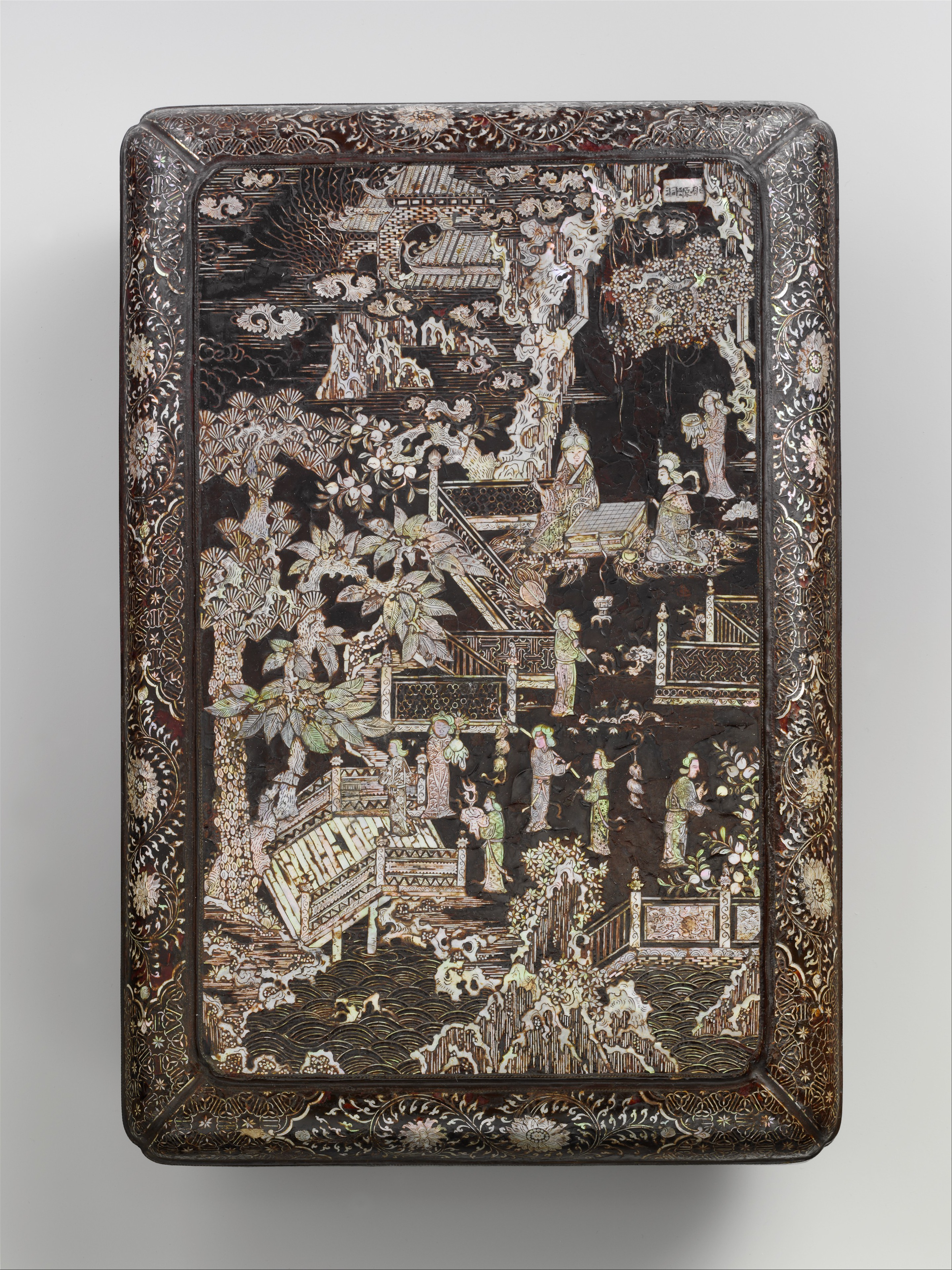
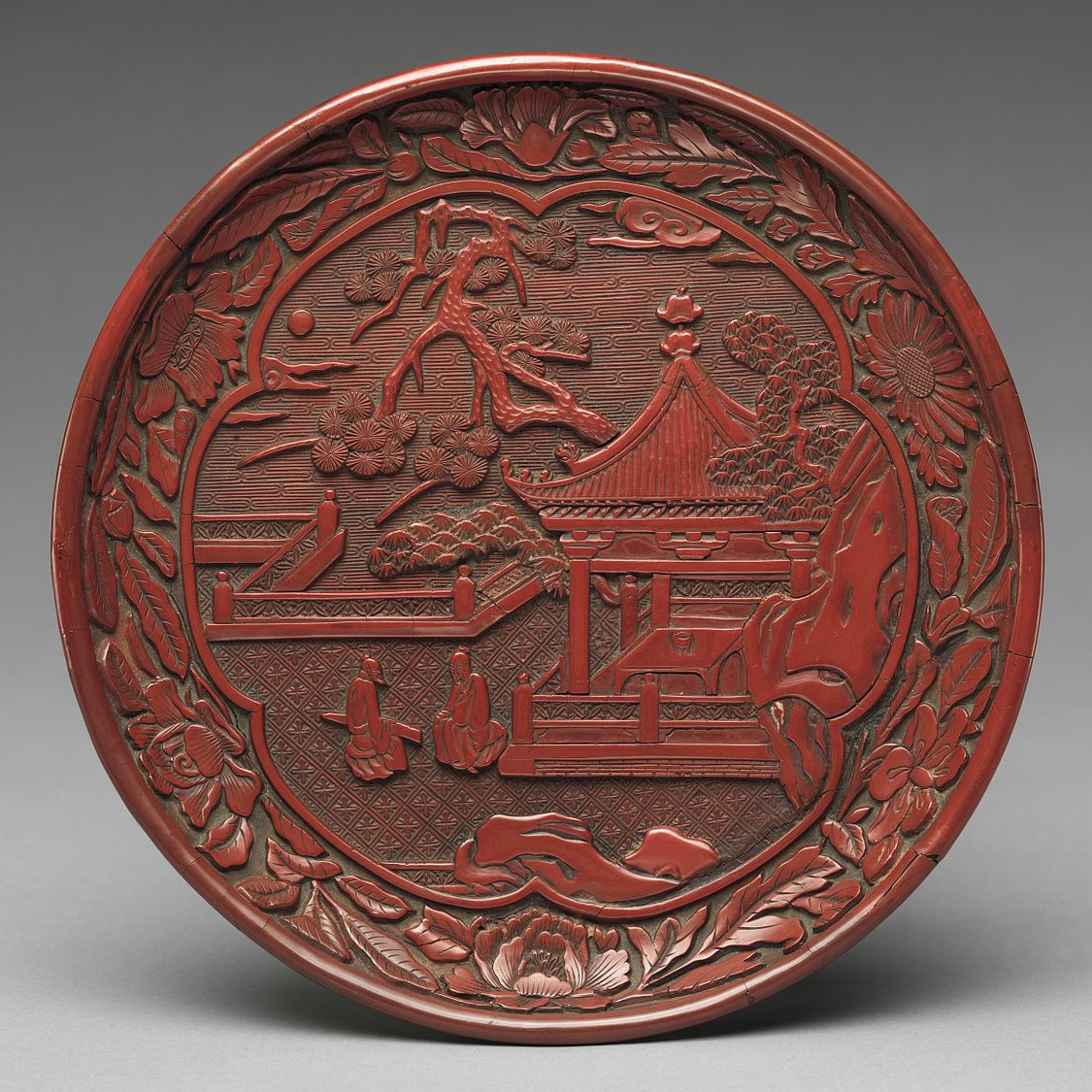
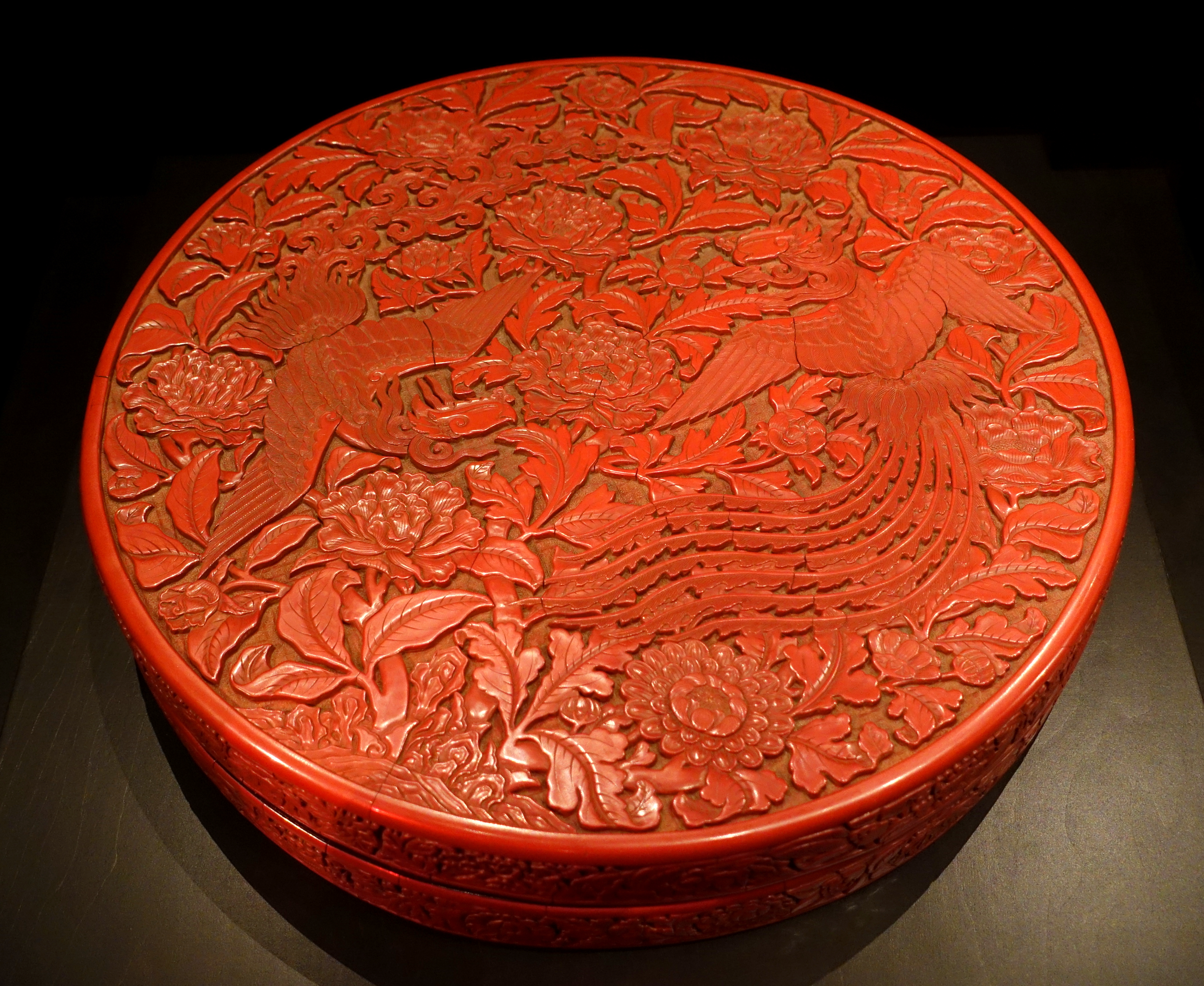
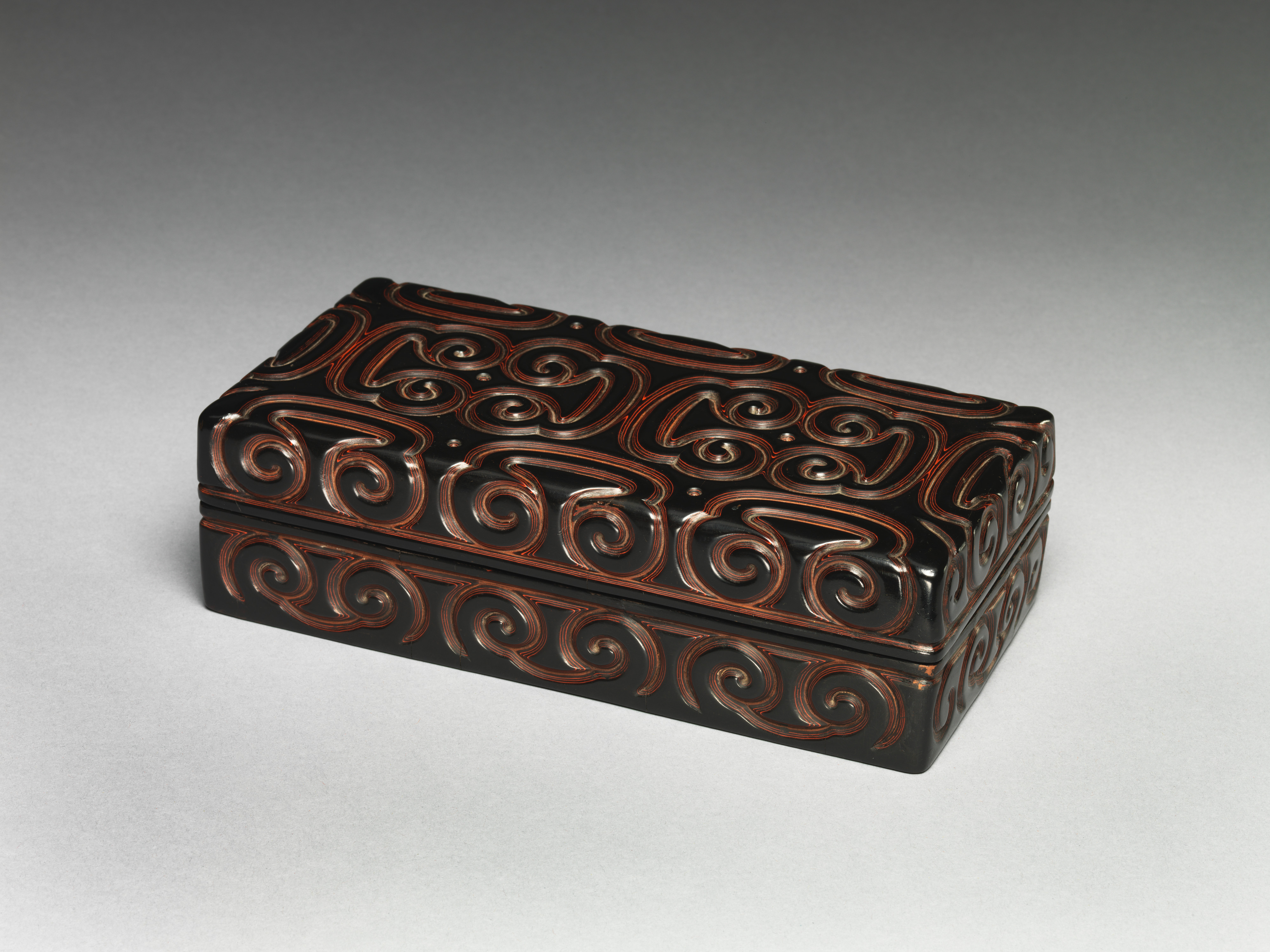
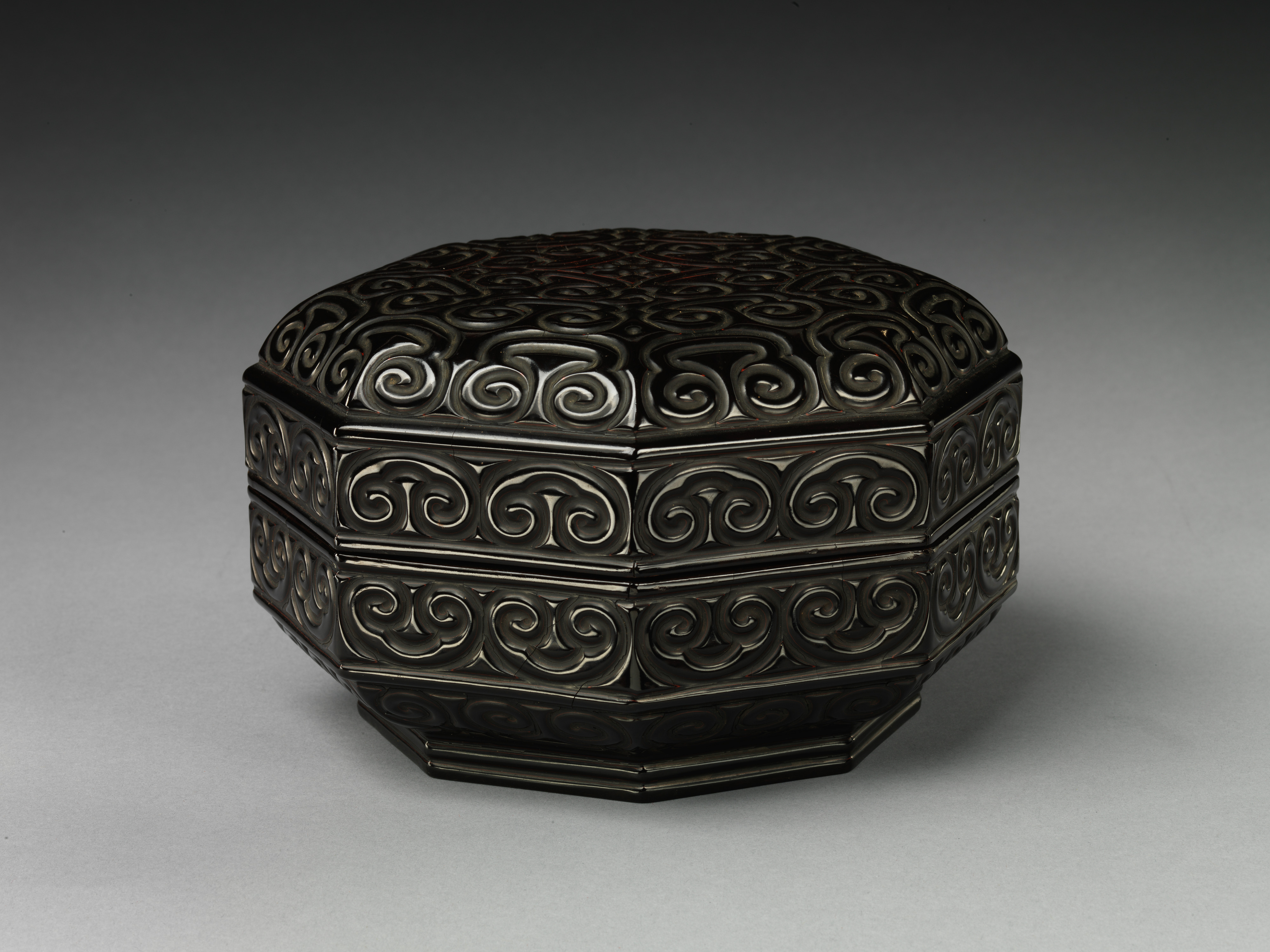
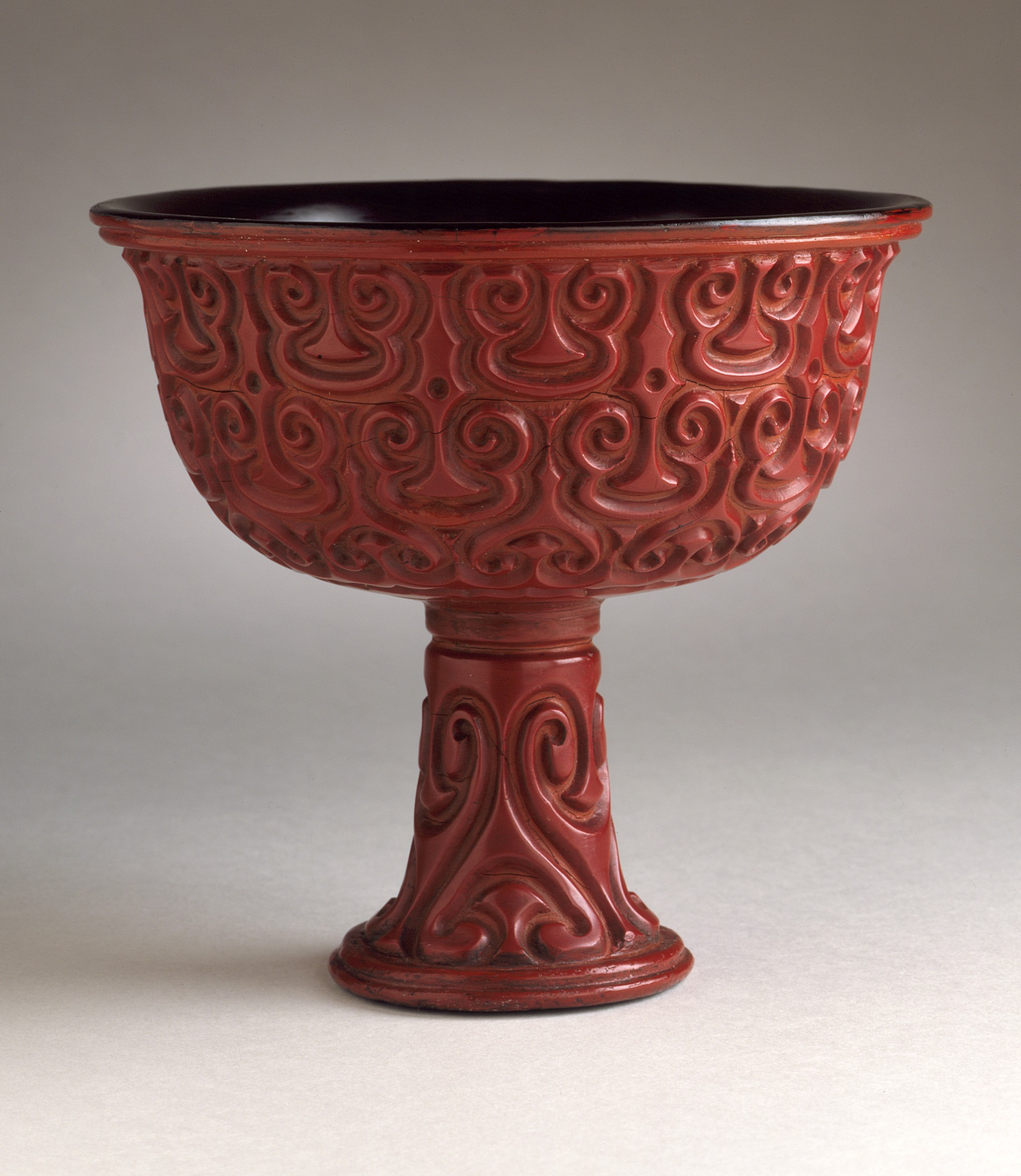
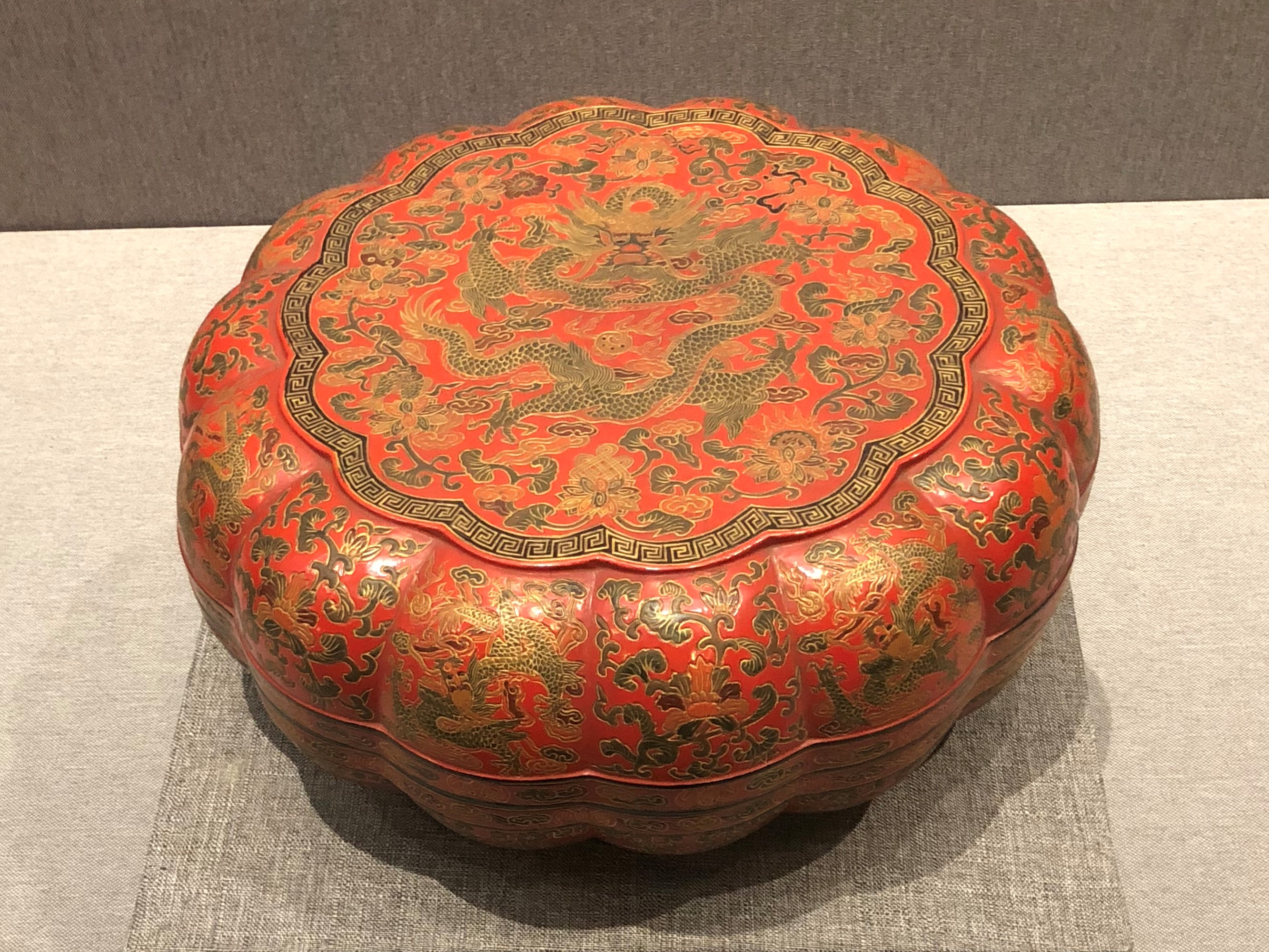
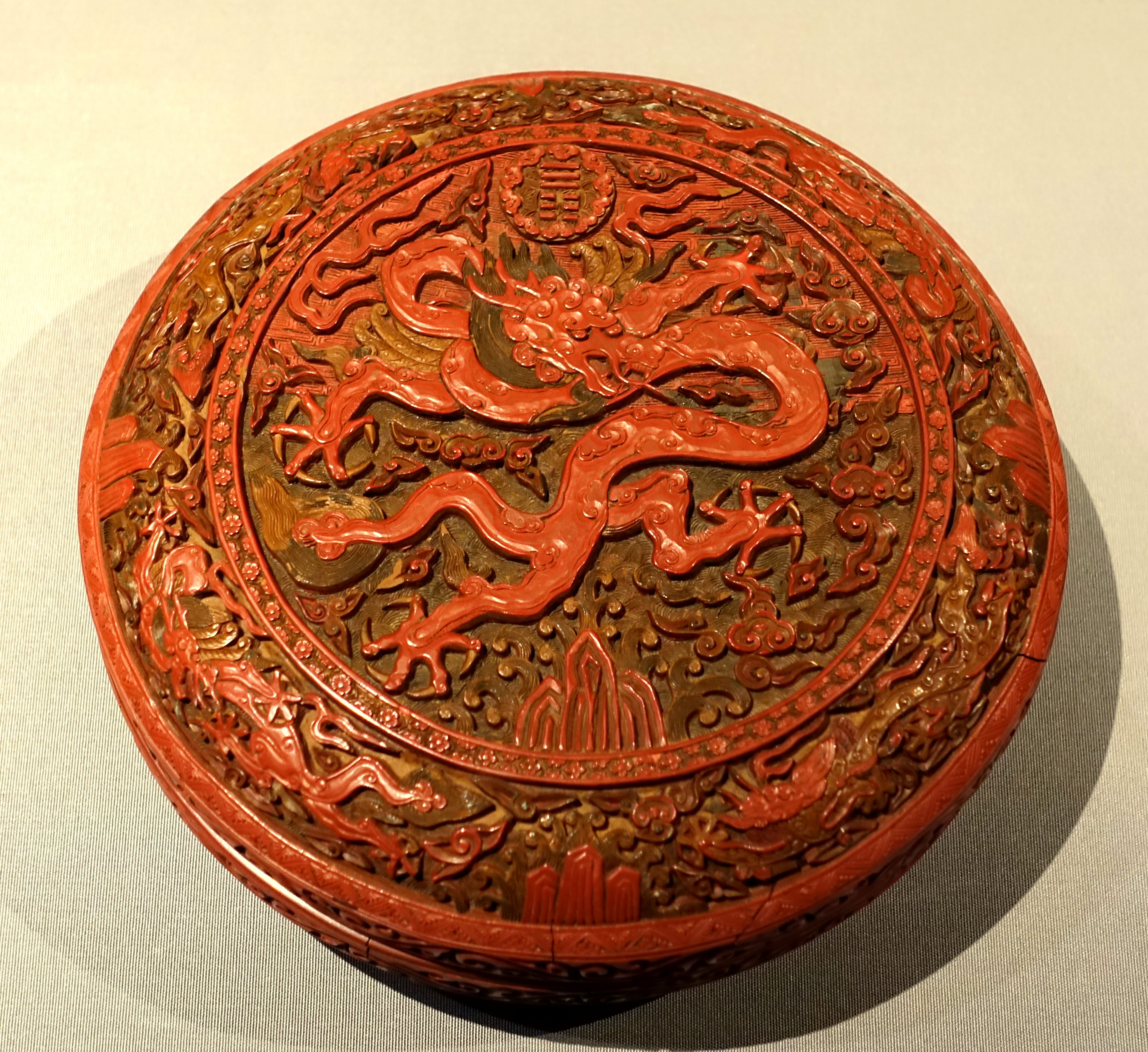
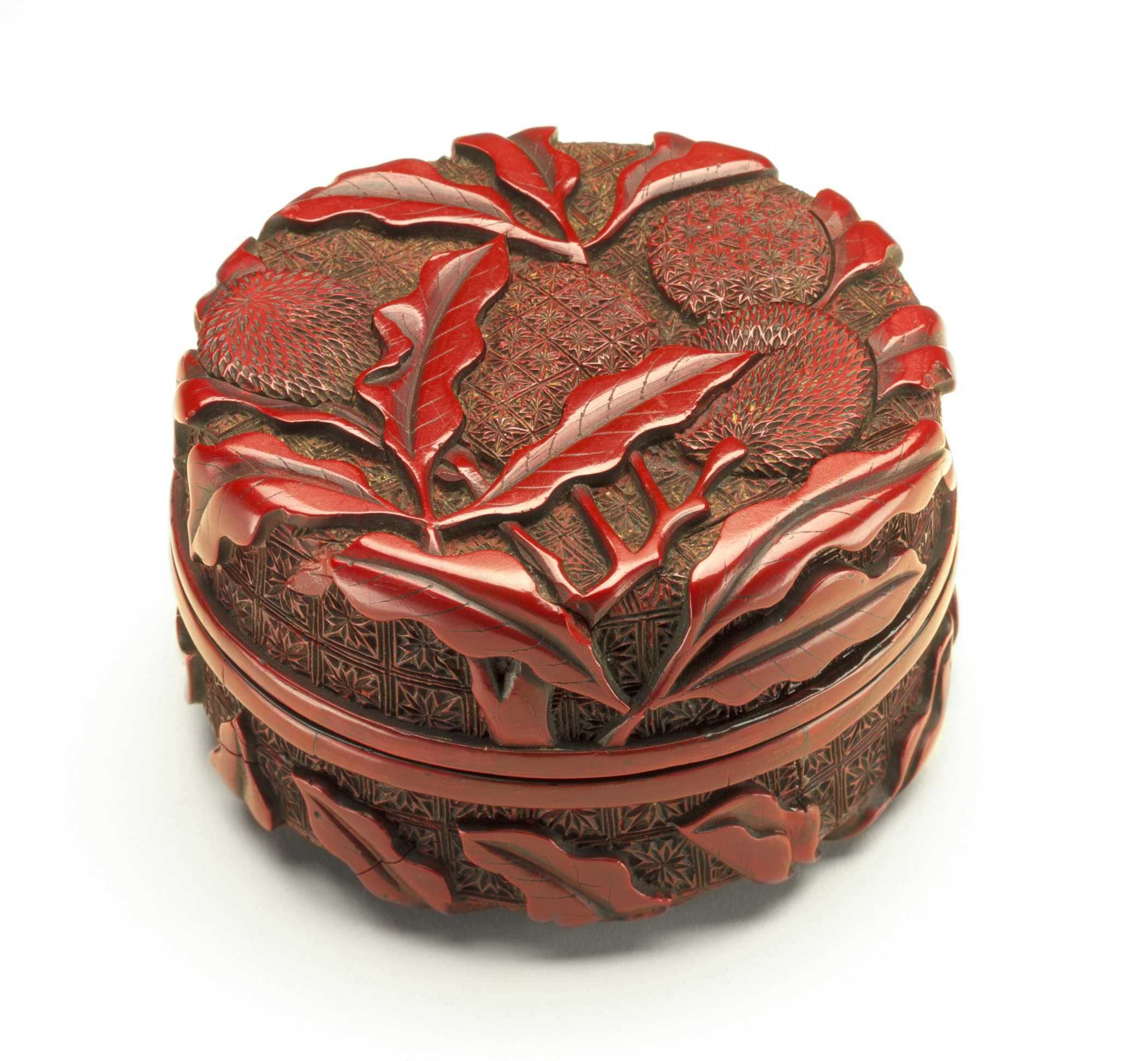
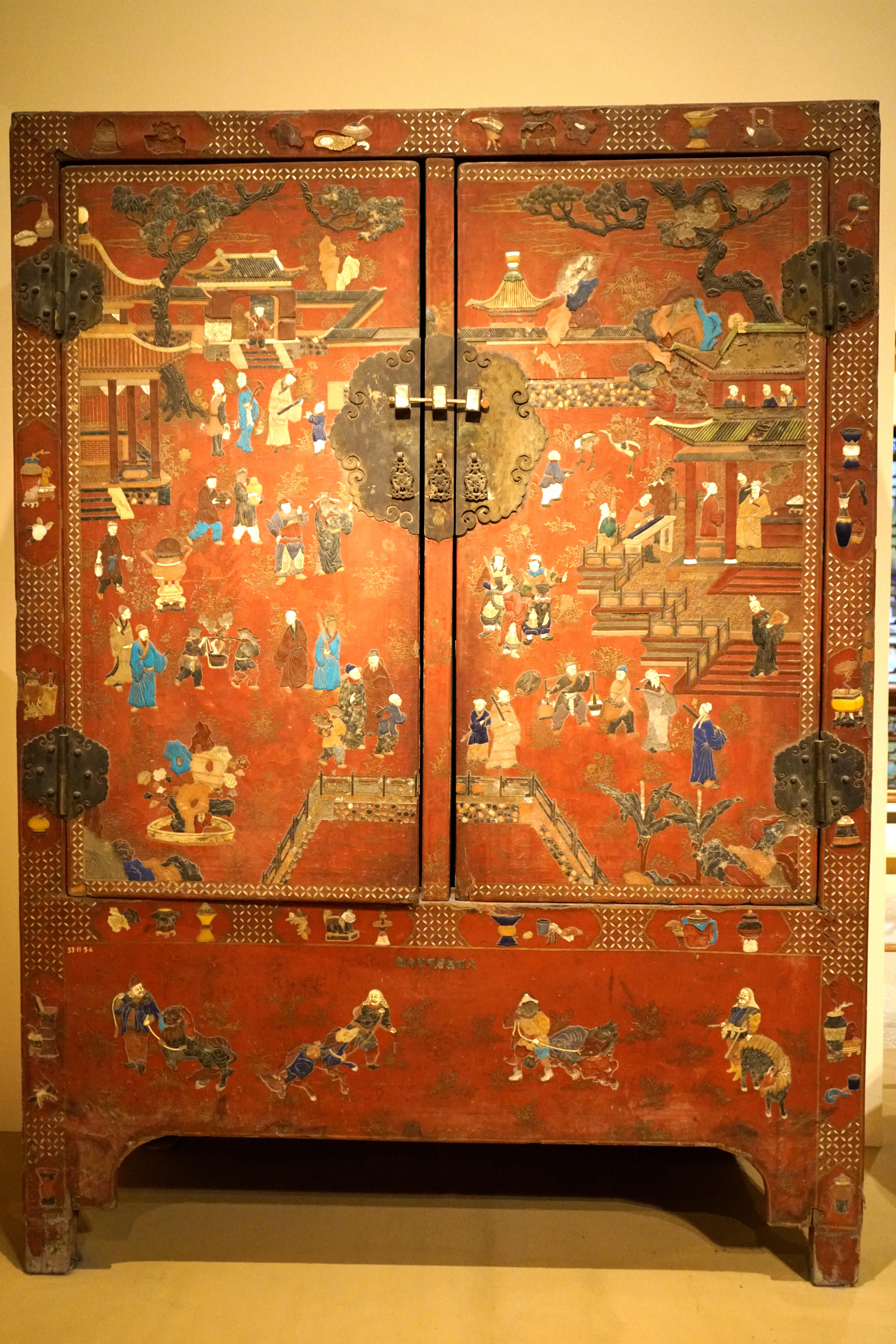
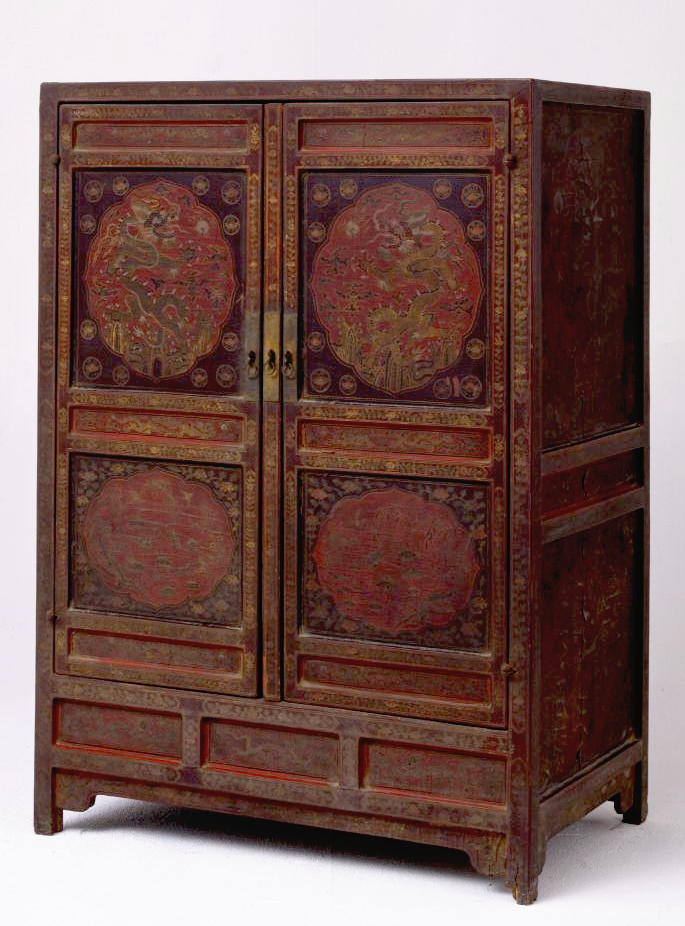
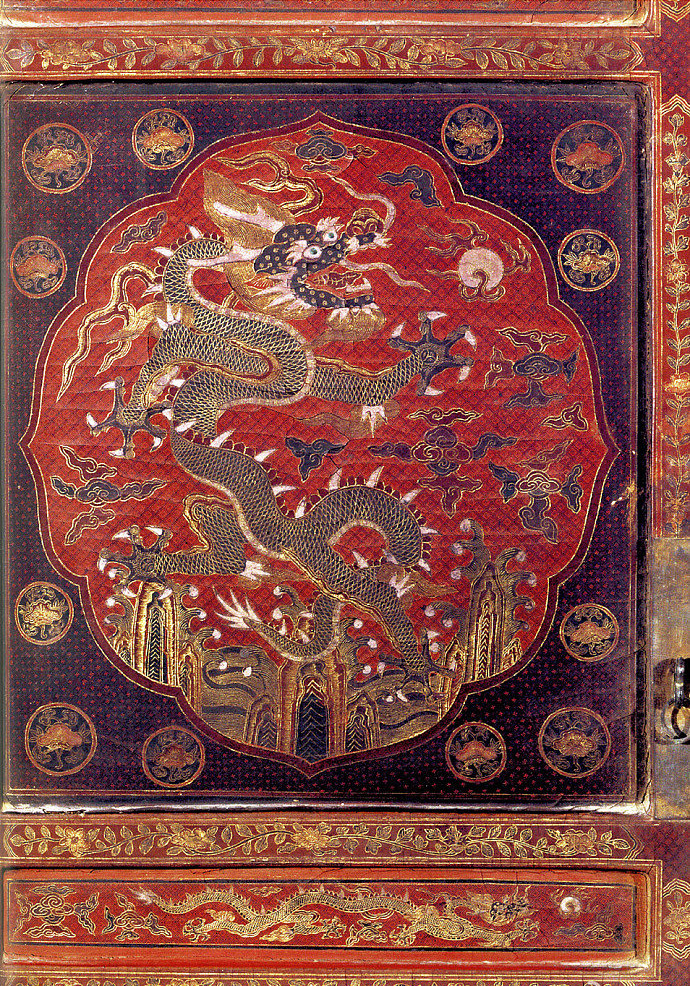
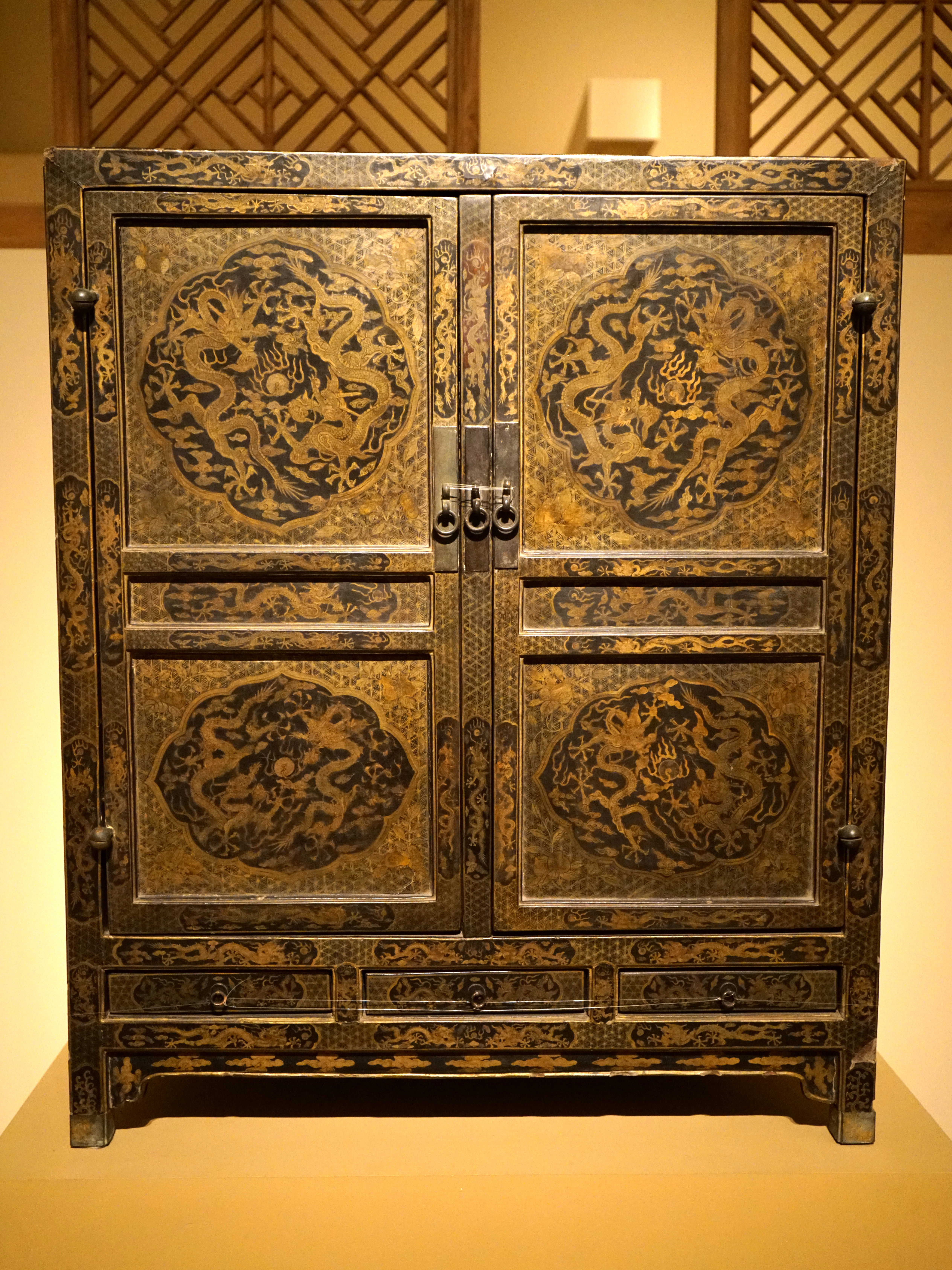
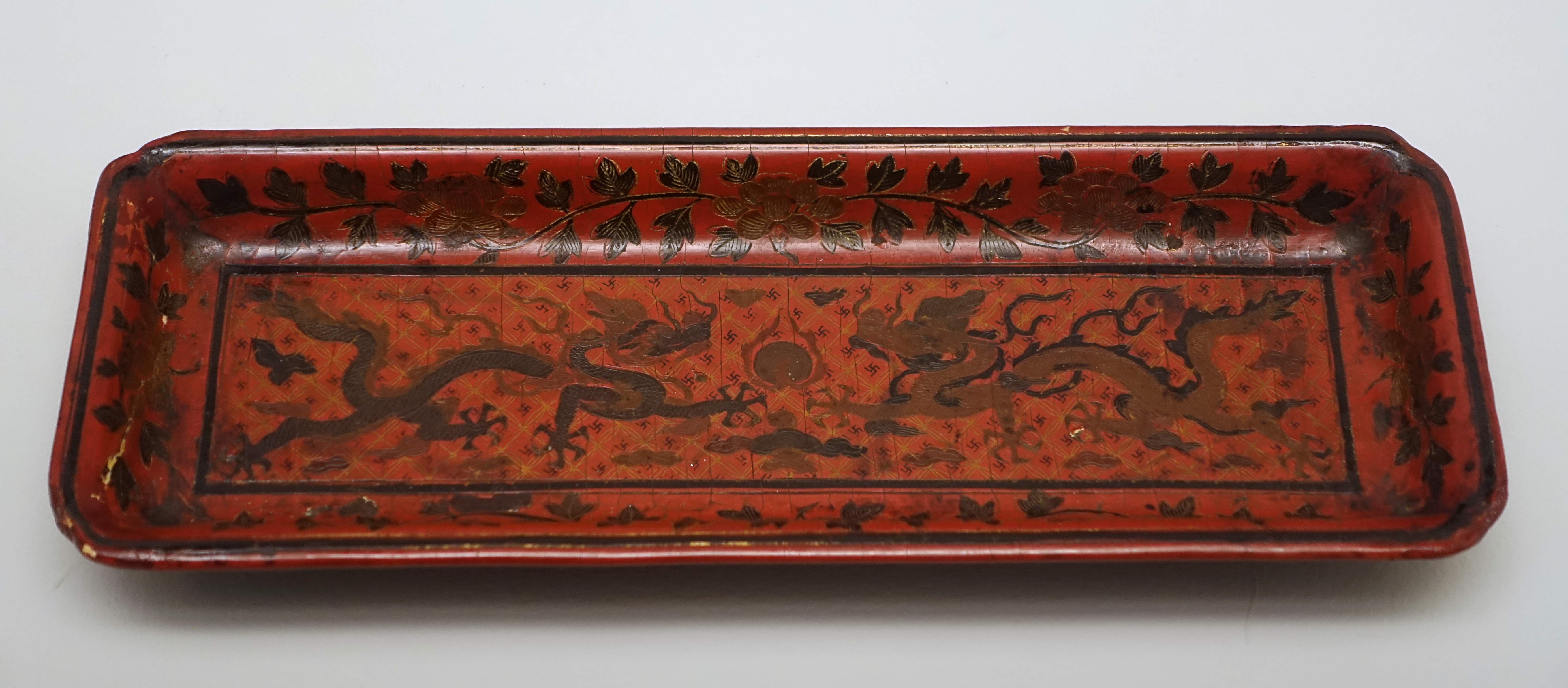
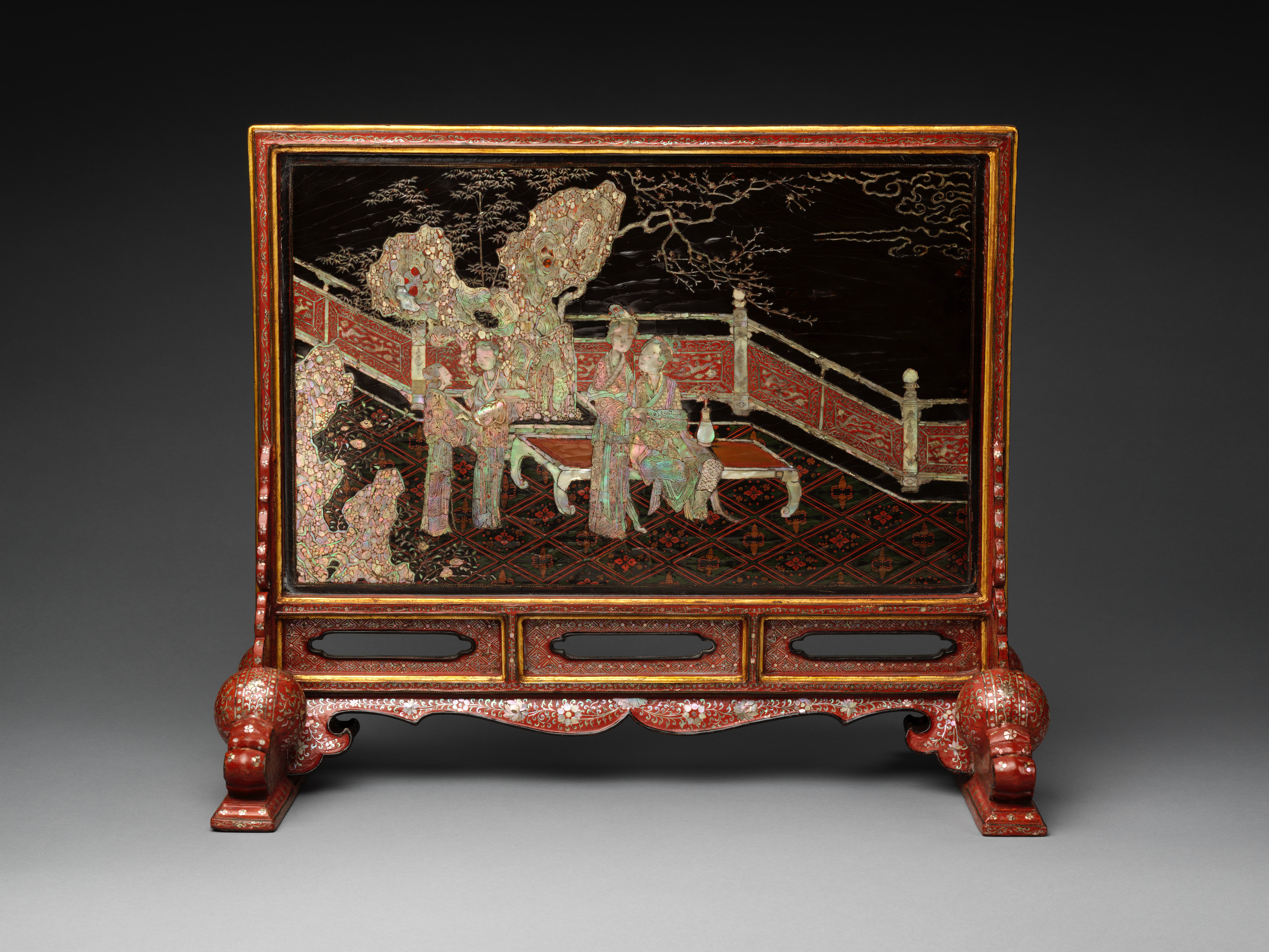
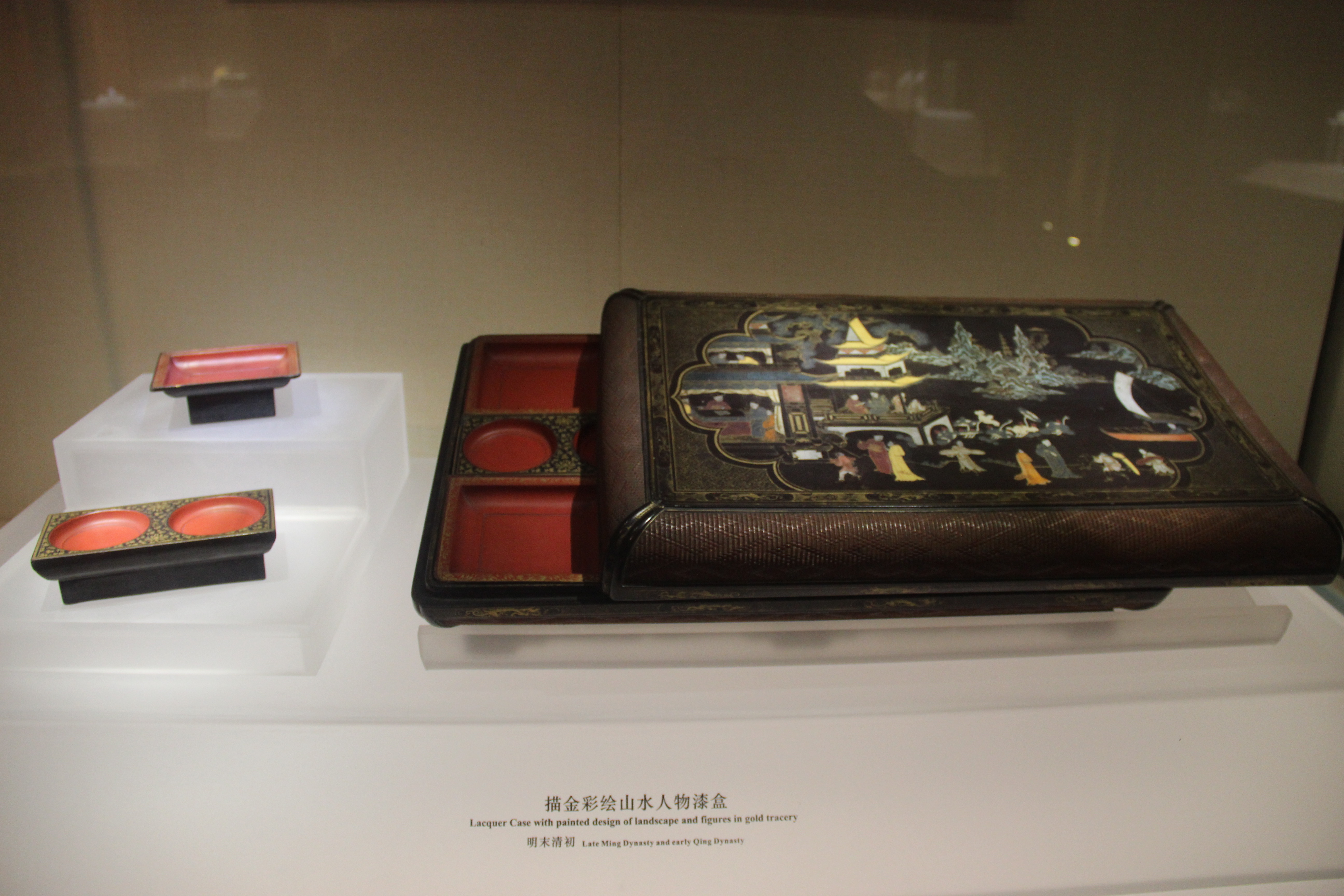
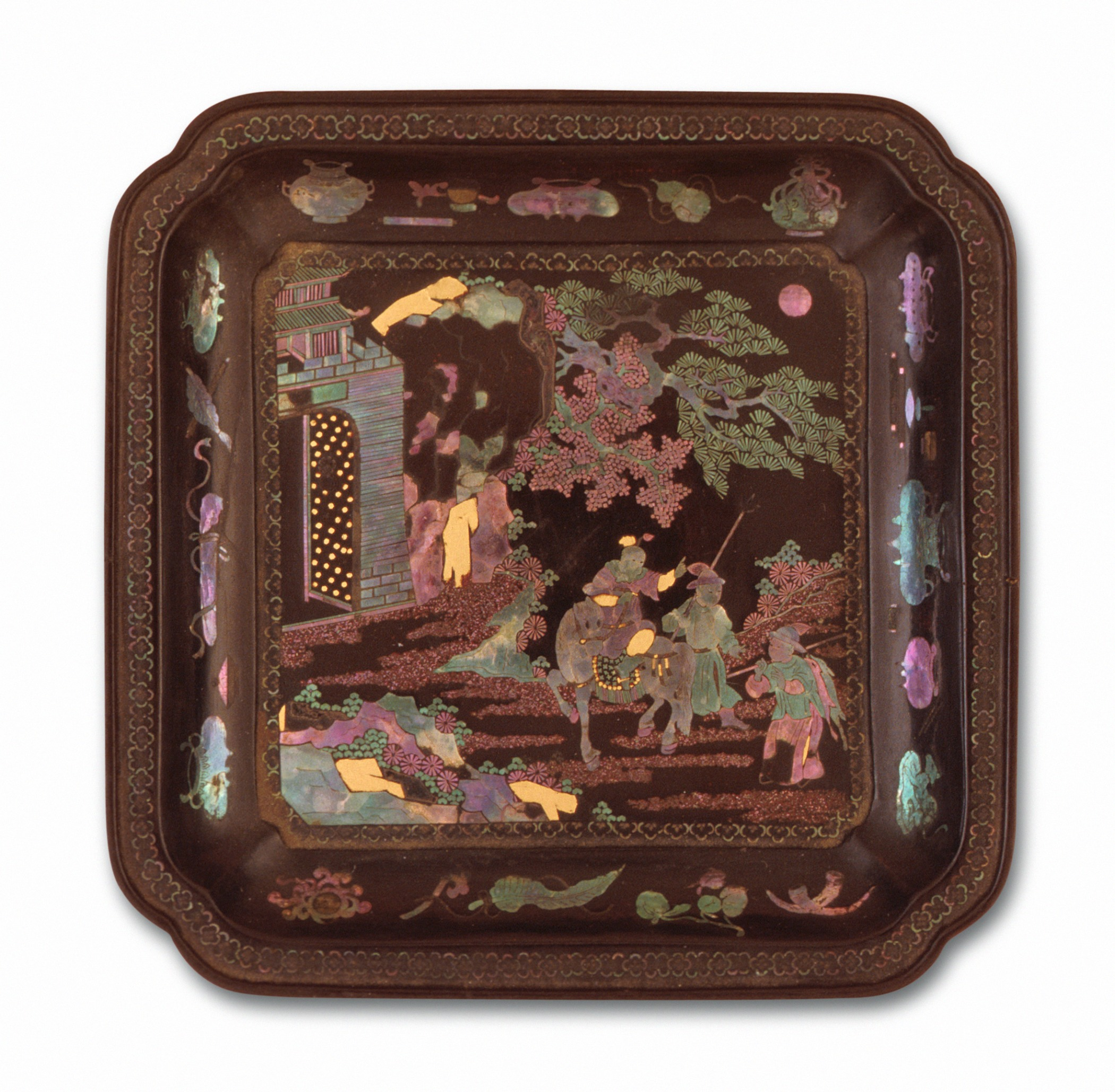
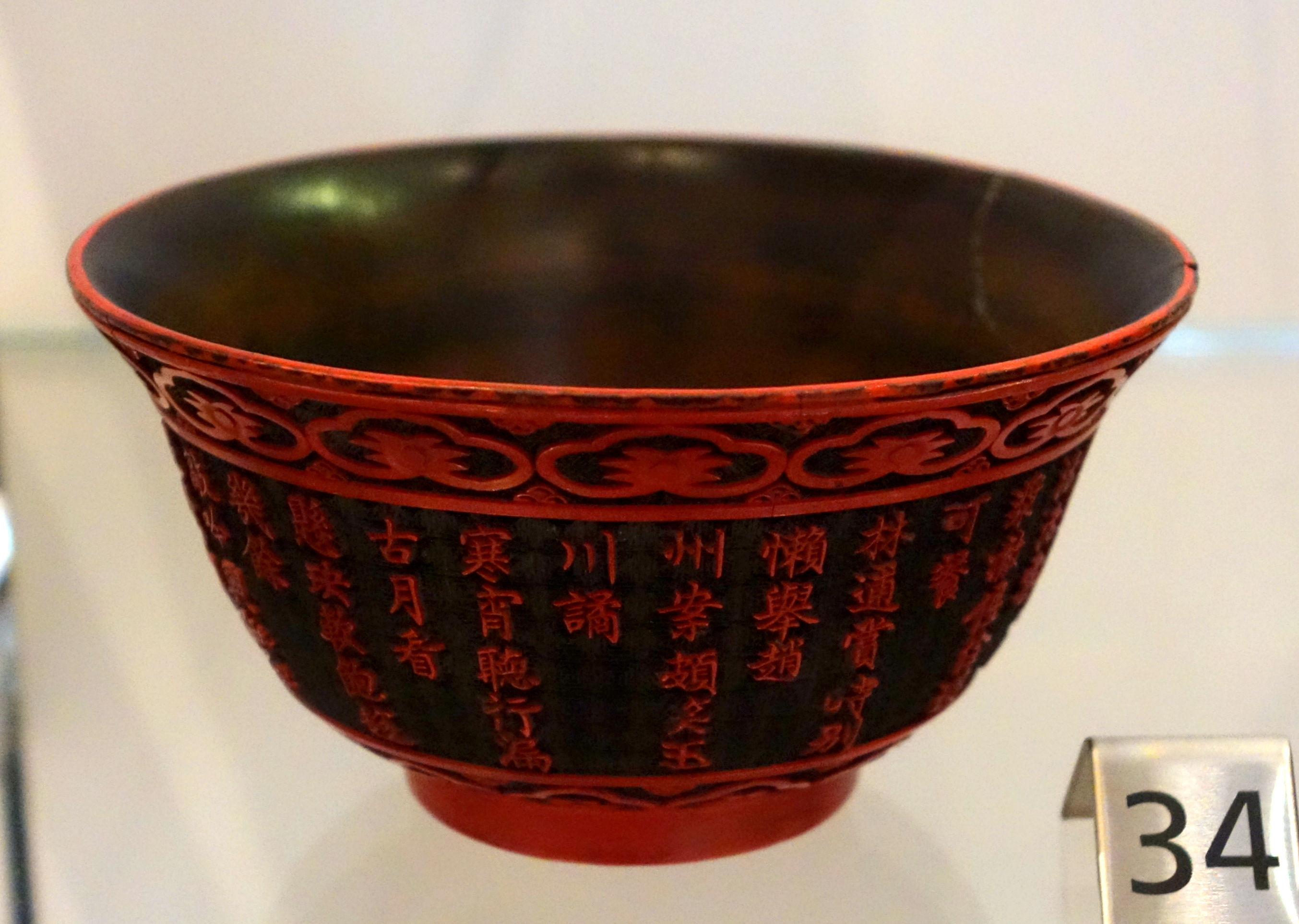
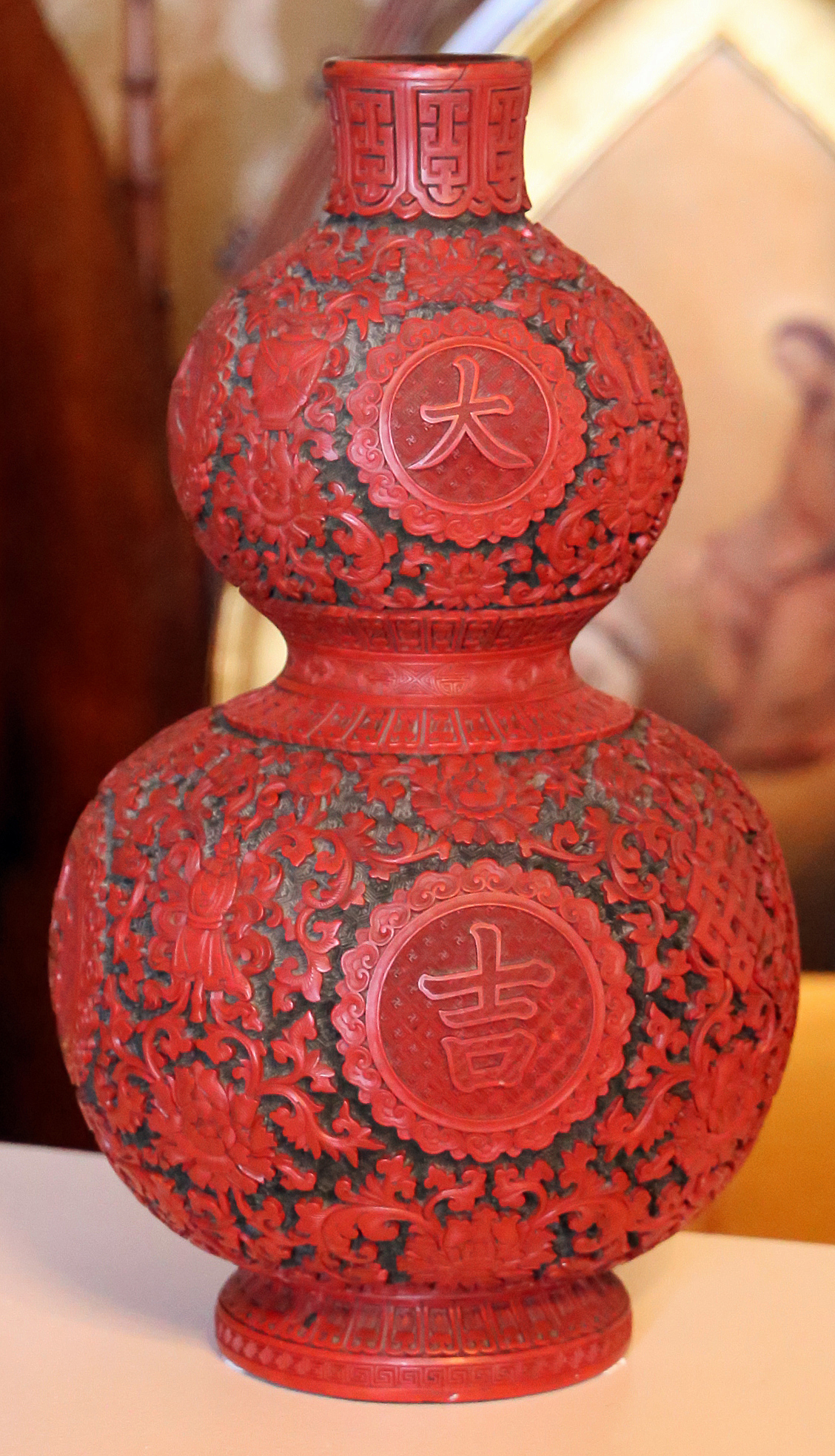
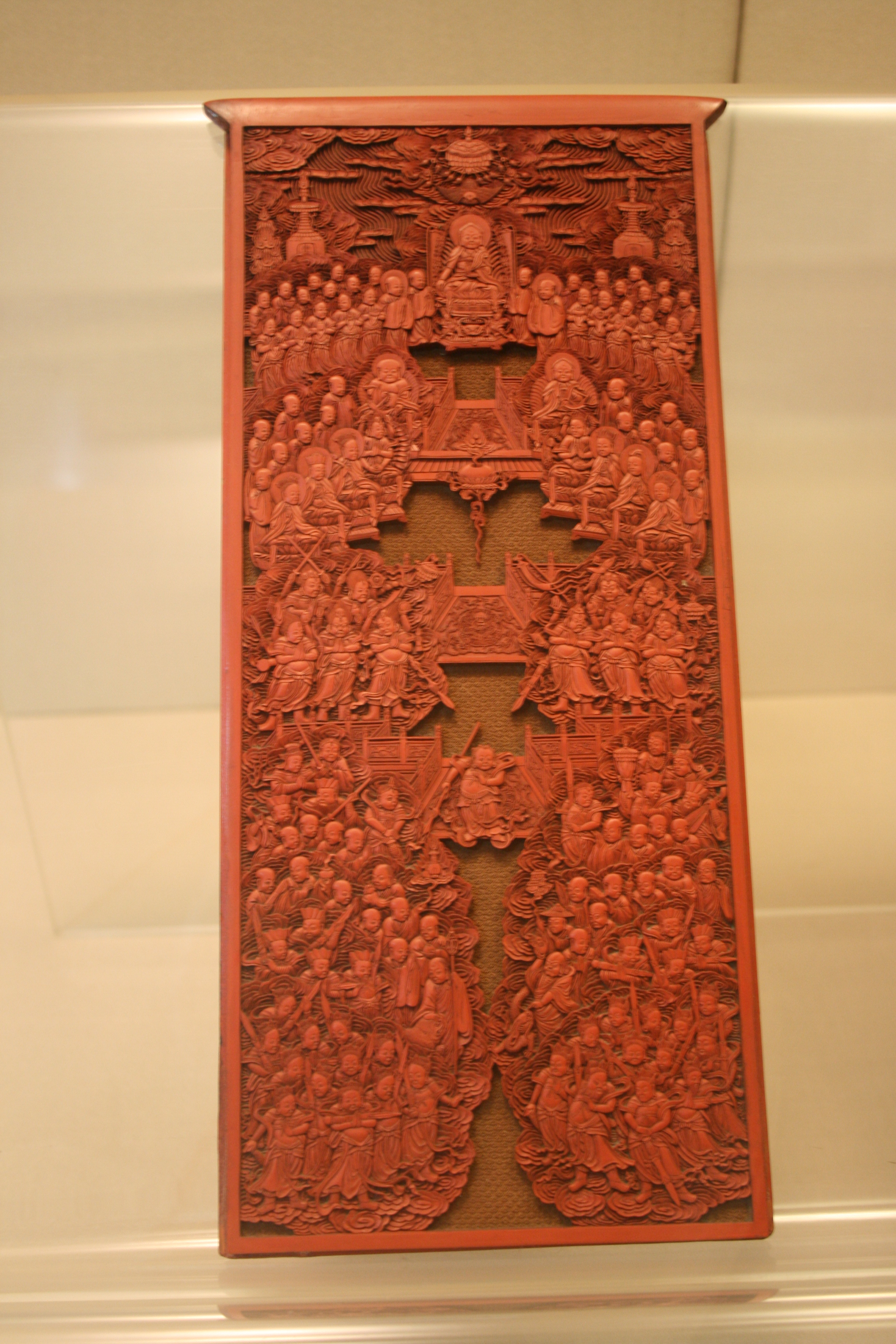
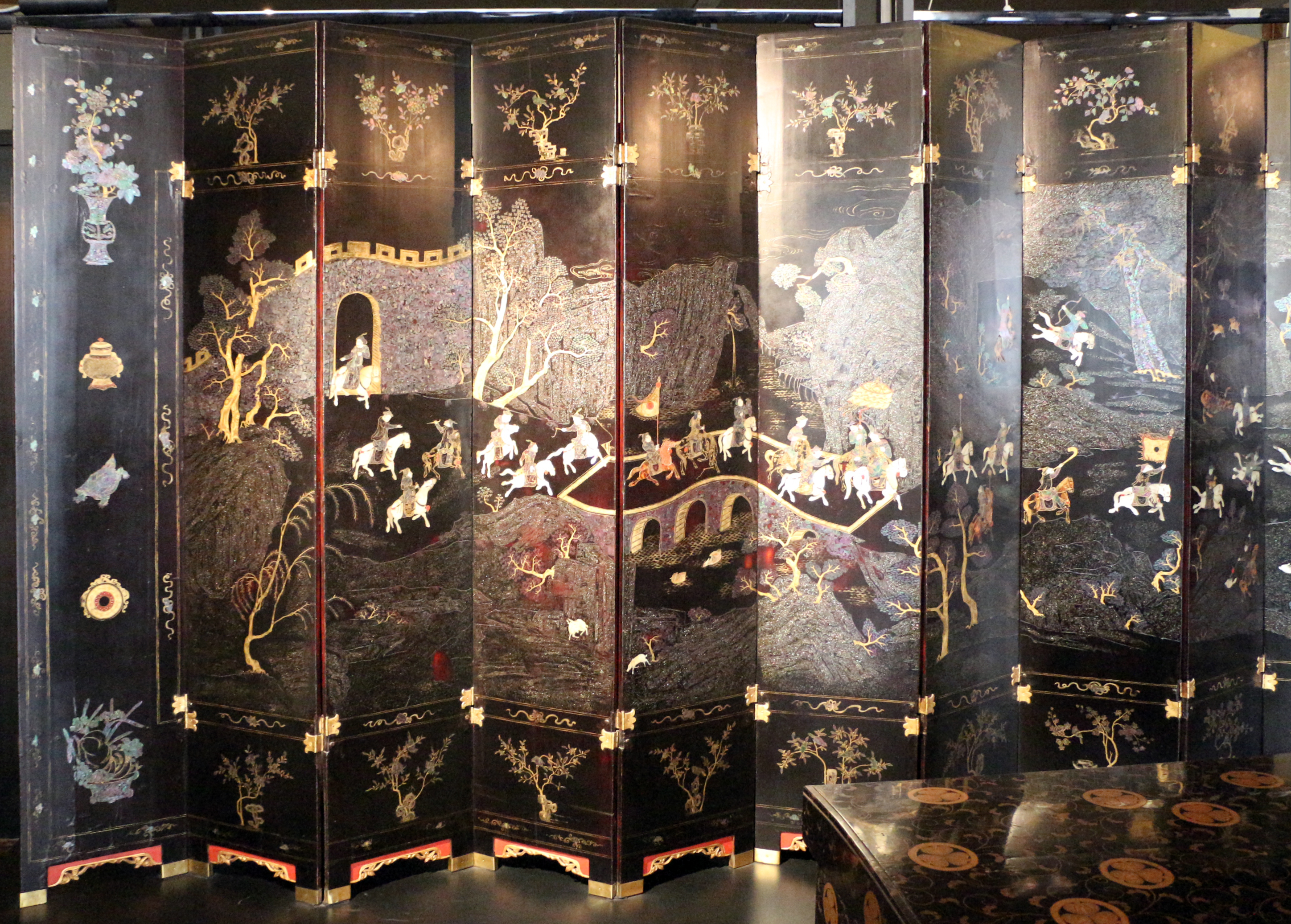
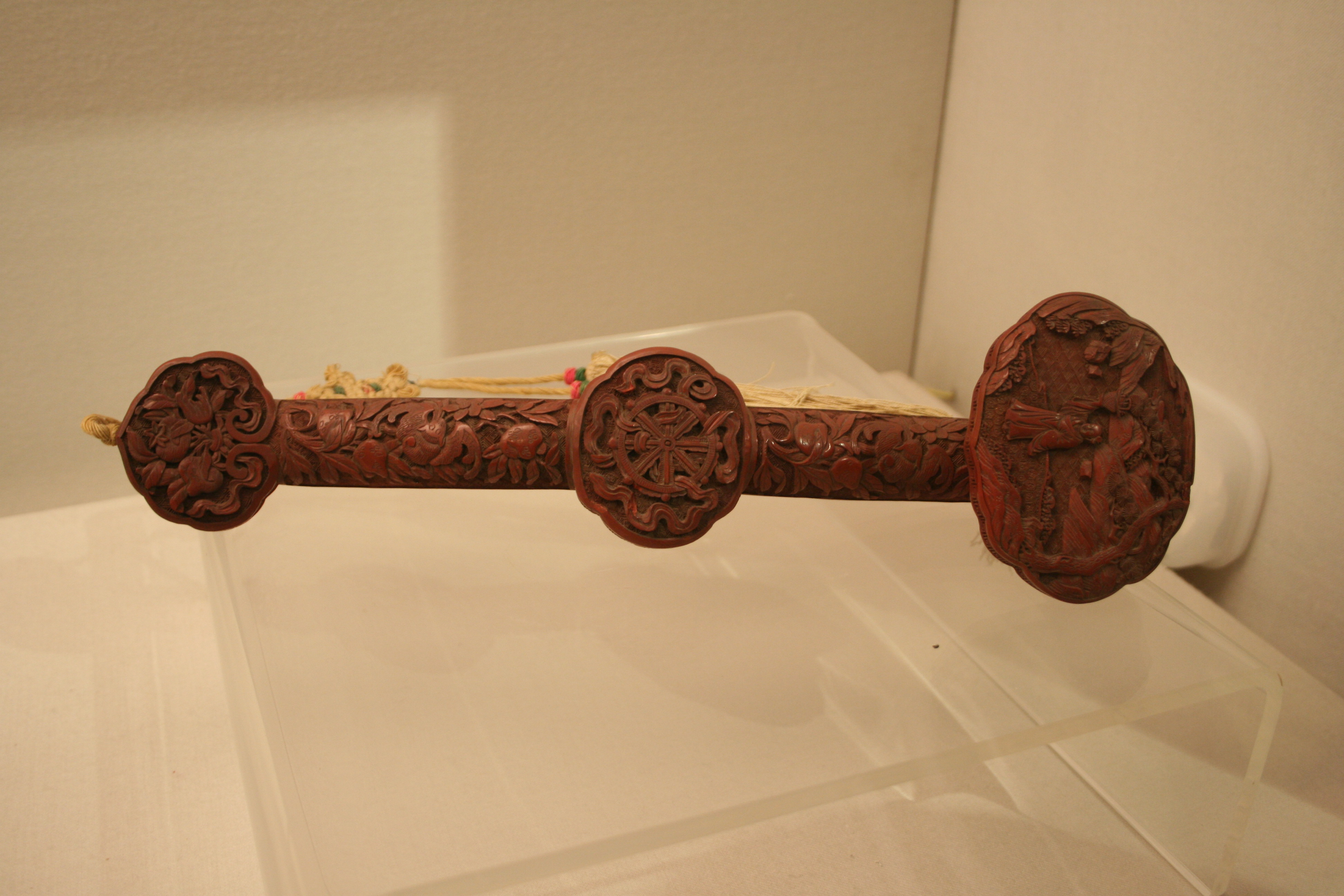
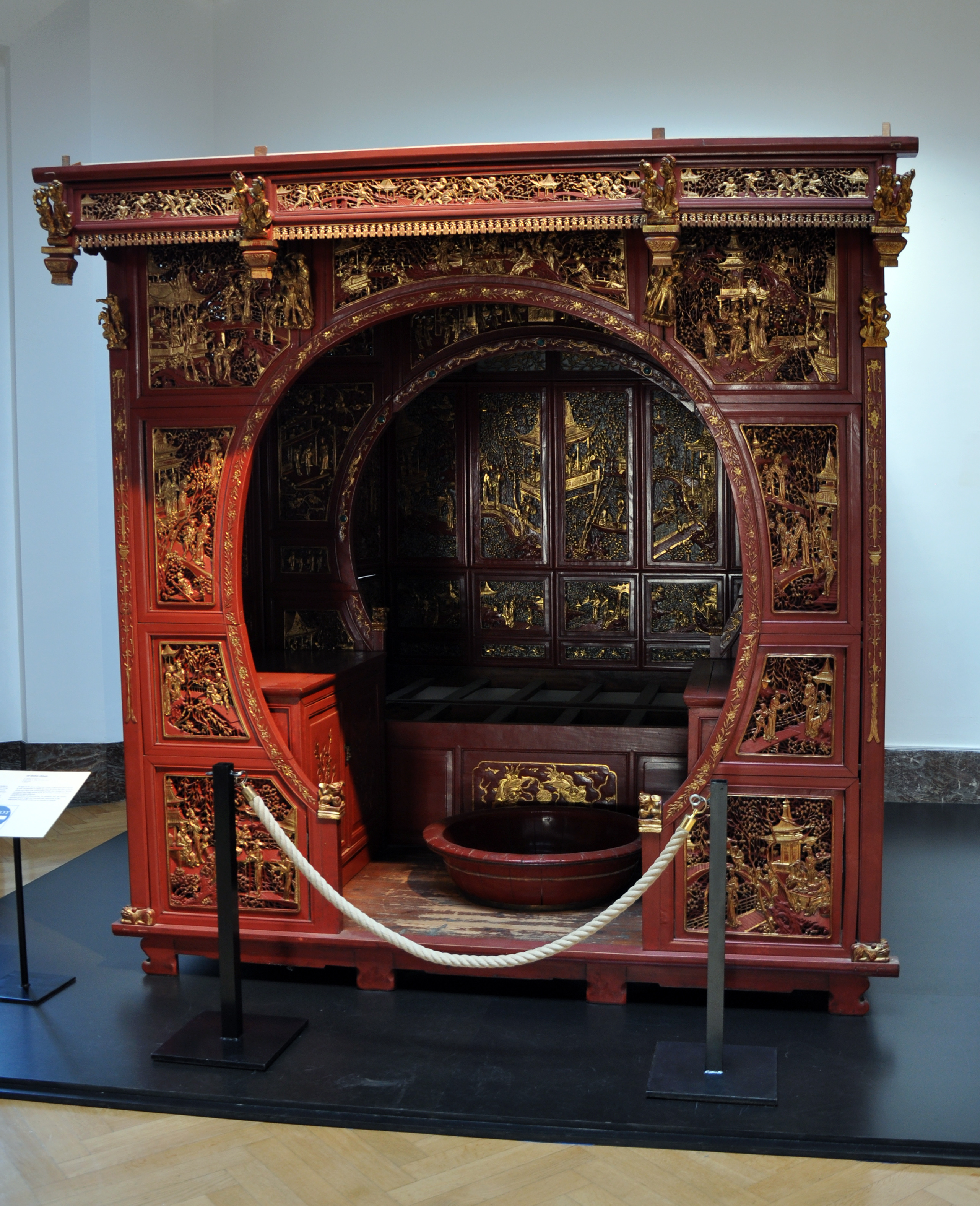
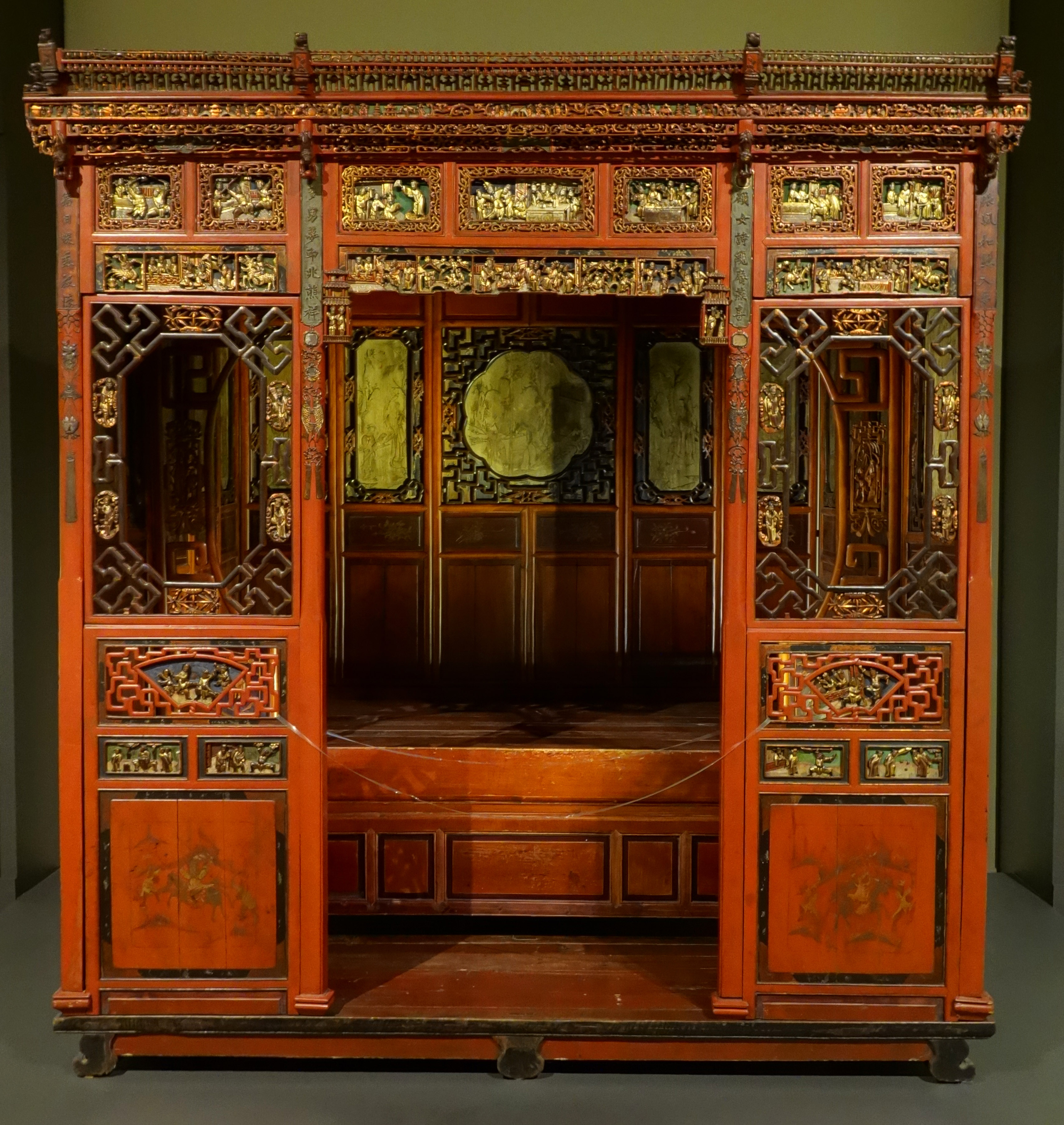
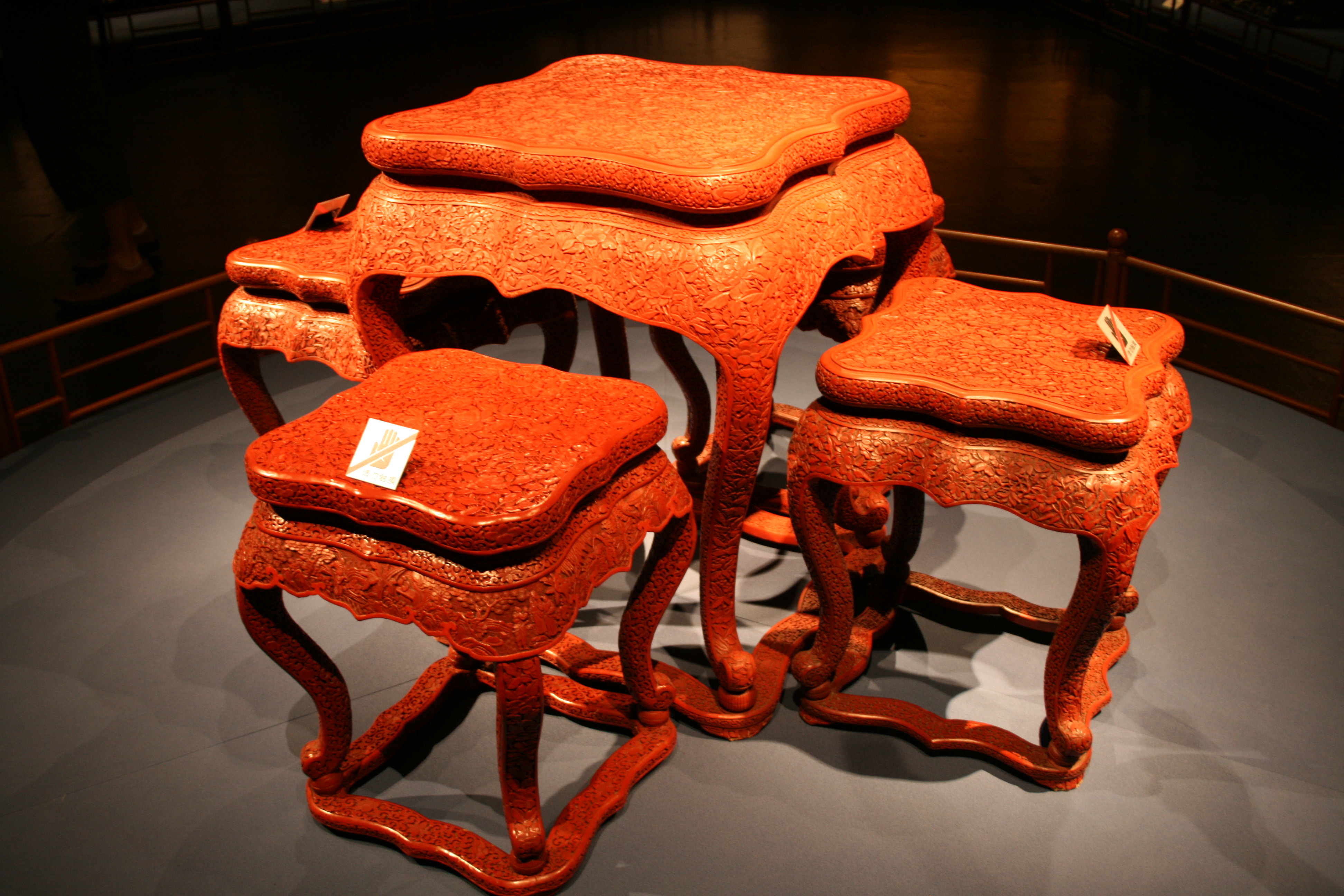
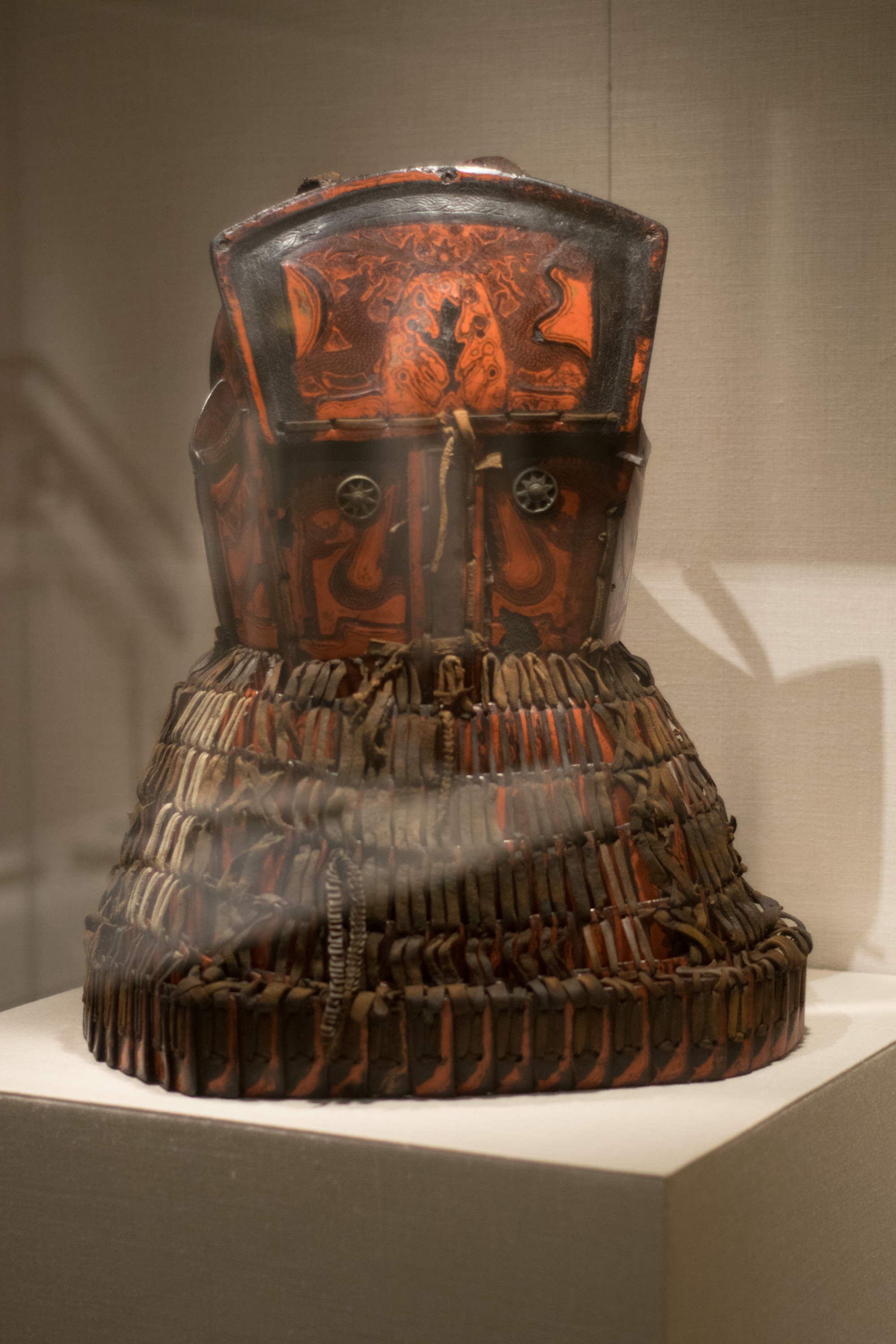
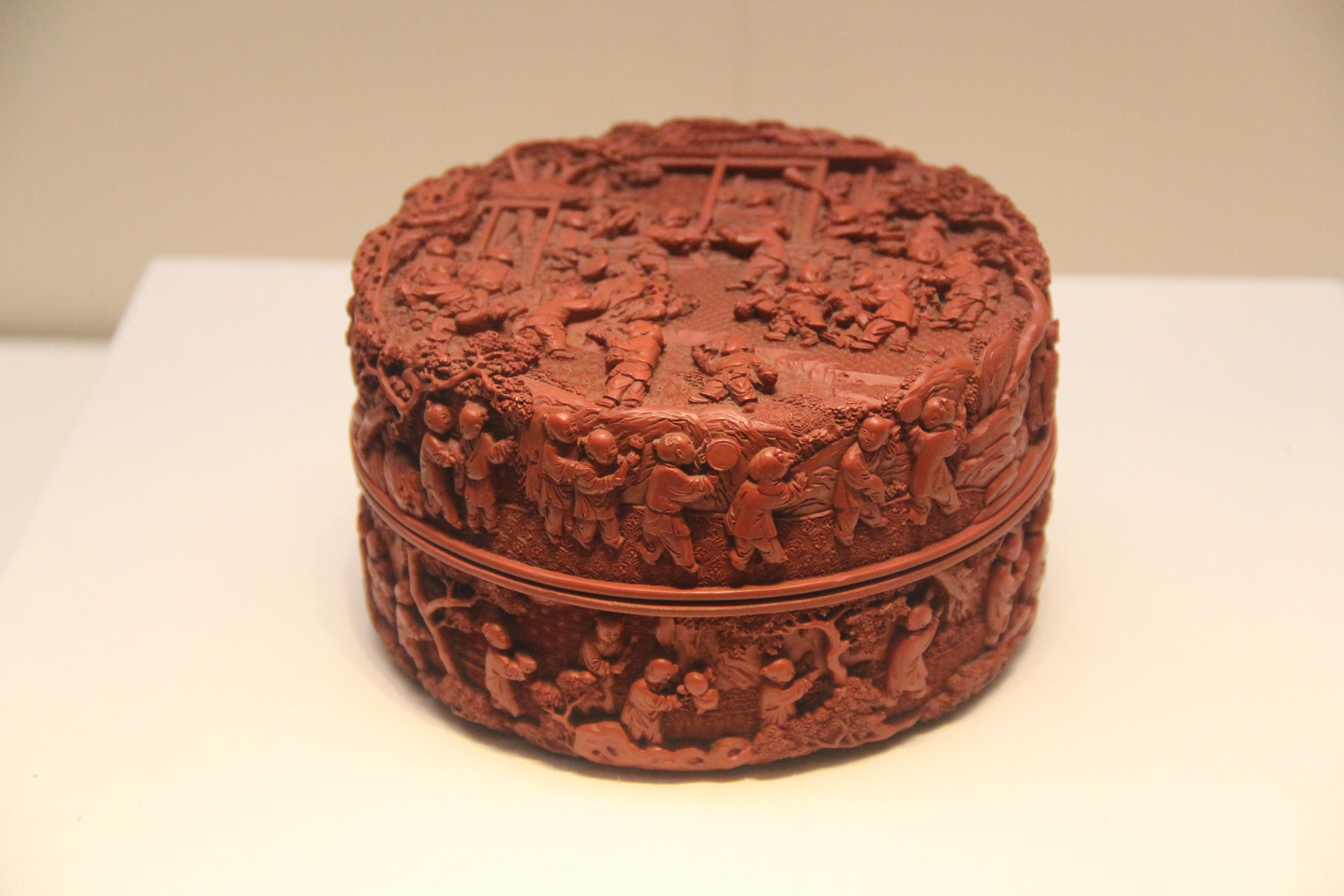
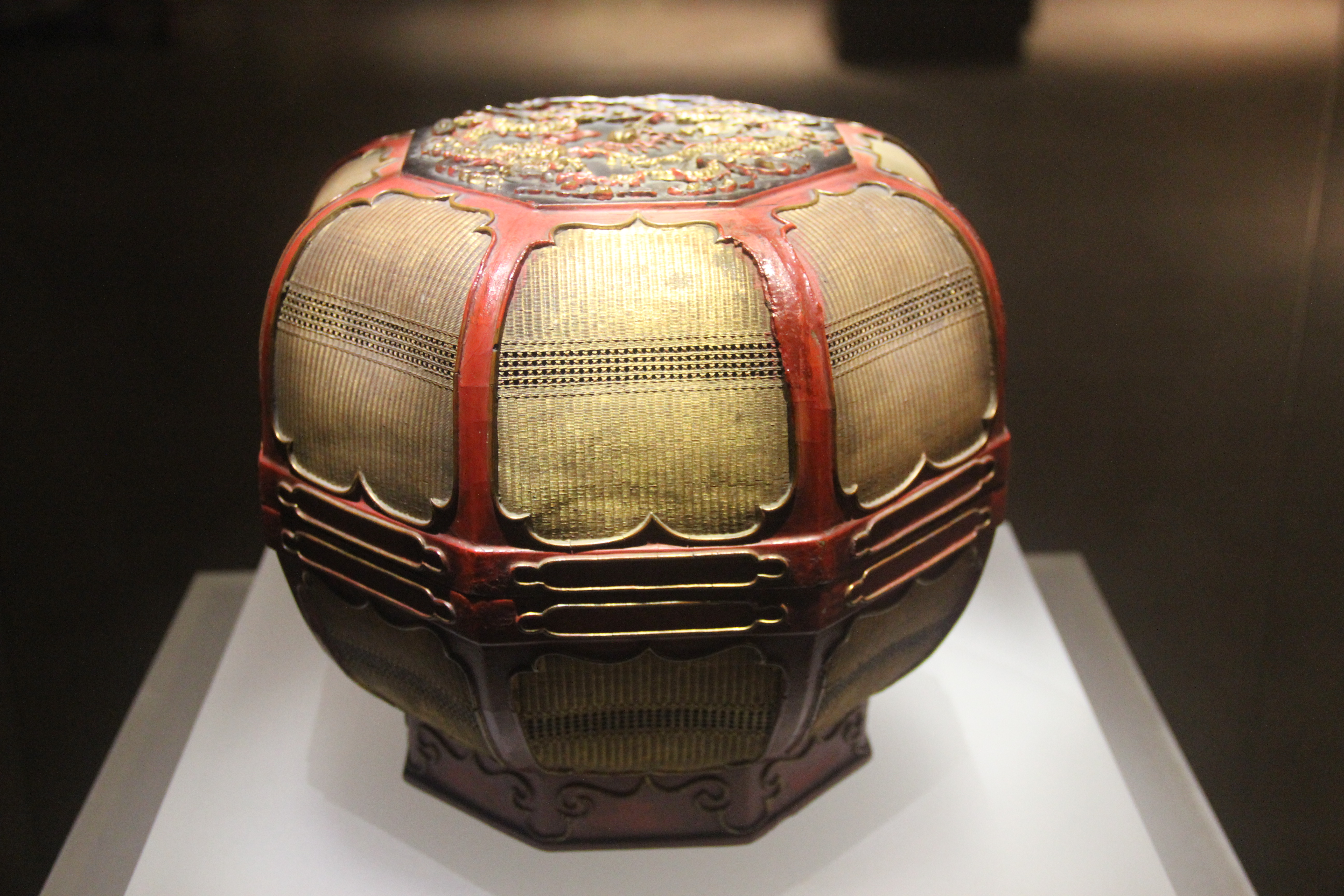
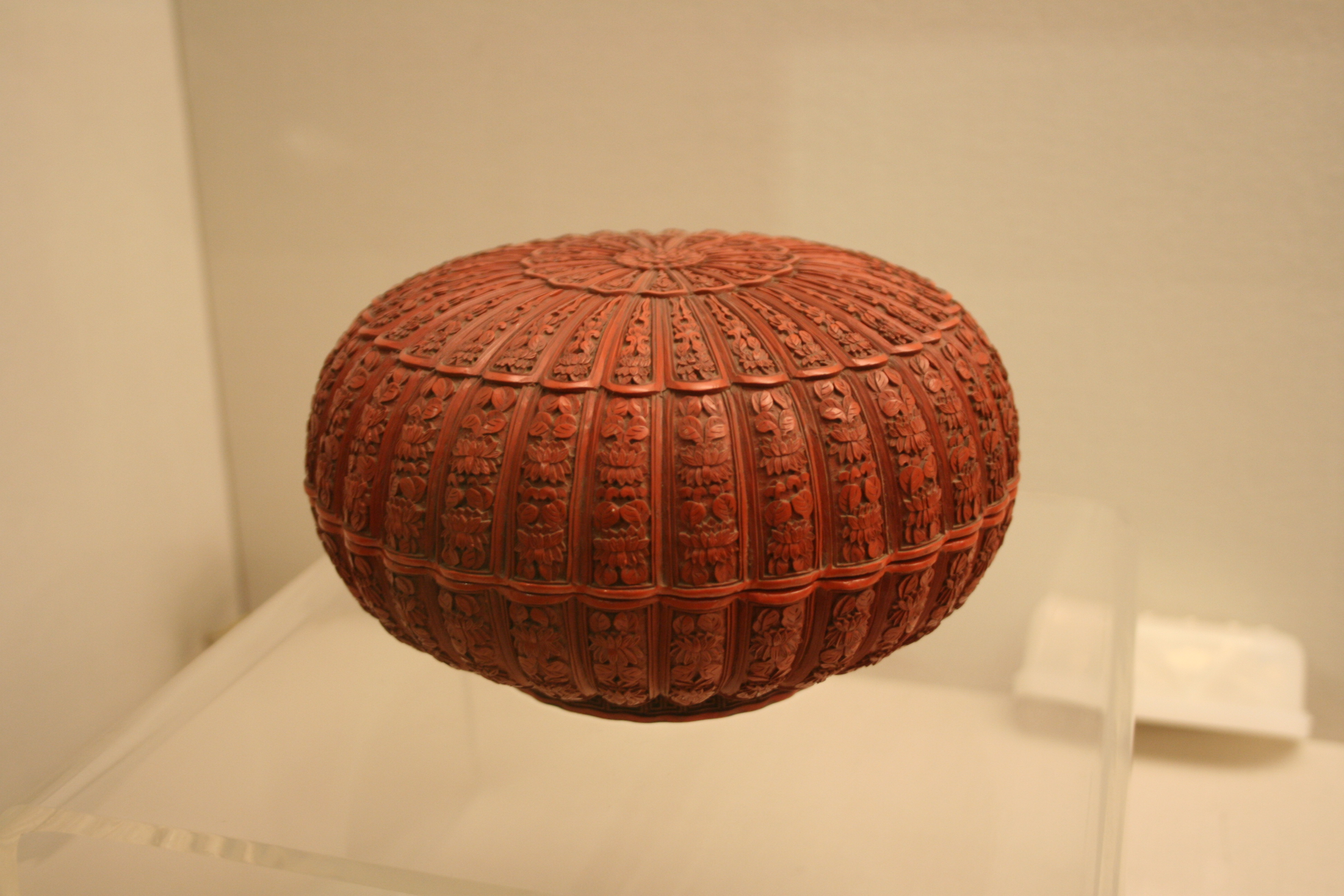
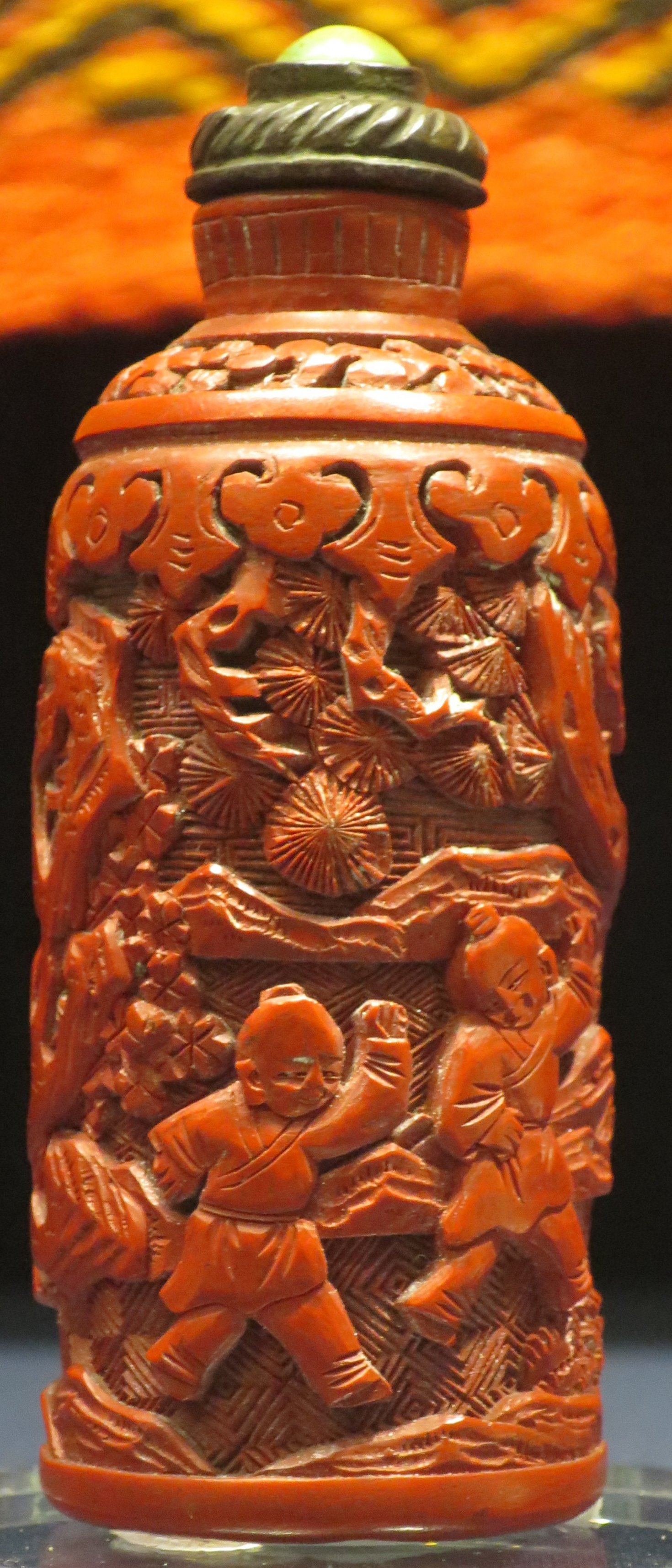
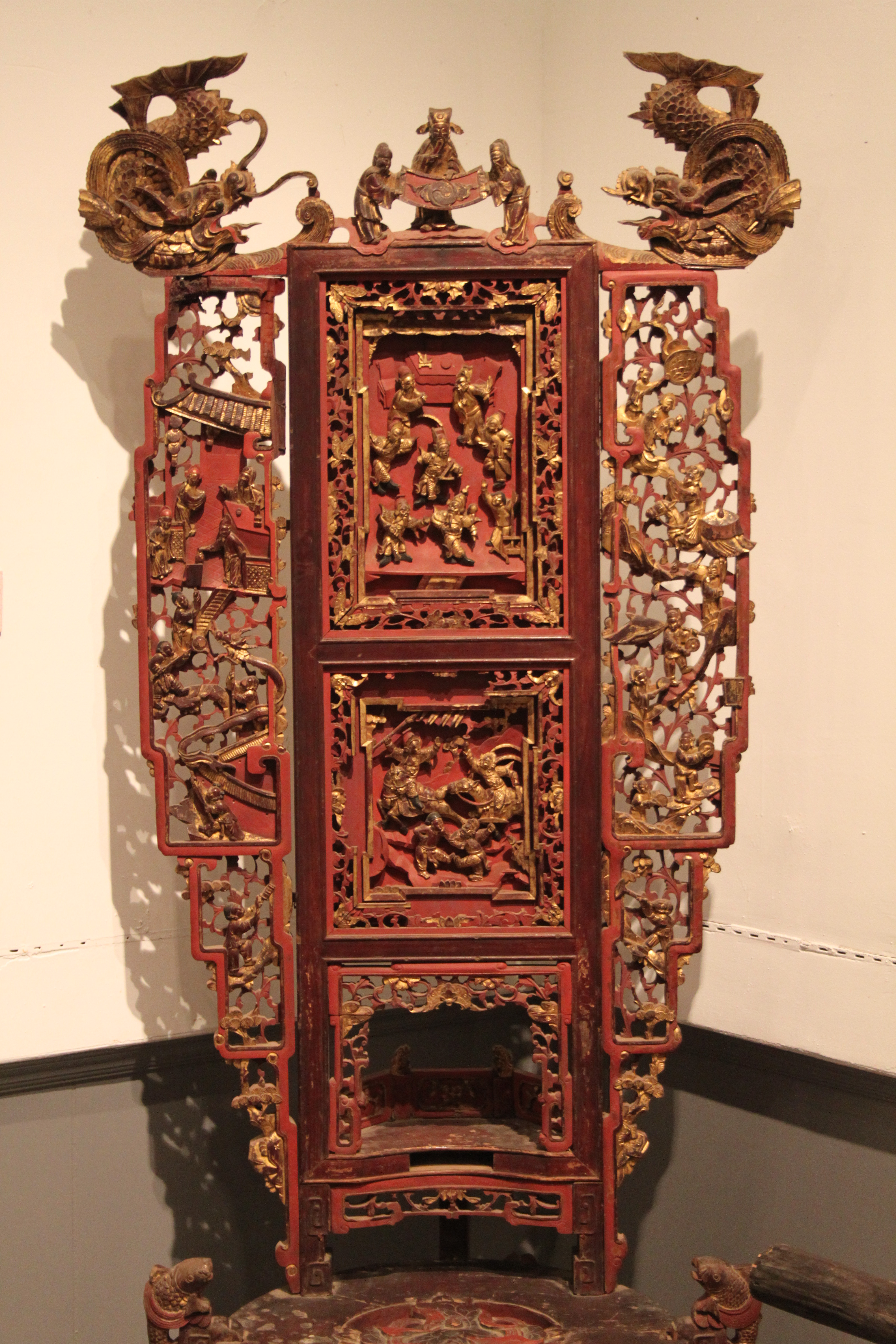
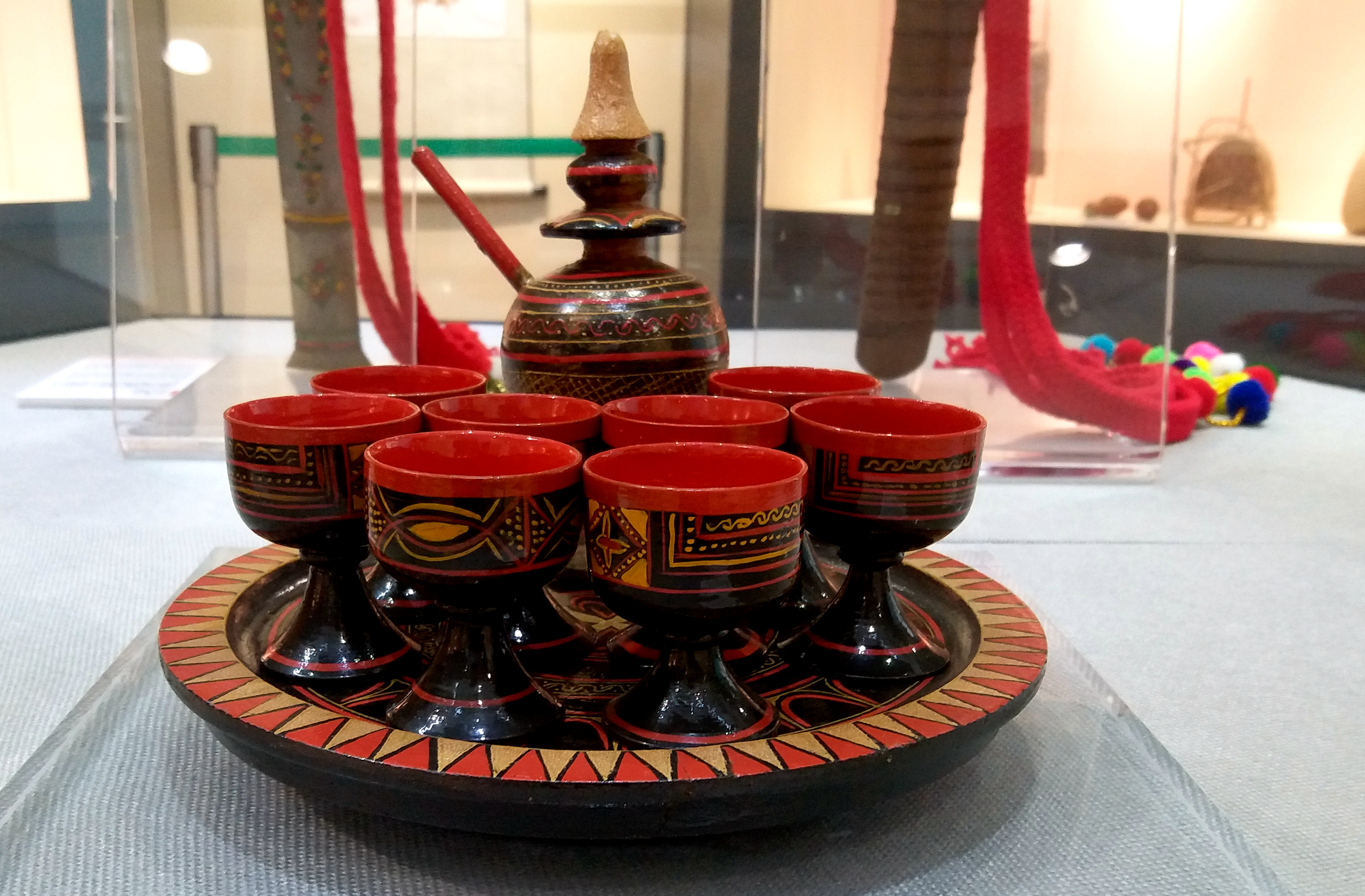

## طالع أيضًا
- طاولة صينية مطلية باللك [الإنجليزية]
- اللك الياباني [الإنجليزية]
- طلاء اللك
- أواني اللك اليابانية

## روابط خارجية
- "قصص اللك" نسخة محفوظة 2017-12-22 على موقع واي باك مشين. في متحف كيوتو الوطني [الإنجليزية].
- متحف فن الطلاء في مونستر متحف لاكونست في ألمانيا
- صناعة ورعاية اللك الآسيوي الشرقي من متحف دنفر للفنون
- العظم واللحم والجلد: صناعة اللك الياباني (فيديو يوتيوب من متحف جيتي)
- مقدمة لفيديو يوروشل على YouTube للدكتور كينجي توكي في FabLabKamakura
- مقال عن أواني اللك في شرق آسيا في متحف متروبوليتان